# 国鉄キハ20系気動車
国鉄キハ20系気動車（こくてつキハ20けいきどうしゃ）は、日本国有鉄道（国鉄）が1957年（昭和32年）に開発した一般形気動車。キハ20形と同一の設計思想で製造された形式群の総称である。
1966年（昭和41年）までに系列合計で1,126両が製造され、日本各地で広く使用された。
なお、「キハ20系」という呼び方は国鉄制式の系列名ではなく、鉄道ファンなどが便宜的に使用しているものである。

## 開発の経緯
本系列が開発された1950年代中期の時点では、国鉄では普通列車用気動車として17系（当時はキハ45000形一族、現在では10系とも通称）が製造されていたが、これらは当時の一般的な20 m級客車と比較して車体断面が小さいために居住性が犠牲となっており、乗り心地の点でも問題があった。
これは、当時国鉄で気動車用として利用可能であった最大のディーゼル機関であるDMH17形の出力では、通常車体断面の20 m級車体とした場合、重量過大に伴う出力不足で十分な走行性能が得られなかったがゆえの苦肉の策であり、そればかりか当時の車体設計手法では小車体断面化だけでは出力不足を補いきれず、客室内の各座席の座り心地を犠牲にした軽量化、あるいは乗り心地が悪いことを承知の上での軽量設計台車の採用など、ありとあらゆる手段を講じてようやく実用性能が得られている状況であった。
しかし、1955年（昭和30年）の10系軽量客車の完成で状況は一変する。スイス国鉄流の準モノコック構造車体と、プレス鋼板による溶接組立台車の導入により、十分な強度を維持したまま、従来比3/4程度の大幅な軽量化が可能となり、これにより、非力な既存エンジンのままでも大型車体を備える気動車の製造に目処が立った。
こうして、10系客車の設計ノウハウを有効活用する形で、翌1956年（昭和31年）に大断面車体を備える21 m級気動車の第一陣として、準急形気動車である55系（当時はキハ44800形一族）が製造され、ここに初めて電車・客車と同等の車体（車内設備）を備える気動車が実現した。
その後、55系の成功を受ける形で、普通列車に用いる一般形気動車についても大型車体へ移行することが決定され、同形式に準じた設計で新たに開発されたのが本系列である。

## 形式一覧
- 表中の年は、各番台の製造初年度を示す。

| 形式                     | 車体 形状           | バス窓                              | 二段上昇窓（除キハ22） | 二段上昇窓（除キハ22）                                          | 備考                                |
| 形式                     | 車体 形状           | バス窓                              | 白熱灯車               | 蛍光灯車                                                        | 備考                                |
| ------------------------ | ------------------- | ----------------------------------- | ---------------------- | --------------------------------------------------------------- | ----------------------------------- |
| キハ20形 （キハ49000形） | 両運転台            | 1 - 103 （1957年）                  | 201 - 484 （1958年）   | 501 - 522 （1964年）                                            | 暖地向け 括弧書きは予定形式         |
| キハ25形 （キハ49500形） | 片運転台            | 1 - 75 （1957年）                   | 201 - 253 （1958年）   | 301 - 314 （1963年）                                            | 暖地向け 括弧書きは予定形式         |
| キハ21形 （キハ49200形） | 両運転台            | 1 - 84 （1957年）                   | -                      | -                                                               | 寒地向け 括弧書きは予定形式         |
| キハ22形                 | 両運転台 デッキ付き | 本形式はすべて 一段上昇・小型二重窓 | 1 - 170 （1958年）     | 201 - 343 （1963年）                                            | 酷寒地向け                          |
| キハユニ25形             | 片運転台            | 1 - 6 （1958年）                    | -                      | 7 （1962年） 7のみキハ22形と同様デッキ付き 一段上昇・小型二重窓 | 寒地・酷寒地向け 郵便荷物二等合造車 |
| キハユニ26形             | 片運転台            | -                                   | 1 - 41 （1958年）      | 42 - 59 （1963年）                                              | 暖地向け 郵便荷物二等合造車         |
| キハ52形                 | 両運転台            | -                                   | 1 - 56 （1958年）      | 101 - 156 （1962年） 横形エンジン                               | 勾配線区向け 2個エンジン車          |
| キユニ21形               | 両運転台            | 1・2 （1969年）                     | -                      | -                                                               | 寒地向け キハ21形からの改造         |

| 形式           | キハ20                               | キハ21      | キハ22                 | キハ25      | キハ52                               | キハユニ25  | キハユニ26     |
| 運用者         | 国鉄 JR東日本 JR西日本 JR四国 JR九州 | 国鉄        | 国鉄 JR北海道 JR東日本 | 国鉄        | 国鉄 JR東日本 JR西日本 JR四国 JR九州 | 国鉄        | 国鉄           |
| 製造所         | 東急 帝車 富士重 日車                | 帝車 新潟   | 帝車 富士重 新潟 日車  | 東急 富士重 | 帝車 新潟                            | 帝車 新潟   | 東急 日車 新潟 |
| 製造初年       | 1957                                 | 1957        | 1958                   | 1957        | 1958                                 | 1957        | 1958           |
| 製造数（両）   | 409                                  | 84          | 313                    | 142         | 112                                  | 7           | 59             |
| 全廃年         | 1991                                 | 1984        | 1995                   | 1987        | 2010                                 | 1986        | 1987           |
| 座席定員（人） | 70                                   | 70          | 71                     | 76          | 76                                   | 40          | 40             |
| 定員（人）     | 82                                   | 82          | 82                     | 88          | 88                                   | 46          | 46             |
| 自重（t）      | 30.6 - 32.1                          | 32.1 - 32.6 | 32.0 - 32.9            | 30.0 - 30.7 | 35.5 - 36.6                          | 30.5 - 30.8 | 31.1           |
| 全長（mm）     | 20,000                               | 20,000      | 20,000                 | 20,000      | 21,300                               | 20,000      | 20,000         |
| 車体長（mm）   | 19,500                               | 19,500      | 19,500                 | 19,500      | 20,800                               | 19,500      | 19,500         |
| 機関搭載数     | 1                                    | 1           | 1                      | 1           | 2                                    | 1           | 1              |

## 構造
1957年の初期車登場時の仕様を基に解説する。

### 車体
車体は先行するキハ55形の設計が踏襲され、柱や梁だけではなく側板なども強度を分担する準張殻構造となり、キハ10系より大型化され、客車並みの大断面となった。また、従来の反省から、客ドア位置も車体中央寄りに配置され、ラッシュ時の客扱いに配慮している。座席も車体幅拡幅を受けて準急形に準じたゆとりのあるものとなった。客室内を通る排気管のキセ（覆い）はキハ55 1 - 46などと同様に大型のタイプである。暖房装置は燃焼式の温気暖房である。
客室窓はキハ10系のそれを踏襲して、上段がH断面ゴムによる構体直接固定、下段が上昇式の俗にいう「バス窓」である。しかし、キハ10系とは異なり、窓下のウィンドウシル（補強帯）は廃され、平滑な外観となった。
初期車竣工当初の車体塗色は、当時の気動車標準色である濃い青（青3号）+ 窓周りが黄褐色（黄かっ色2号）のツートーンであった。また当系列においては前面幕板部の塗色が前照灯部分に回り込むように塗装されていることが他系列には見られない特徴となっている。

### 主要機器

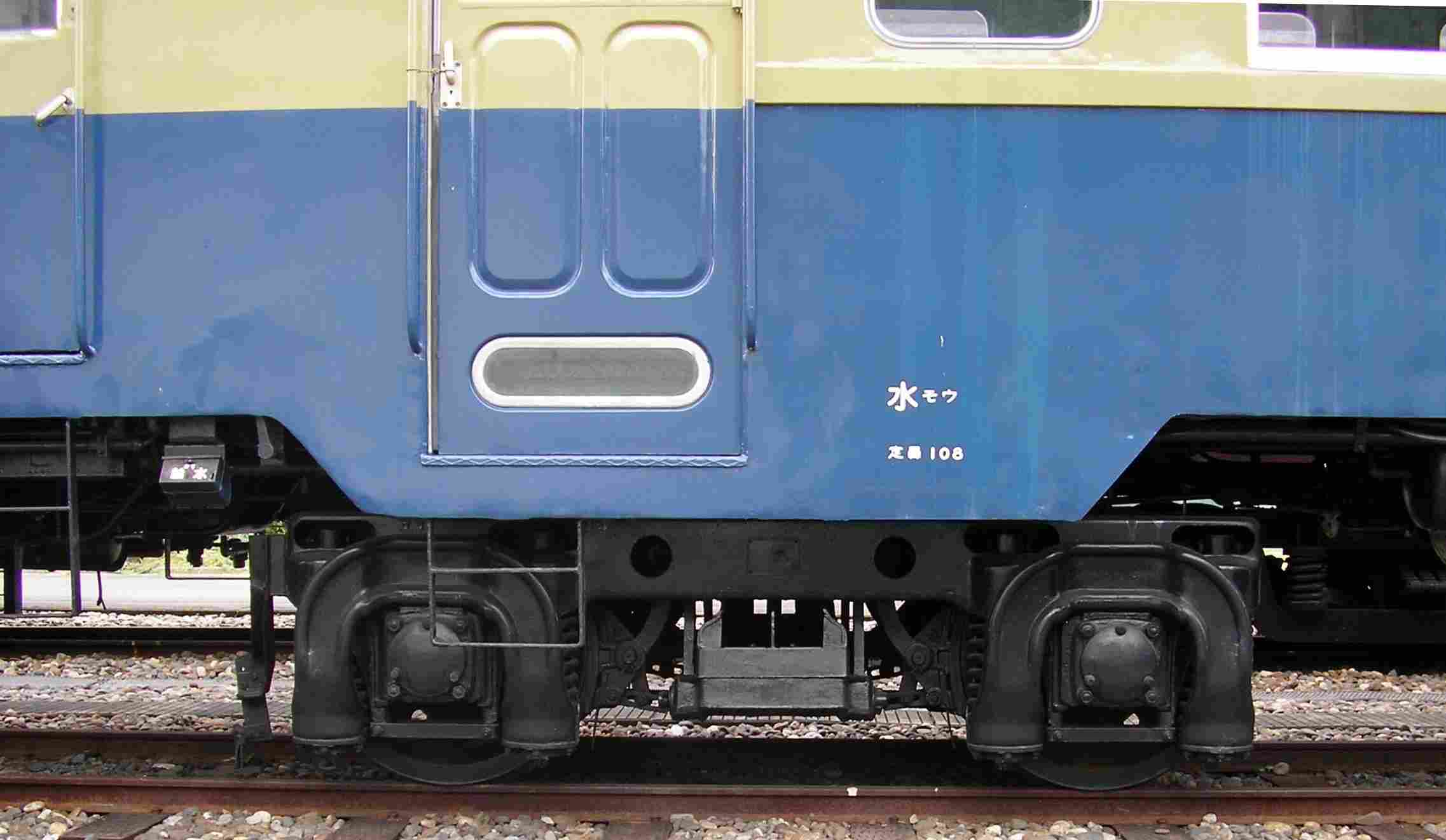
TR49形台車 写真はキハ11形に装着のもの。（佐久間レールパーク、2006年9月）

機関は当初はキハ10系と同様にDMH17B形ディーゼルエンジン（160 PS）を搭載した。燃料噴射ノズルなどの改良でキハ10系より10psアップの170ps仕様とし、さらに後年その大半が180psのDMH17C形相当に改造または換装されたものがある。
台車は、初期型はキハ10系と同様の防振ゴムブロックを枕バネに使用するウィングバネ式DT19C（駆動台車）・TR49A（付随台車）を装着した。後年には増備車と同様にコイルバネ+オイルダンパを枕バネとするDT22A・TR51Aに交換されたものがある。

## 増備車の設計変更

### 1958年以降の設計変更
1958年からは機関を180psのDMH17Cに変更して走行性能を改善し、台車は従来のDT19で使用されていた硬い防振ゴムブロックに代えて複列コイルばねを枕ばねに使用した揺れ枕吊り台車とし揺動特性を改善したDT22A（駆動台車）・TR51A（付随台車）に変更することで大幅な乗り心地の向上が実現した。
車体の部材を専用のプレス品から市販の形鋼に変更し、調達コストの低減が図られた。また、客室窓が2段上昇式（上下段共に上昇式）に変更され、より近代的な外観となり、客室内の採光や換気も改善されたほか、排気管キセが小型化されて見通しがよくなった。
この際、派生形式として北海道向け耐寒耐雪強化仕様のキハ22形、郵便荷物合造車のキハユニ26形、そしてエンジンを2基装架する勾配線区向け強力形のキハ52形などが新たに設計された。キハ20形・キハ25形もこの増備車よりキハ20形200番台・キハ25形200番台に区分されている。
なお、このグループの初期車は室内灯として白熱灯を装備し扇風機無しで製造されたが、バス窓の初期形を含むその多くが後年に環形蛍光灯仕様に改造し扇風機の取付もされている。暖房装置はキハ22形では温水暖房に変更され、キハユニ26形では温気暖房と温水暖房が併設された。

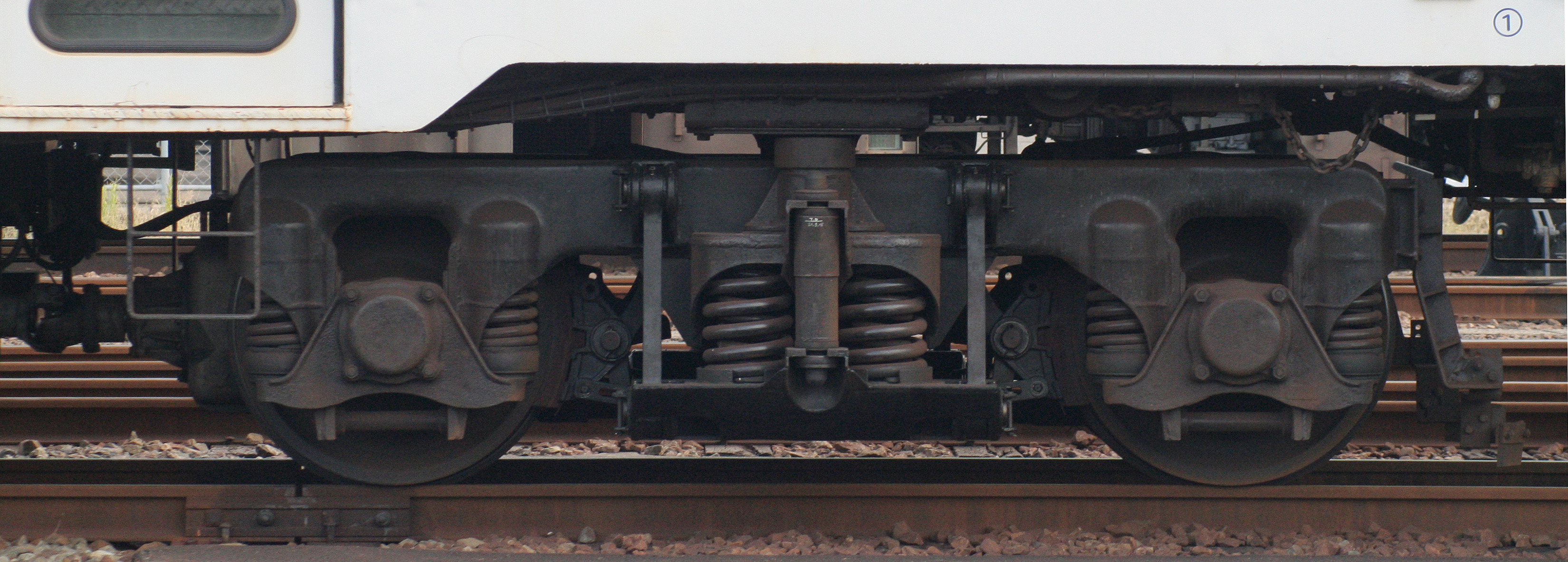
DT22形台車（倉敷貨物ターミナル駅、2009年9月5日）
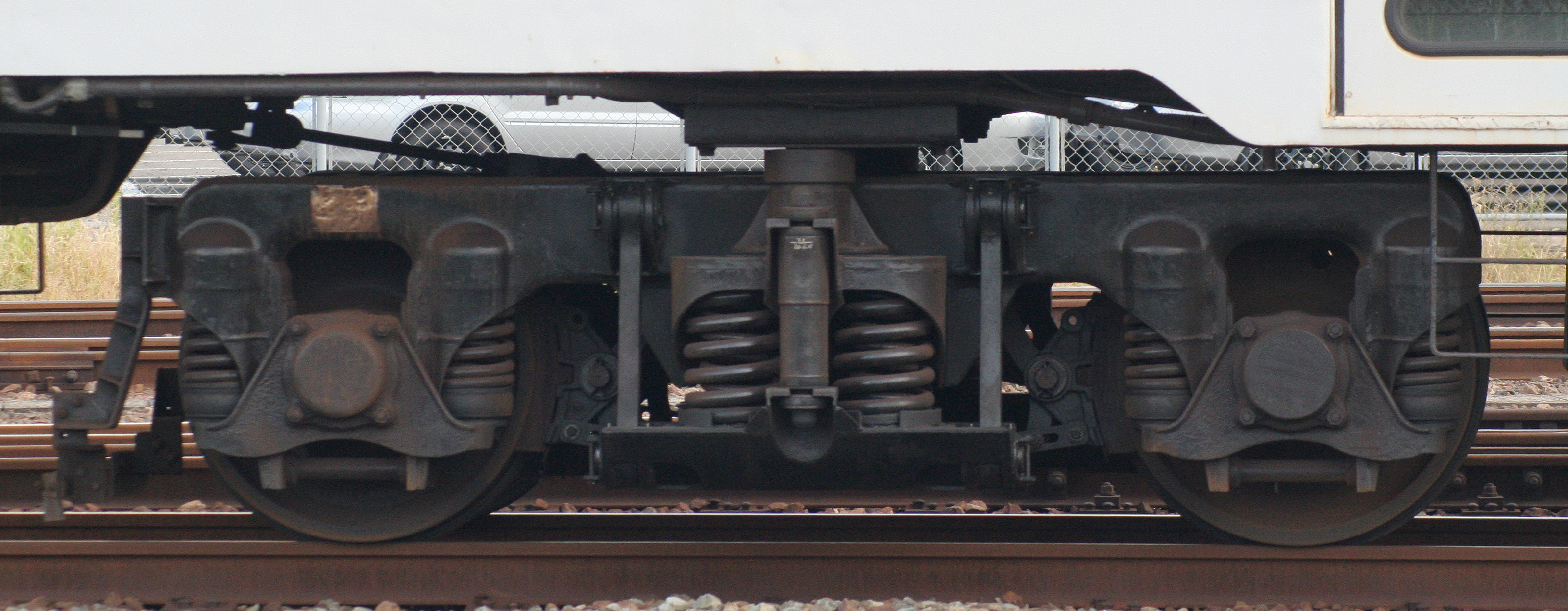
TR51形台車（倉敷貨物ターミナル駅、2009年9月5日）
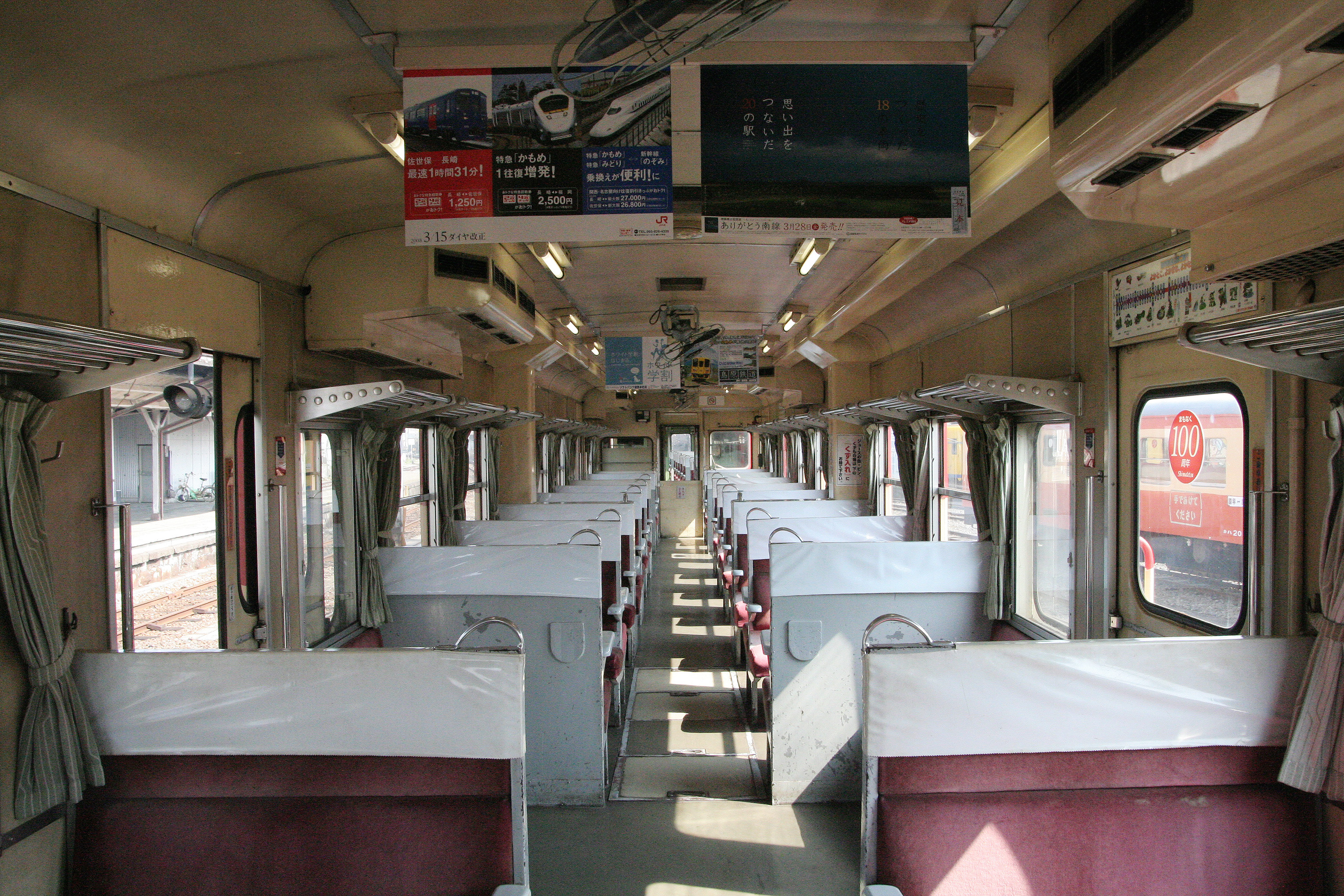
窓枠を2段上昇式に変更し、クロスシートとした島原鉄道キハ20形2018の車内（南島原駅、2008年3月12日）
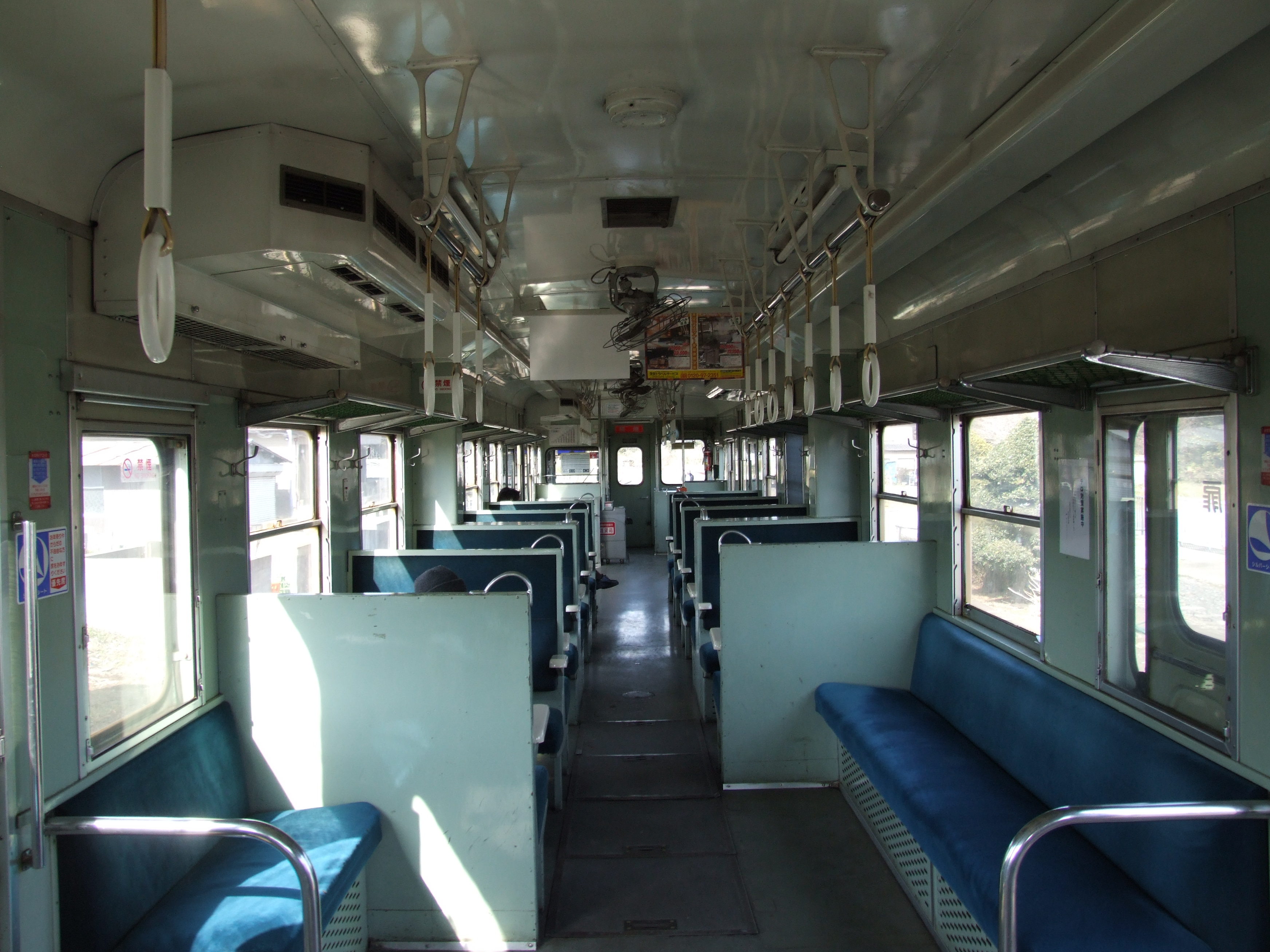
ひたちなか海浜鉄道キハ205の車内、比較的原形を留めている

### 1962年以降の設計変更
1960年に登場した特急型気動車キハ80系では横型エンジンのDMH17Hが搭載され、1961年に登場した急行型キハ58系、通勤型キハ35系でも標準採用された。1962年以降に増備されたキハ52形は暖房装置の温水式への改良、室内灯の蛍光灯化と同時に横型エンジンが採用され、キハ52形100番台に区分された。それ以外のキハ20系は引き続き縦型エンジンで増備されている。
1963年以降はキハ20・22・25形においても室内灯を蛍光灯化した増備車が登場し、キハ20形500番台・キハ22形200番台・キハ25形300番台にそれぞれ区分された。キハ20・25形は暖房装置がキハ22形と同じく温水暖房となった。キハユニ26形でも1962年の増備時に温水暖房への統一と室内灯の蛍光灯化が行われたが、番台区分はなされずキハユニ26 42から付番されている。
1965年以降の増備車は、キハ22形200番台とキハ52形100番台の2形式のみとなった。側面扉はキハ55系列と同様に「ハニカムドア」と呼ばれるのプレス加工のない平滑なものに変更されている（同時期に製造された後述の小湊キハ200も同様）。

### 塗色の変遷
1959年9月から一般形気動車は、外板色をそれまでの青系から、朱色4号の地色に、窓周りをクリーム4号の塗り分けとした新塗色へ移行した。
新塗色で落成した号車
キハ20 268 -
キハ22 35 -
キハ25 233 -
キハ52 15 -
キハユニ25 7
キハユニ26 9 -
この他、一部の車両では準急列車への増結を目的として準急色（外板色全体がクリーム2号で雨樋と窓下部分の帯が赤2号）に塗り替えられた車両もあった。
1978年度から、朱色（朱色5号）単色塗装のいわゆる首都圏色への塗り替えが行なわれている。
ただし、定期急行「いなわしろ」運用を持っていた郡山客貨車区配置のキハ52型（1,17,18,126 - 128,143）は、例外的に首都圏色への塗り替えは行われなかった。
1982年11月のダイヤ改正の「いなわしろ」運用廃止後も、一部は1985年頃まで前項の朱色系の塗り分けを維持していた。
これらの内、1983年に事故車（キハ53 6）の補充として米子運転所に転属したキハ52 128は、2000年に廃車になるまで塗装変更されることはなかった。

## 形式別詳説
両数・番台区分は上記「形式一覧」を参照。

### キハ20形

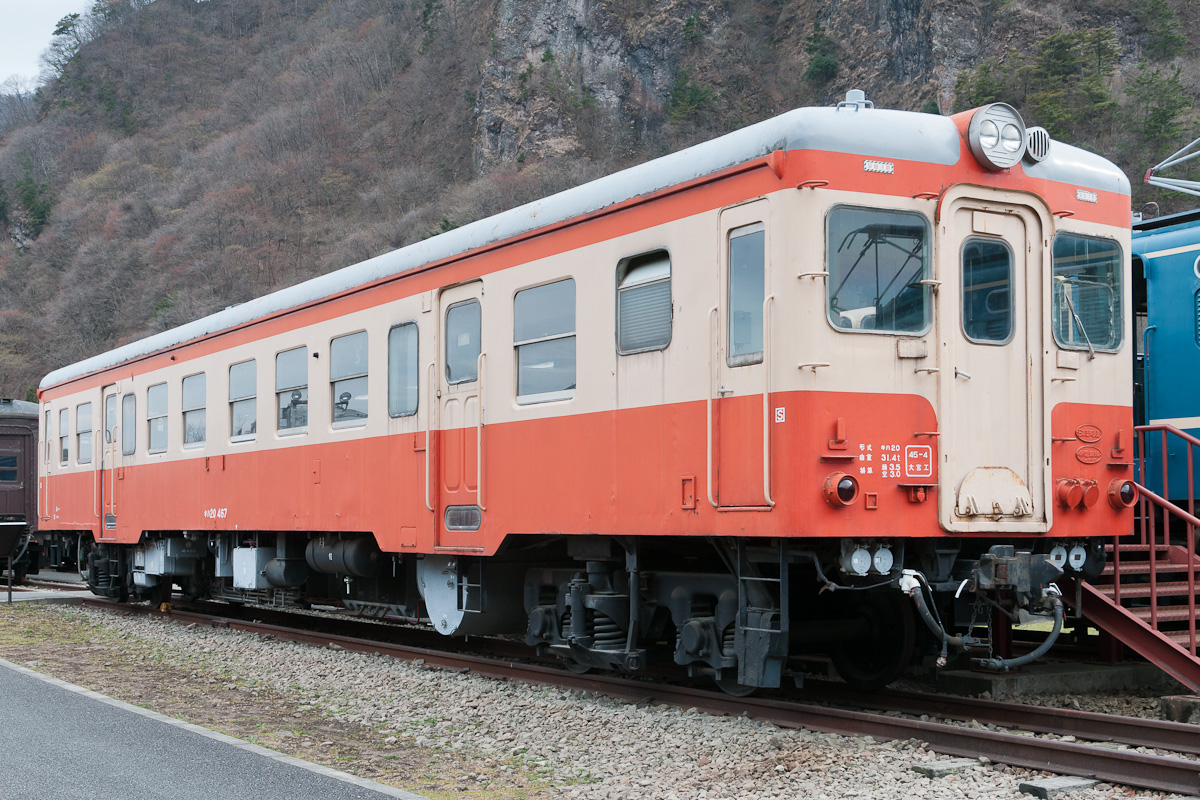
キハ20 467（碓氷峠鉄道文化むら）

本系列の基本形式。暖地向けの両運転台、1基エンジン形で、4位側の乗務員室にやや食い込むかたちで便所を備える。1957年から1965年に409両が製造された。計画時にはキハ49000形と称したが、登場が1957年の称号規程改正後となったため、この形式番号を称したことはない。
298・299のように北海道に新製配置されたものや、多客期に渡道したものもあり、日本全国で用いられた。戦前形の機械式気動車キハ04形・キハ05形・キハ06形、キハ07形の取替時期に丁度当たっていたこともあり、大量に製造された。0番台は初期形のバス窓車、200番台以降は改良形の2段窓となった。最終期に製造された500番台では室内灯が蛍光灯に、暖房装置も温水式となり、台車もDT22C・TR51Bに変更されている。

### キハ21形
キハ20形に耐寒装備を盛り込み、寒地向けとして1957年（昭和32年）に製造された形式。計画時にはキハ49200形と称したが、登場が同年の称号規程改正後となったため、この形式番号を称したことはない。主に北海道および東北地方で運用され、キハ22形の登場後も共に急行列車に投入された。
キハ20形0番台とは外観上は客用扉下部の明かり窓がないこと以外相似する。寒冷地向けの装備として、客室窓の二重窓化・運転台にデフロスタ設置・床下機器耐寒・耐雪装備を施工した。しかしドア位置はキハ20形と同じでデッキがなく、冬期の客室内温度維持に問題があることが指摘された。そのため1957年（昭和32年）に84両が製造されたのみで、翌1958年（昭和33年）からは耐寒・耐雪性能が大幅に強化された酷寒地向けのキハ22形に製造が移行された。
後年に暖房能力の不足を解消するため温気式からキハ22形と同様の温水暖房への改造やドア付近に透明アクリル樹脂と合板の簡易仕切り（片開き扉+パーティションを1車両あたり4か所設置する工事を1975年（昭和50年）頃に一部の車両で施工した。
1968年（昭和43年）に苗穂工場で3両が荷物車兼用（新聞輸送）としてロングシート化と吊り手の取り付けがされ、100番台区分へ、1969年（昭和44年）に旭川工場で2両がキユニ21形へ改造された。
当初は主に道内各地のほか東北地方などに配置されたが、キハ22形の増備が進むにつれ釧路客貨車区（現・釧路運輸車両所）・苗穂機関区（現・苗穂運転所）・苫小牧機関区（現・苫小牧運転所）・長万部機関区（1993年函館運輸区に統合）・函館機関区（現・函館運輸所）・一ノ関機関区（現・一ノ関運輸区）に集約配置された。59 - 62・73 - 76は水戸機関区（現・水郡線営業所）に、79・80は千葉気動車区（1975年廃止）に新製配置されてから北海道に転配された。
キハ40形の増備と共に1982年（昭和57年）までに運用を離れ、1983年（昭和58年）に全車廃車となった。

### キハ22形
キハ21形は北海道の酷寒地での防寒性能が不満足であったことから、酷寒地向けの耐寒仕様車として完全に新設計されたものである。1958年（昭和33年）から製造開始され、北海道および東北地方に配置されていた。製造会社はキハ21形の帝車と新潟に加え、富士重工業（現・SUBARU）と日本車輌製造が加わっている。
乗降口を車体両端へ配置して、客室との仕切り扉を備えたデッキ付きとし、側窓を小型の一段上昇式二重窓として保温性を高めている。暖房装置はエンジン冷却水利用の温水暖房として強化し、かつ放熱フィンを大型化して効率を高めた。床は雪が融けて濡れた時の滑りにくさや、雪靴・雪下駄の滑り止め金具（スパイクなど）への対策から木張りとされ、さらに断熱材の厚さを増したため、暖地向けの標準車に比べ、レール面基準で50 mm高くなった。そのため、客室窓、乗務員用扉、運転台窓、貫通路扉（幌枠高さは標準車と同じ）、尾灯の位置もキハユニ25 7を除く他の20系気動車よりも高い。また、警笛は前灯脇から、温水管の取り回しが楽な乗務員室床上（助手席足元）に変更された。
室内色も暖色系の薄茶色4号とされ、車端部がロングシートであること、洗面台および窓側の肘掛けがないことを除けば、準急形のキハ55/26形に遜色ない水準であり、急行列車にも用いられた。
床下機器の耐雪カバーや冷却水による各部の保温をはじめ、補器類に至るまで徹底した耐寒・耐雪措備が施され、北海道の酷寒地での実用上も十分な能力が確保された。
これら本形式の耐寒・耐雪仕様は、キハ56形一族、711系交流電車、キハ40 100番台、キハ54 500番台など、以後の北海道における一般・近郊形車両における耐寒設計の基準となったばかりでなく、羽幌炭礦鉄道や留萠鉄道など、道内の地方私鉄においても本形式とほぼ同一設計のコピー車が導入されることになった。
便所はキハ20形同様4位側にあるが、その向かいがロングシートであるため便所出入口はデッキ側に変更されており、客室内の防臭にも寄与している。便所の扉は立ち客や乗降の妨げとならないよう内開きとしたことから、便所全体も前後方向に寸法が拡大されている。他のキハ20系中期車と同様、座席や室内灯などが製造途中で改良された。初期車の白熱灯は後に急行運用に入る車両を中心に多数が20 W環形蛍光灯に改造され、新製時から蛍光灯となった車両も、20 Wの直管から40 Wの直管へ設計変更されている。屋根上の通風器は初期の1 - 170では6個であったが、後の201 - 245では7個、246 - 343では9個へと変更されており、一部には客車用のガーランド形通風器を装備した車両も存在する。最終の設計変更では外ハメ式の尾灯やハニカムコア構造の客用ドアも採用されたが、同じく遅くまで増備が続いたキハ52形100番台ですでに採用されていた横形機関（水平シリンダーエンジン）は、本形式では採用されなかった。
また、同等の耐寒・耐雪装備を持つ2基エンジン車は製造されず、ローカル線では旅客需要がないにもかかわらず、排雪（ラッセル）抵抗による運行障害（1軸駆動のため空転しやすかった）を防ぐため、冬季は2両編成で運転せざるを得なかった。
しかし、本形式に対する現場の信頼は厚く、酷寒地向け次世代車の国鉄キハ45系気動車キハ24形・キハ46形の仕様が具体化していた1960年代中期でも新形の採用には消極的で、本形式の駆け込み増備が図られたという（製造年・製造会社別一覧を参照）。
本形式は北海道内での使用を前提に設計された車両であるが、キハ21形共々、一部は東北北部でも使用されていた（国鉄分割民営化後、JR東日本に引き継がれた車両もあった）。これらの中には、地方私鉄や第三セクター鉄道へ譲渡、または貸し出された車両も存在する（詳細は後述の「#譲渡車・同形車」節を参照）。

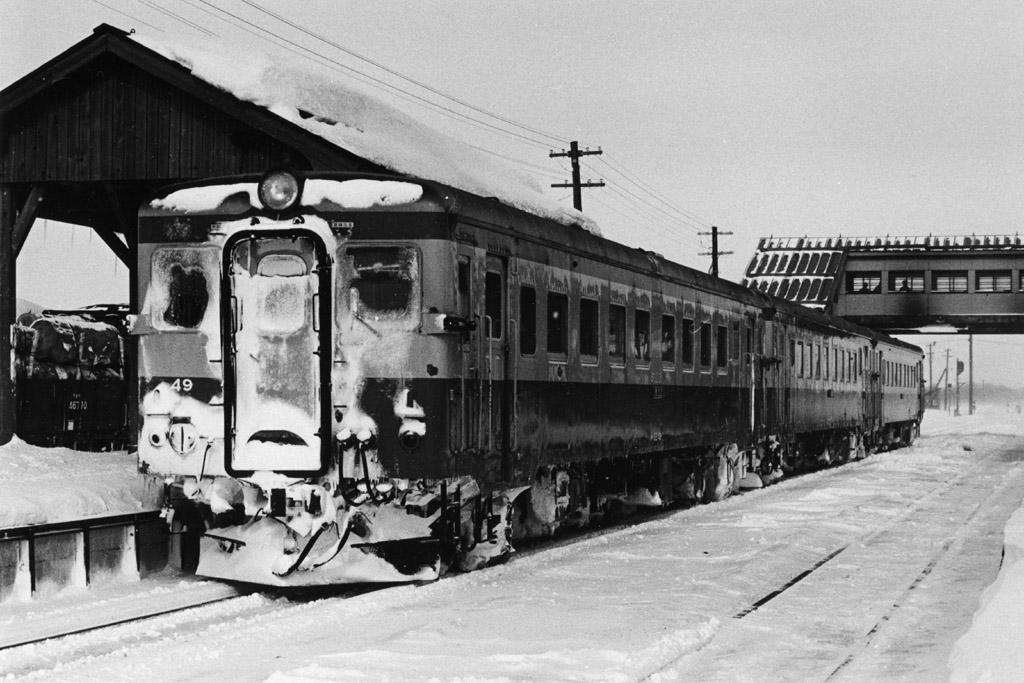
キハ22 49（宗谷本線豊富駅、1973年3月14日）
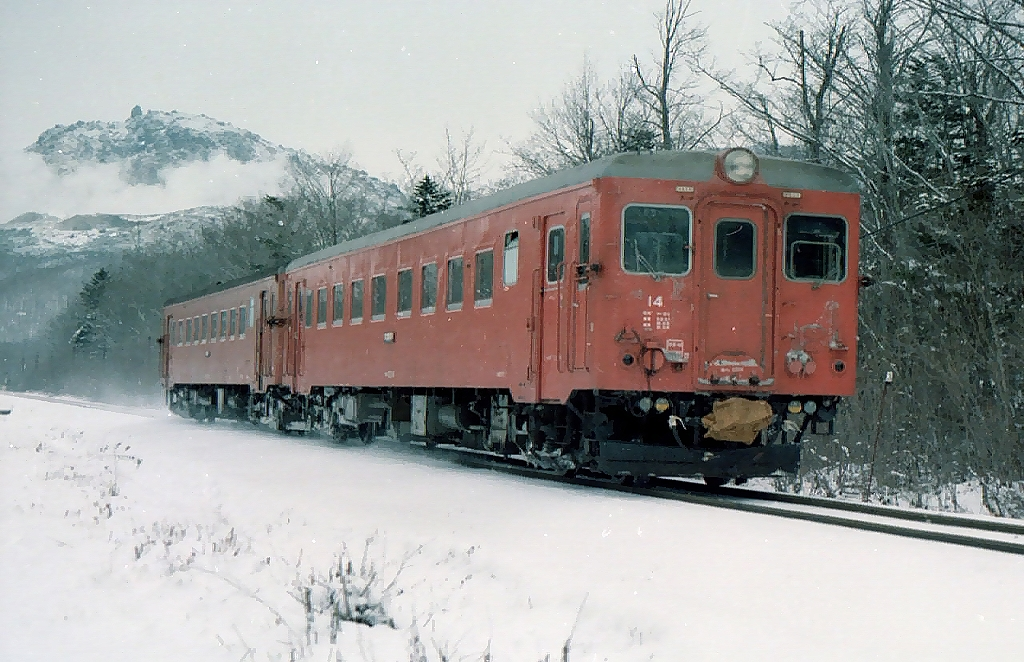
キハ22 14（釧網本線川湯駅付近、1984年）
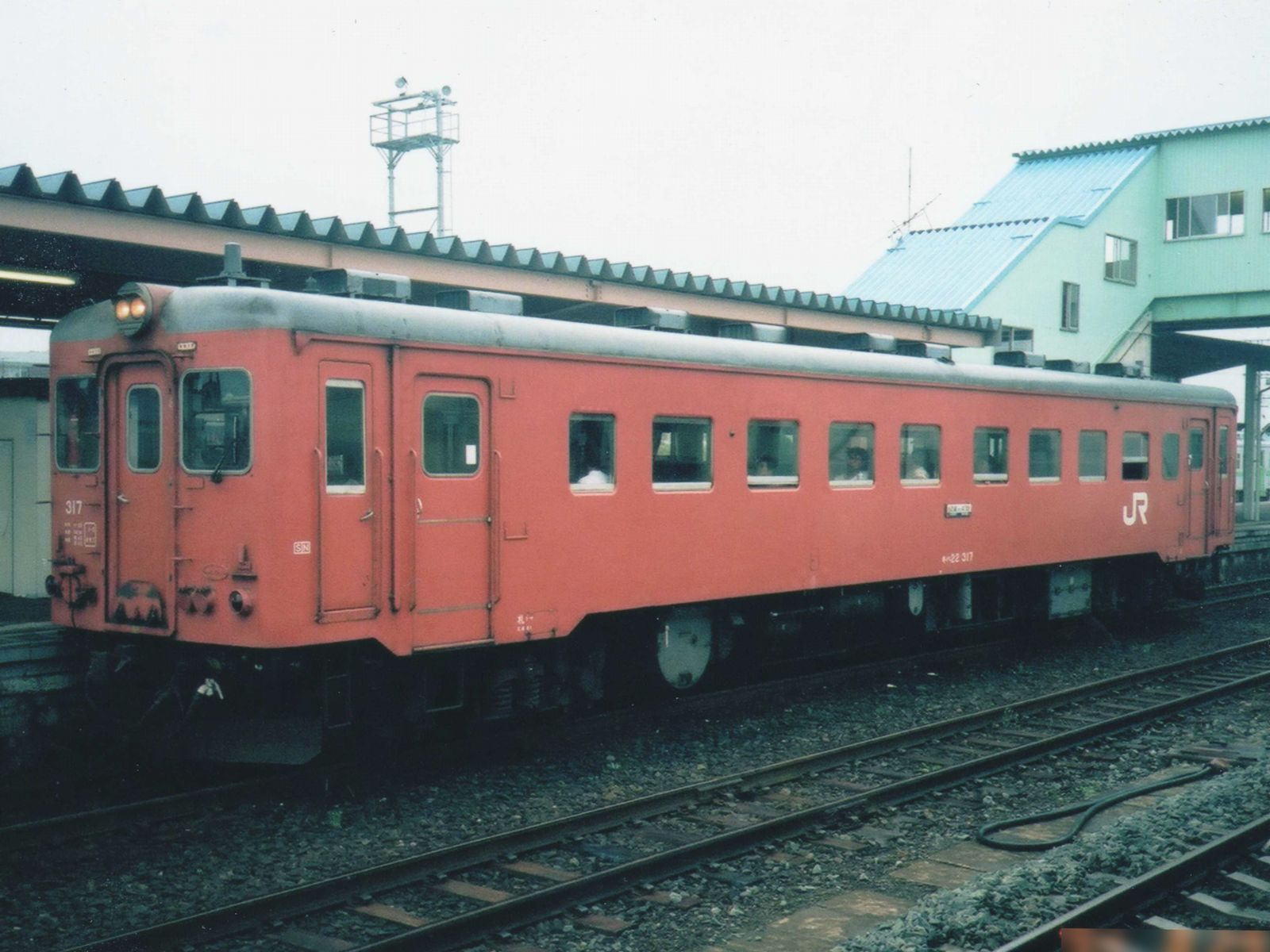
キハ22 317（長万部駅、1994年8月29日）
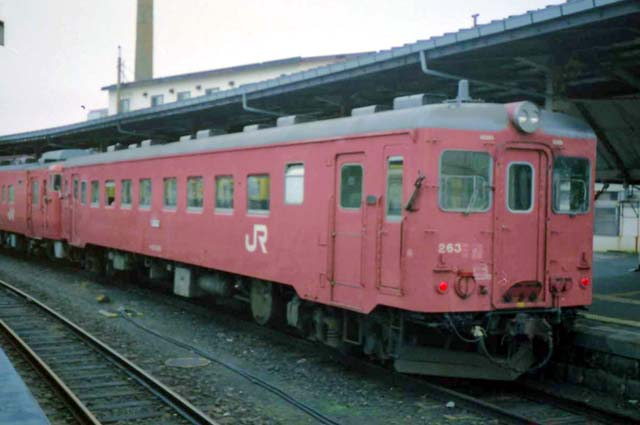
キハ22 263
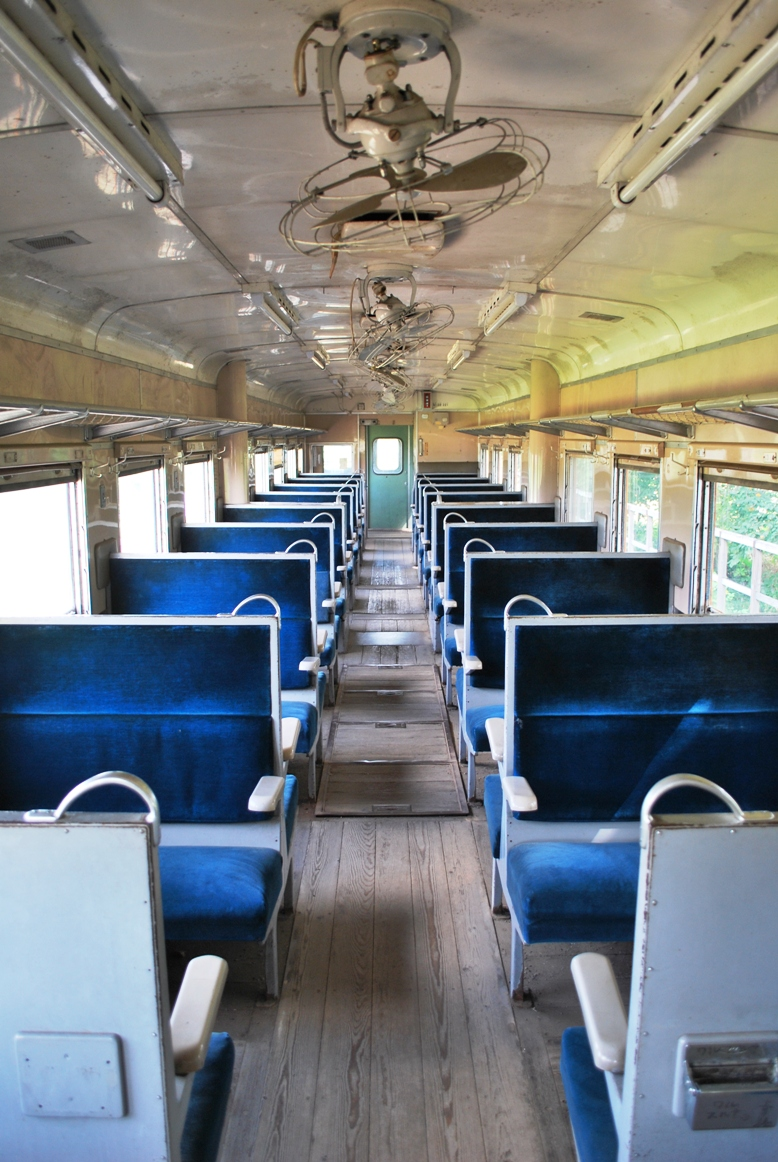
キハ22の車内。床が木張りになっている（幸福駅跡、2009年8月10日）

### キハ25形

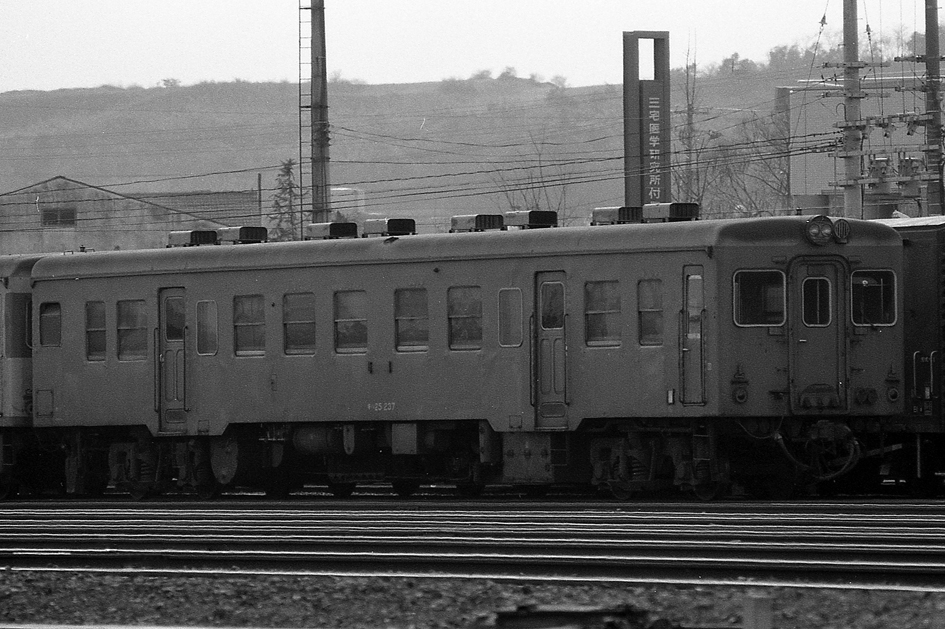
キハ25 237（1984年）

キハ20形を片運転台にした形式である。計画時にはキハ49500形と称したが、登場が1957年の称号規程改正後となったため、この形式番号を称したことはない。キハ20形0番台に相当する0番台、同200番台に相当する200番台、同500番台に相当する300番台がある。片運転台となったことで、キハ20形より客席が2区画（8名分）多い。後位（運転台のない側）の車端に便所を持つが、位置はキハ20形と異なり、3位側となった。
真岡線での運用を最後に1987年2月までに全車廃車された。

### キハユニ25形

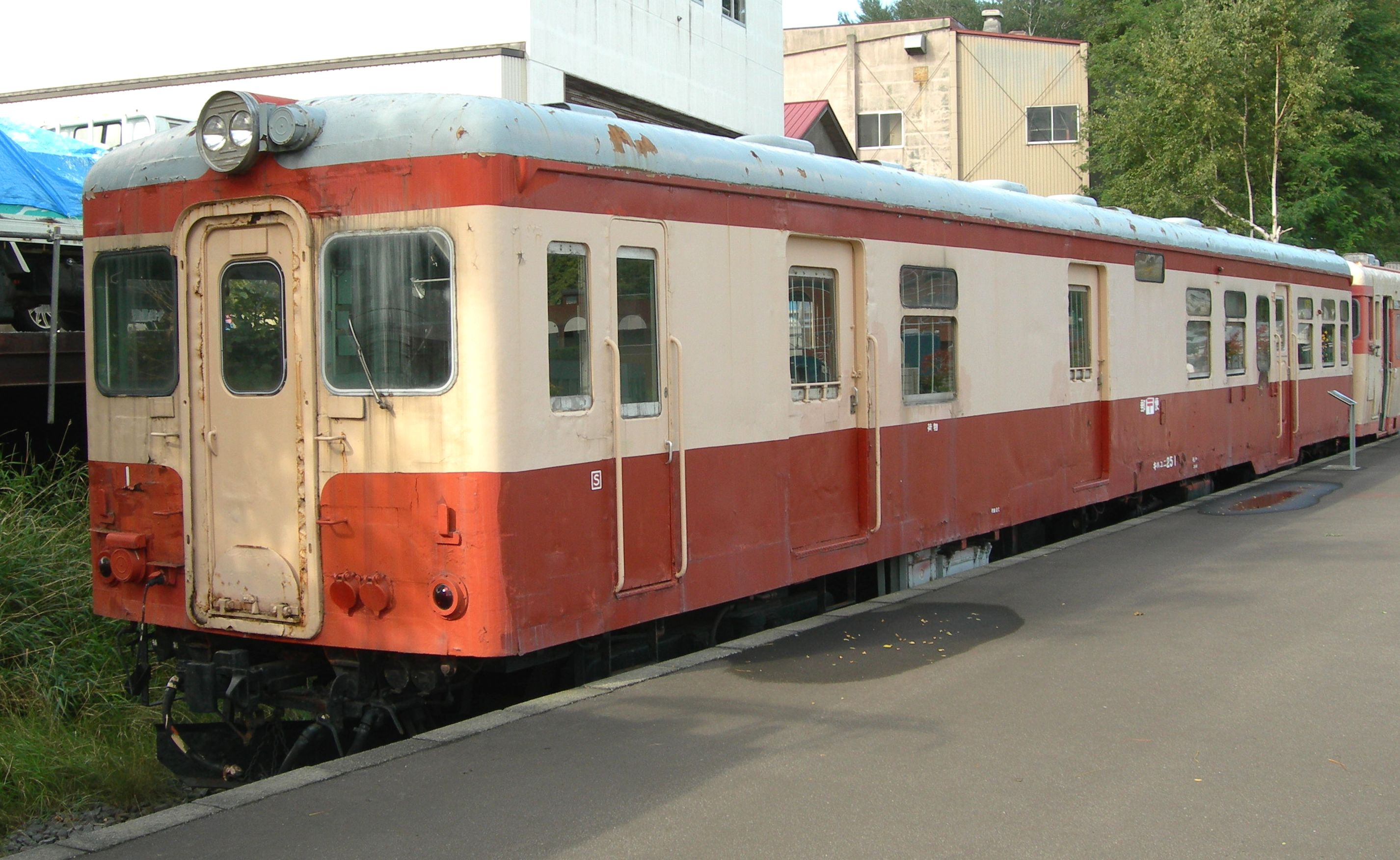
郵便車 キハユニ25 1（小樽交通記念館、2009年9月19日）

寒冷地・極寒地向けの郵便荷物合造車で、7両が製造された。
1 - 6はキハ21形の仕様に基づいて製造された寒冷地向けで、室内配置は前位から運転室・荷物室・郵便室・客室となっている。客室窓は上段固定の「バス窓」で、客用扉はキハ25形の後位扉と同位置にある。便所はない。
7はグロープラグの不具合によって焼失し廃車となった6の代替として製造された車両で、車体はキハ22形に準じた極寒地仕様に設計変更された。客室窓は1段上昇の二重窓で、デッキを設けたため客用扉は車端部に移されている。

### キハユニ26形

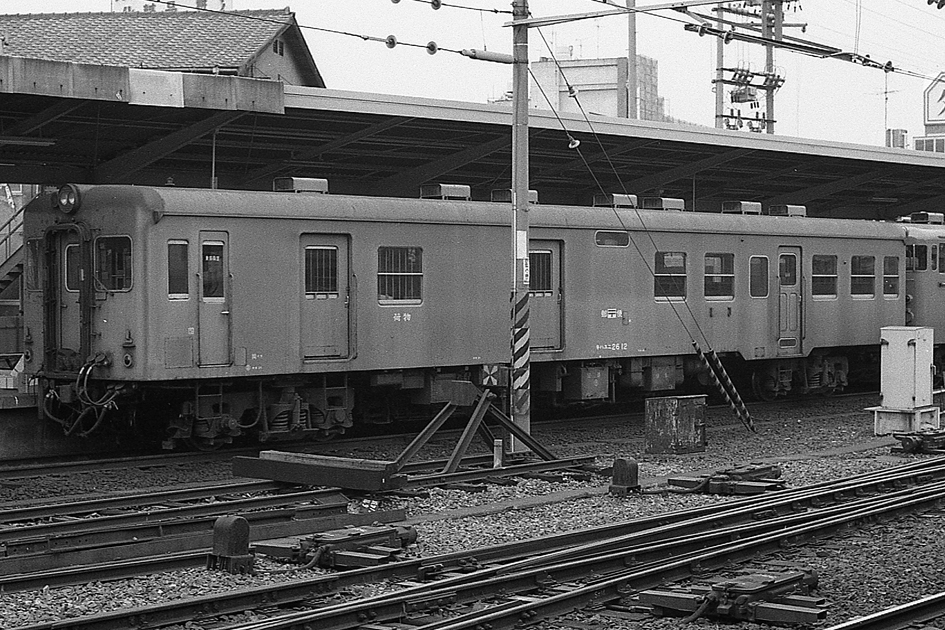
キハユニ26 12（岡山駅、1984年）

暖地向けの郵便荷物合造車。キハユニ25形と同様に室内配置は前位から運転室・荷物室・郵便室・客室となっている。客室窓は上・下段とも上昇式で、客用扉はキハ25形の後位扉と同位置にある。便所はない。
番台の区分はないが、構造は1 - 41がキハ20形200番台に、42 - 59は同500番台に準ずる。

### キハ52形

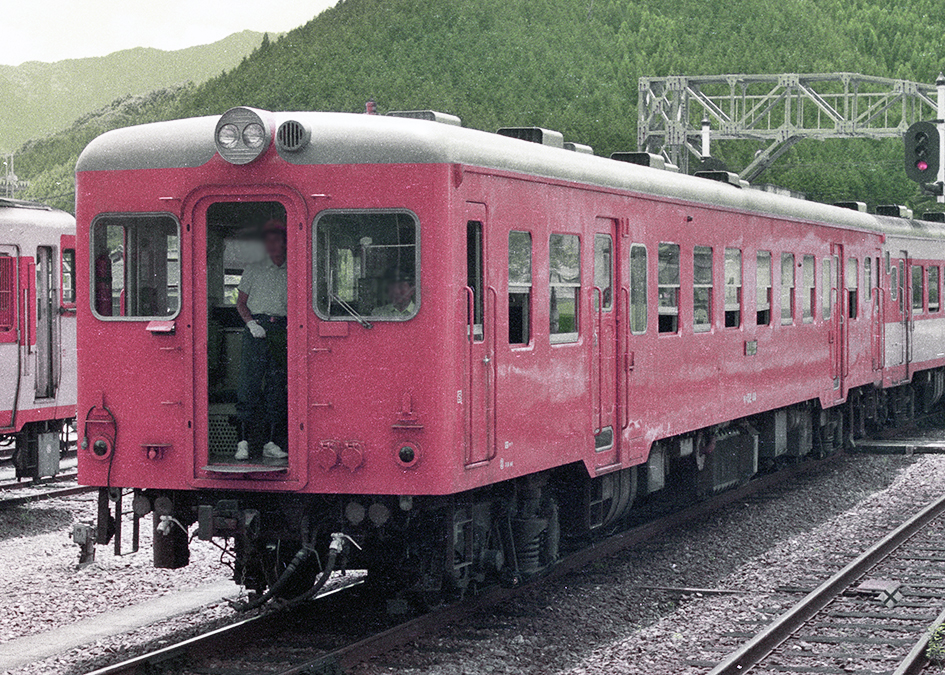
キハ52 45（土讃本線〈現・土讃線〉窪川駅、1985年頃）

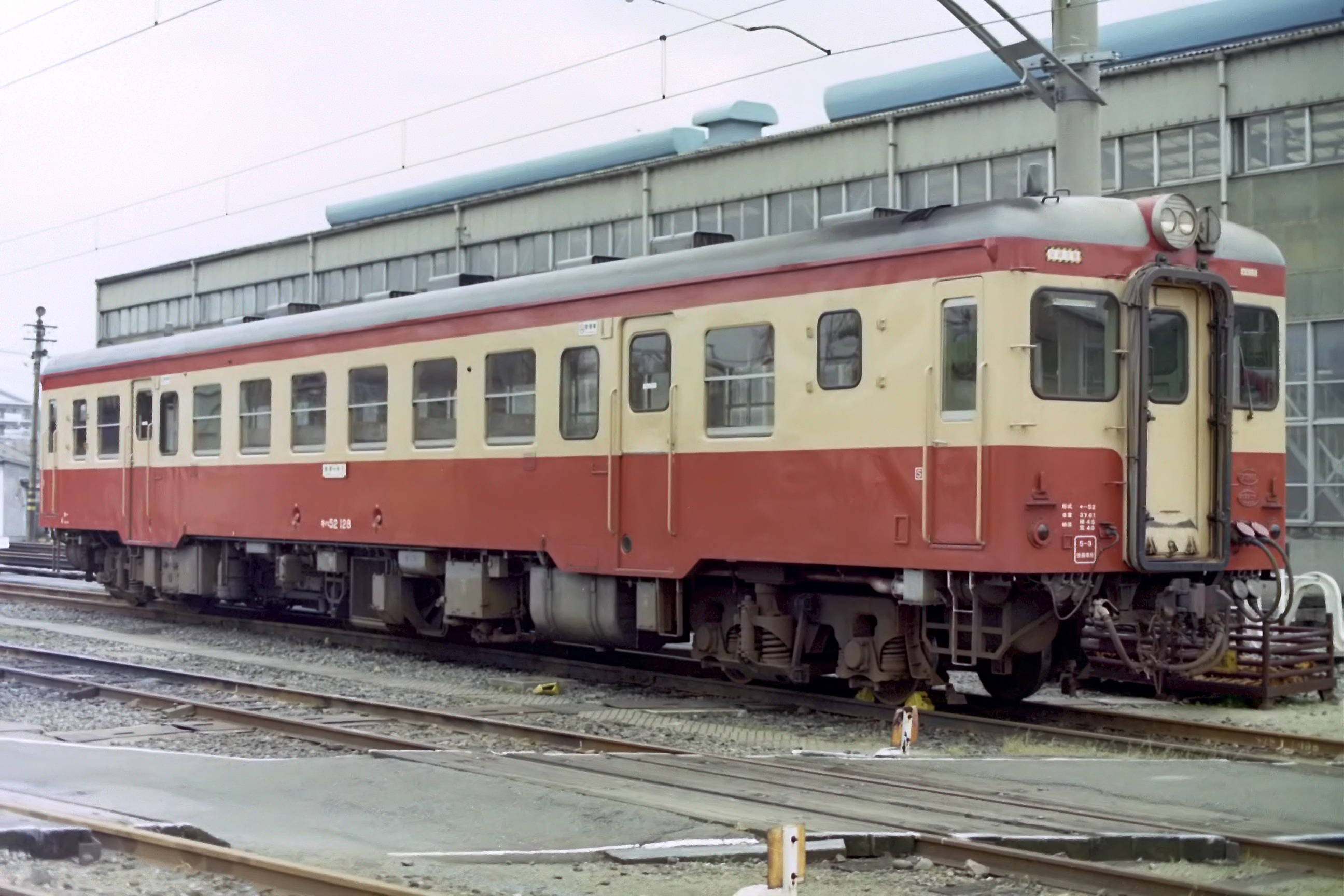
キハ52 128(米子運転所にて
許可を得て撮影)

勾配区間用の一般形気動車で、キハ20形の2基エンジン搭載形である。
国鉄の2基エンジン気動車としては最初の両運転台車であり、急勾配のローカル線用車両として本州・四国・九州各地で重用された。キハ20形に準じた両運転台、片開き2ドア、2段窓であるが、エンジン、変速機、放熱器をそれぞれ2基搭載する必要から、床下スペースの確保目的で、全長が1.3m長い車両限界一杯の21.3mとなり、それに伴い、ドア間の2段窓の数もキハ20形の5個から6個に増えている。それでもなお床下は手狭なため、水タンクは床上（通路を挟んだ便所の反対側）に置かれた。
初期形（0番台）
1958年から1962年に製造された。エンジンはキハ20形200番台と同様の垂直シリンダー形DMH17C形。床面にエンジンの点検蓋がある。照明は白熱灯で、燃焼式温風暖房。
後期形（100番台）
1962年から1966年に製造された。キハ58形とキハ80形の好評を受け、騒音と振動の低減、量産効果の向上（コスト低減）の見地からも2基エンジン車はすべて横形エンジンに統一されることになった。水平シリンダー形のDMH17Hを搭載し、床面点検蓋・車体中央壁面の排気管が廃止された。それにともない、排気管が車体の中央部から車端寄りに移ったため、0番台では排気管によって3個-3個に分かれていた客用扉間の窓が、6個等間隔に並ぶようになった。さらに、勾配線区での使用実績に基づきエンジンブレーキ機能が追加されている。末期にはキハ22形同様、外ハメ式の尾灯や、ハニカム構造の客扉が採用された。室内照明は蛍光灯で、キハ20系の中ではキハ22形と並んで例外的な温水暖房車。スタイルと旅客設備を除いたメカニズム面では、急行形気動車のキハ58形との共通点が多い。
2010年3月12日には、大糸線で運用されていたJR西日本が保有するキハ20系気動車最後の3両の運用が終了し、同年3月13日のダイヤ改正でキハ120形に置き換えられた。これによってJR線上でのキハ20系列の定期運用が終了した。
2011年8月3日に最後まで在籍していた新津運輸区のキハ52形7両が廃車されたことでJRでは全車廃車、同時にキハ20系の系列消滅となった。

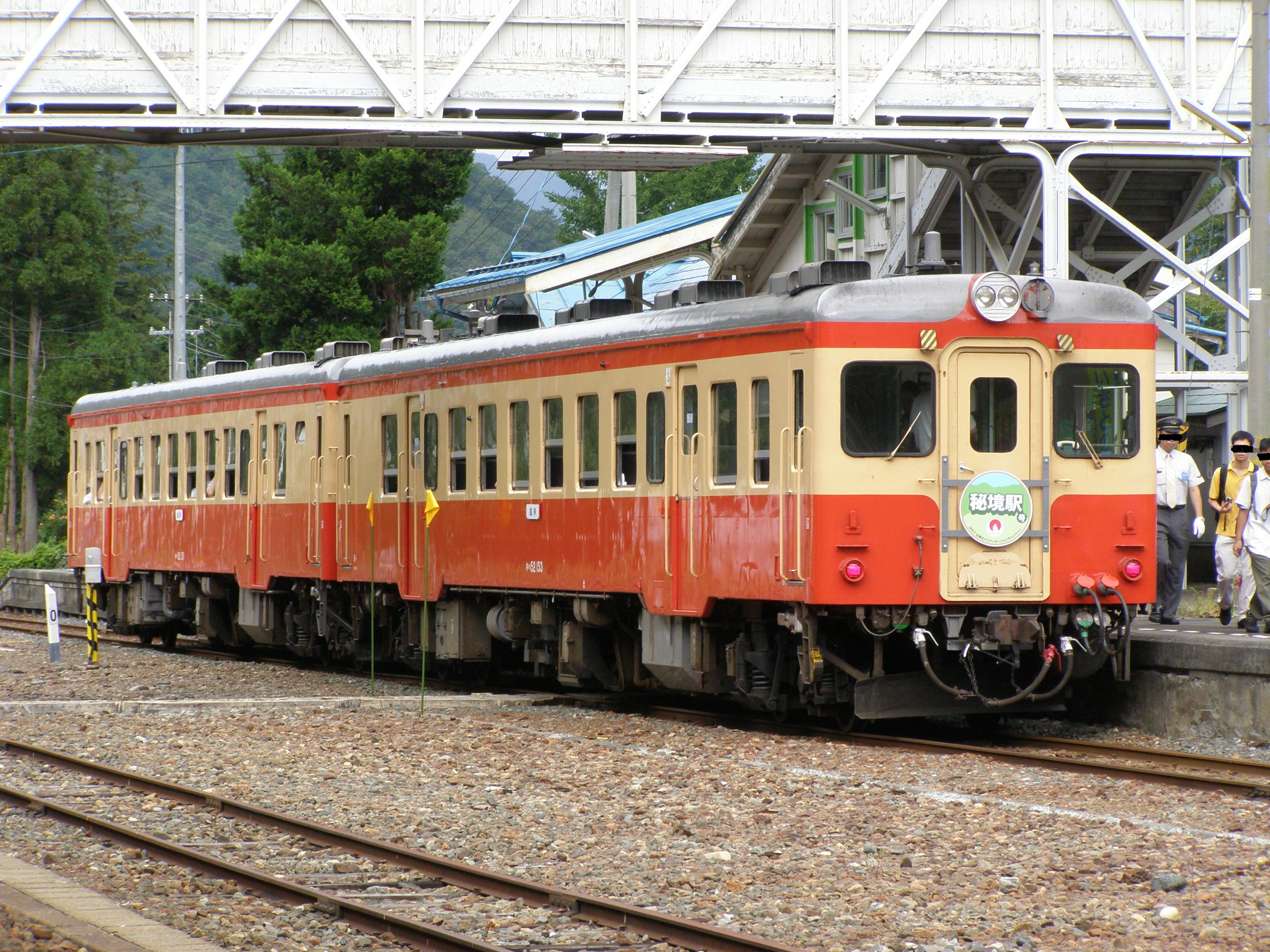
キハ52形100番台 秘境駅号（国鉄色）（茂市駅、2007年9月15日）
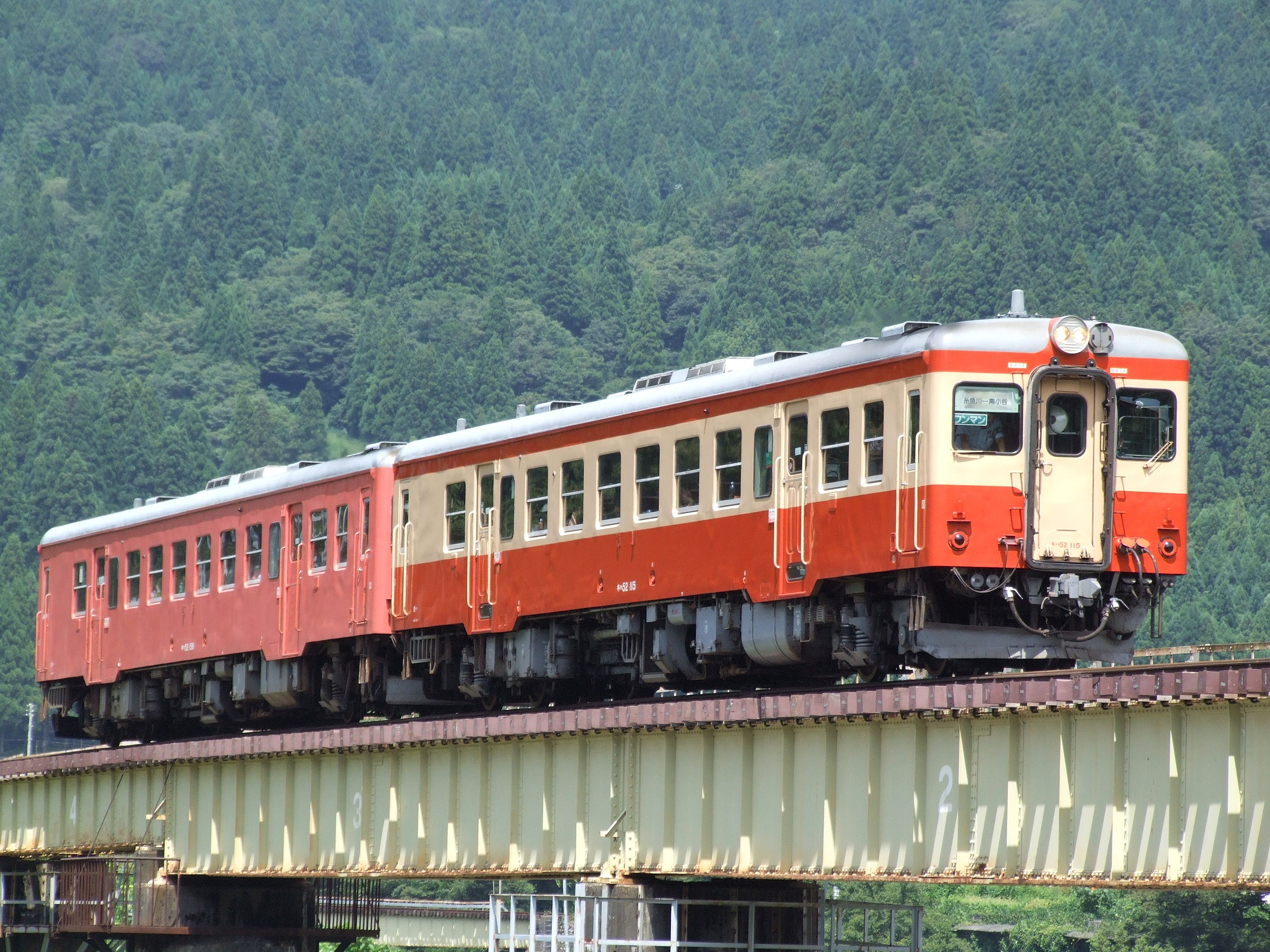
キハ52形100番台 朱色5号（首都圏色）、国鉄色（平岩駅 - 小滝駅、2008年8月15日）
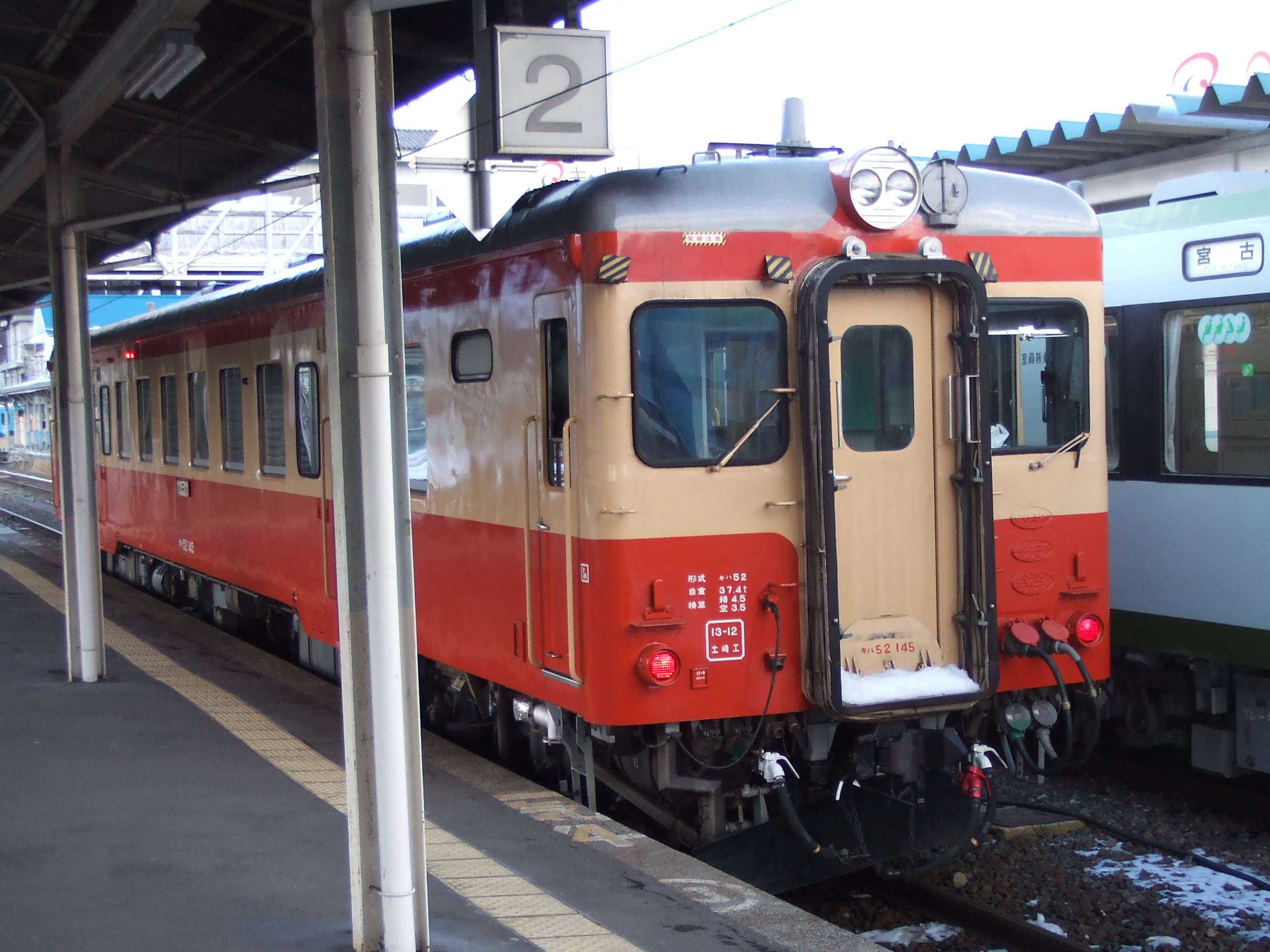
キハ52 宮古駅に停車中の岩泉駅行き（国鉄色）（2005年12月21日）

### 製造年・製造会社別一覧
製造年別の製造会社一覧は以下の通り。
| 製造 年度 | 形式       | 東急車輛製造                  | 帝國車輛工業          | 富士重工業                    | 日本車輌製造        | 新潟鐵工所           |  |
| --------- | ---------- | ----------------------------- | --------------------- | ----------------------------- | ------------------- | -------------------- |  |
| 1957      | キハ20     | 1 - 4 13 - 25 38 - 62         | 5 - 8 26 - 37 74 - 88 | 9 - 12 63 - 73 89 - 103       |                     |                      |  |
| 1957      | キハ21     |                               | 5 - 10 43 - 80 83・84 |                               |                     | 1 - 4 11 - 42 81・82 |  |
| 1957      | キハ25     | 11 - 30 56 - 75               |                       | 1 - 10 31 - 55                |                     |                      |  |
| 1957      | キハユニ25 |                               | 1 - 6                 |                               |                     |                      |  |
| 1958      | キハ20     | 206 - 211 225 - 234 240 - 254 | 212 - 224 255 - 267   | 201 - 205 235 - 239           |                     |                      |  |
| 1958      | キハ22     |                               | 1 - 15                |                               |                     | 16 - 34              |  |
| 1958      | キハ25     | 201 - 203 205 - 214           |                       | 204 215 - 224                 |                     |                      |  |
| 1958      | キハ52     |                               |                       |                               |                     | 1 - 14               |  |
| 1958      | キハユニ26 | 1 - 8                         |                       |                               |                     |                      |  |
| 1959      | キハ20     | 268 - 279                     | 280 - 291             | 292 - 299                     |                     |                      |  |
| 1959      | キハ22     |                               |                       | 35 - 52                       | 53 - 85             |                      |  |
| 1959      | キハ25     | 225 - 229 241 - 248           |                       | 230 - 240 249                 |                     |                      |  |
| 1959      | キハ52     |                               |                       |                               |                     | 15 - 25              |  |
| 1959      | キハユニ26 | 9 - 20                        |                       |                               |                     |                      |  |
| 1960      | キハ20     | 394 - 403                     | 404 - 423             | 349 - 358 379 - 393 424 - 427 | 300 - 348 359 - 378 |                      |  |
| 1960      | キハ22     |                               |                       | 91 - 109                      | 86 - 90             |                      |  |
| 1960      | キハ52     |                               |                       |                               |                     | 26 - 45              |  |
| 1960      | キハユニ26 | 21 - 36                       |                       |                               |                     |                      |  |
| 1961      | キハ20     |                               |                       |                               | 428 - 475           |                      |  |
| 1961      | キハ22     |                               |                       |                               | 136 - 140           | 110 - 135            |  |
| 1961      | キハ25     |                               |                       | 250 - 253                     |                     |                      |  |
| 1961      | キハ52     |                               |                       |                               |                     | 46 - 56              |  |
| 1961      | キハユニ26 | 37 - 39                       |                       |                               |                     |                      |  |
| 1962      | キハ20     |                               |                       |                               | 476 - 484           |                      |  |
| 1962      | キハ22     |                               |                       | 155 - 169                     |                     | 151 - 154 170        |  |
| 1962      | キハ25     | 301 - 314                     |                       |                               |                     |                      |  |
| 1962      | キハ52     |                               |                       |                               |                     | 101 - 107            |  |
| 1962      | キハユニ25 |                               |                       |                               |                     | 7                    |  |
| 1962      | キハユニ26 | 40 - 48                       |                       |                               |                     |                      |  |
| 1963      | キハ20     | 501 - 503                     |                       |                               |                     |                      |  |
| 1963      | キハ22     |                               | 211 - 216             | 217 - 230                     |                     | 201 - 210            |  |
| 1963      | キハ52     |                               |                       |                               |                     | 108 - 113            |  |
| 1963      | キハユニ26 | 49 - 51                       |                       |                               |                     |                      |  |
| 1964      | キハ20     |                               | 518 - 522             |                               | 504 - 517           |                      |  |
| 1964      | キハ22     |                               |                       | 231 - 245                     |                     |                      |  |
| 1964      | キハ52     |                               |                       |                               |                     | 114 - 118            |  |
| 1964      | キハユニ26 | 52 - 59                       |                       |                               |                     |                      |  |
| 1965      | キハ22     |                               | 317 - 343             | 274 289 - 297                 | 298 - 316           | 246 - 273 275 - 288  |  |
| 1965      | キハ52     |                               |                       |                               |                     | 119 - 148            |  |
| 1966      | キハ52     |                               |                       |                               |                     | 149 - 156            |  |

## 国鉄時代の改造車

### キユニ21形
キハ21形を改造して郵便荷物合造車としたもので、1969年に2両が旭川工場で改造された。キハ20系の中で唯一形式変更を伴う改造が行われた車両でもある。
極力、種車の車体構造を生かすような改造がなされており、車体中央部の排気管立ち上げ部付近に仕切りを設け、前位側（1・2位、車体中央から見て便所と反対側）に郵便室、後位側（3・4位、同便所側）に荷物室を設けた。便所はキハ21形時代からのものをそのまま再用した。郵便室には郵袋室と区分室が設けられ、区分室部分にあった4枚の一段上昇式の窓は埋められた。荷扱い扉は旧客用扉をそのまま利用している。荷物室部分には、便所付近（ボックスシート3組分）のスペースに荷扱い車掌室と貴重品箱が設けられ、客用扉と窓6枚（戸袋窓2枚、一段上昇式窓4枚）を埋めた上、新たに1,800ミリ幅の両開き式の荷扱い扉が設けられた。荷扱い扉の材質は各車で異なり、1は鉄製、2は木製のものが使われていた。
当初は遠軽機関区に配置されたが、後に深川機関区に転属となった。1は深川機関区配置のまま1984年3月10日付で、2は旭川機関区配置を最後に1986年3月31日付で廃車となっている。
- キハ21 26・35→キユニ21 1・2

### 簡易郵便荷物車

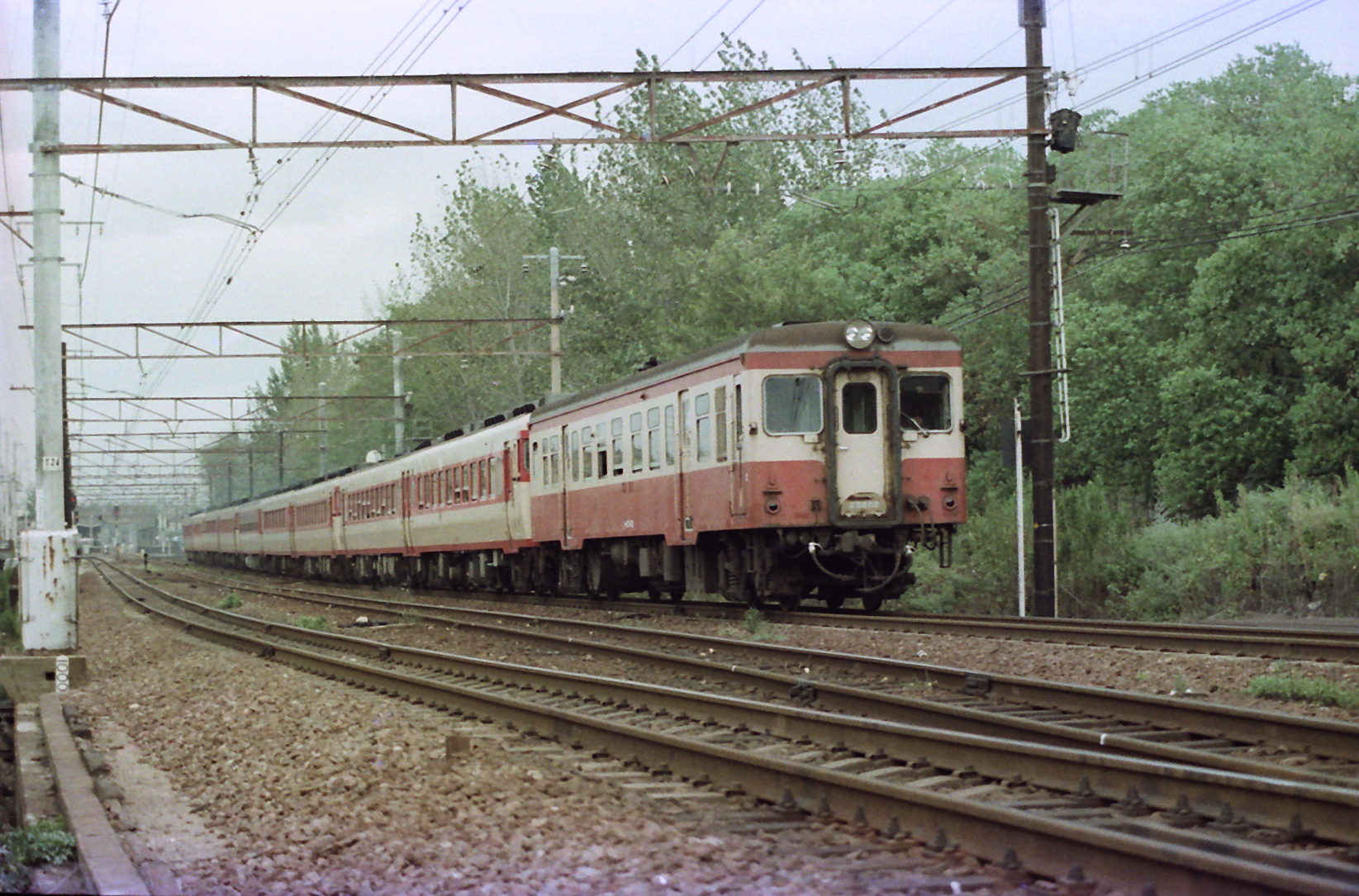
急行「きのくに」11号に連結のキハ25 602（1978年）

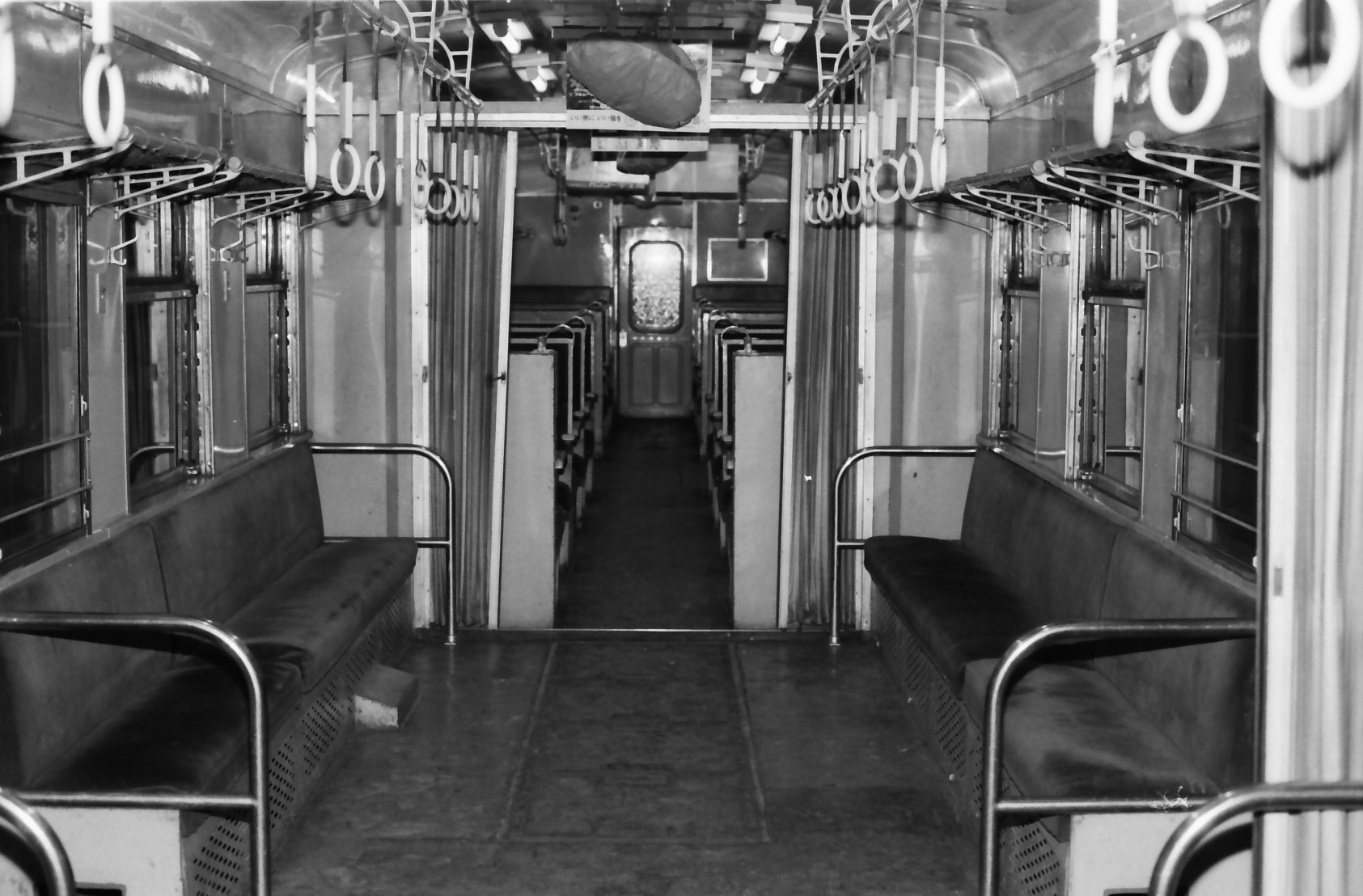
キハ２５６０４　簡易荷物室

ローカル線における郵便・荷物輸送用として、キハ20系旅客車を改造した簡易郵便荷物車が存在した。これらは客室の一部分が郵便荷物室兼用となっており、その部分はロングシートとなっていて、仕切り用のアコーディオンカーテンが取り付けられていた。
キハ25形600番台は、1967年から1973年にかけてキハ25形0番台8両（73・16・32・44・9・57・23・51）からキハ25 601 - 608の8両が改造された。車内排気管部分から手前側の座席がロングシート化され、排気管部分と前方側客用扉の運転台寄りにアコーディオンカーテンを設けて車内を3分割できるようにされた。定員は88人である。
キハ25形650番台は、1967年から1971年にかけてキハ25形200番台7両（201・219・232・202・203・220・222）からキハ25 651 - 657の7両が改造された。改造内容はキハ25形600番台と同様である。
キハ20形600番台は1968年にキハ20形0番台2両（17・43）からキハ20 601・602の2両が、キハ20形650番台は1967年にキハ20形200番台1両（329）からキハ20 651の1両が改造された。定員は82人である。
キハ22形600番台は、キハ22形200番台5両（271・272・211・213・201）から1980年（昭和55年）に苗穂工場と釧路車両管理所でキハ22 601 - 605の5両が改造された。車内の排気管立ち上がり部付近に扉付きの仕切りが設けられ、郵便荷物室として使用される前位側（便所と反対側）の室内はロングシートとなった。室内には郵便区分棚が設置され、窓には保護棒が追加された。改番はされていないが、1も600番台とほぼ同じ仕様に改造されている。
キハ52形600番台は1967年・1980年にキハ52形0番台4両（4・7・29・31）からキハ52 601 - 604の4両、キハ52形650番台は1967年にキハ52形100番台1両（138）からキハ52 651の1両が改造された。

### 防音防振試験車への改造
キハ52 107は機関防音・防振対策を目的とした新型機関吊り装置の試験車に改造され、1963年4月に盛岡工場で試験が行われた。2基中1基のエンジンを新設計の吊り方式として従来型との比較検討を行い、合わせて車内に寝台を一区画仮設し、振動・騒音の両面から寝台気動車の可能性を探った。また屋根上に自然冷却式放熱器を搭載してキハ90系気動車にデータを提供した。
試験の結果、振動は新しい機関支持装置により実用十分な範囲で抑制可能であったのに対し、騒音は特急型車両のような厚い床や固定窓でなければ抑制不可能であることが判明した。試験終了後は改造前の形態に復元された。
寝台気動車は音振（おとしん）や変速ショックの点で採用には至らなかった。その後、日本では発電用エンジンを搭載した寝台客車や、気動車の編成に寝台客車を組み込んだ列車や、走行用エンジンを搭載しない寝台気動車の採用例はあるものの、寝台車に走行用エンジンを搭載した寝台気動車が実現した例はない。

### DMH17Bの出力向上
キハ20系初期車は出力160 PSのDMH17Bを搭載していたが、1958年のキハ20形200番台以降は予燃焼室の噴射口を4穴から3穴に変更して170 PSに出力向上、続いて燃料噴射ポンプのプランジャ径拡大により出力を180 PSとしたDMH17Cに順次改良された。1959年度より出力160 PSのDMH17B搭載車、および出力170 PSのDMH17C搭載車として登場したグループの機関出力を180 PSに向上する工事が実施された。

### DT22・TR51台車への交換
1958年にキハ55系でDT19系台車とDT22系台車の比較試験を行った結果、DT22系の乗り心地が優れていることが判明した。これを受けて優等列車に使用されるキハ55系のうち初期車の大半で1965年度よりDT19B系からDT22系に交換されるとともに、キハ20系でもDT19系を使用していたキハ20・21・25形初期車の一部でDT22・TR51への交換が実施された。
交換用のDT22系台車はキハ80系の台車新製で捻出されたDT27系をキハ58系に装着し、キハ58系で捻出されたDT22系がキハ20系に流用されたとされるが、新製された台車も存在した。

### 前照灯シールドビーム化
運転保安度向上のため、1972年度より前照灯を白熱灯からシールドビームに変更する工事が開始され、優等列車用に続いてキハ20系など普通列車用車両も対象となった。
キハ20系のシールドビーム化改造車は2灯タイプが多いが、中には1灯タイプも存在した。また、2灯タイプではビードの有無や灯具の色に銀色・車体色のバリエーションが存在した。北海道のキハ22では2灯シールドビームに庇を付けたものも多数存在した。このほか、キハ22 16のように縁付1灯シールドビームを2灯並べたタイプも数両存在した。

### 貫通扉交換
九州地区のキハ52形100番台の一部では、貫通扉がキハ58系のような窓が小さく高い位置にあるタイプに交換されている車両が存在した。交換理由は不明ながら、国鉄時代の1970年代には施工車が存在したとされる。キハ52 129・142のように前後とも交換された例のほか、キハ52 105のように後位側のみ交換された例もある。
JR九州に承継されたキハ52形100番台にも、これらの貫通扉交換車が数両含まれていた。

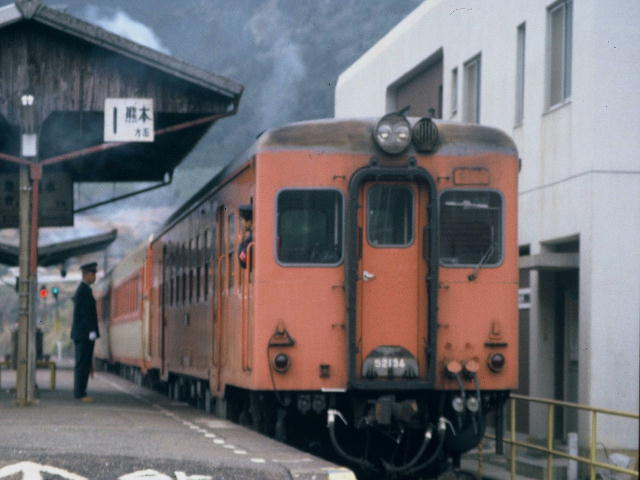
豊肥本線の貫通扉交換車キハ52 134（立野駅、1983年頃）
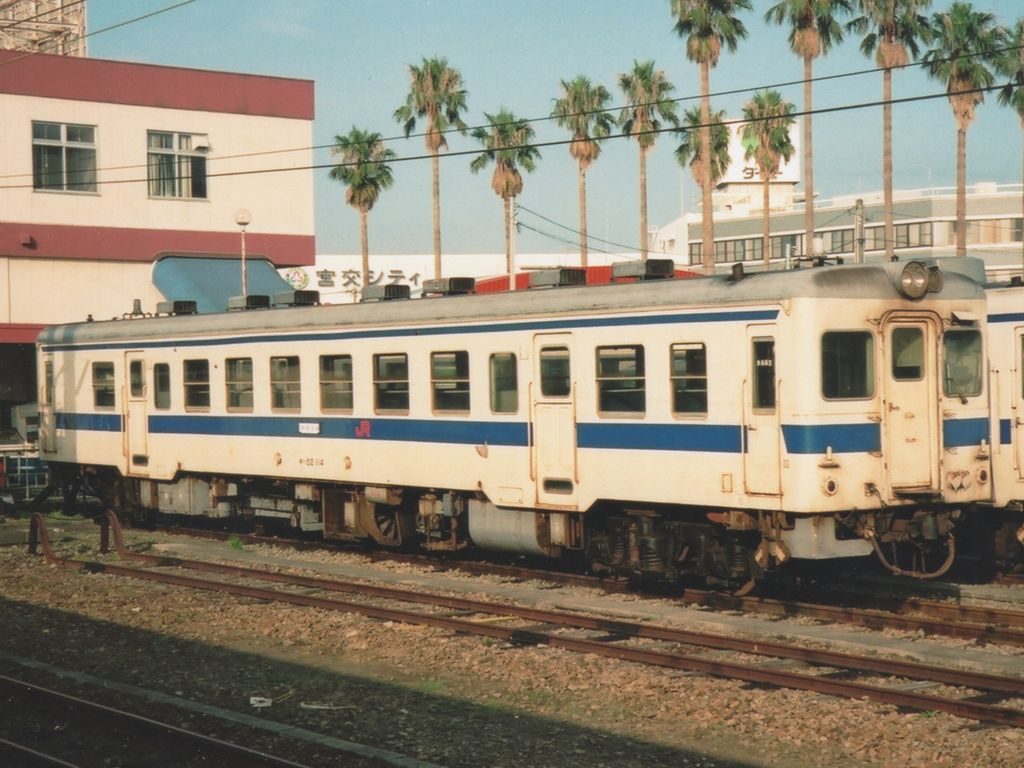
JR九州承継の貫通扉交換車キハ52 114（南宮崎駅、1993年8月23日）

### 簡易お座敷車・カーペット車
1980年代には国鉄の財務改善策の一環として車内を和式や洋風に改造した車両が登場し、気動車ではキハ58系の改造車が多かったが、キハ20系でも北海道のキハ22形と山陰地区のキハ52形で簡易お座敷車・カーペット車への改造が実施された。形式や番号の変更は行われなかった。
北海道では1984年度に簡易郵便荷物車のキハ22 603が苗穂機関区で改造され、1984年8月5日より運転を開始した。車内はロングシート部分などがカーペット敷きに変更された。1986年にはキハ22 93もカーペット敷きに改造されている。
山陰地区では木次線の簡易郵便荷物車キハ52 651が車内半分を畳敷きとした簡易お座敷車に改造され、1985年7月13日に運用を開始した。

### 「うとう号」への改造
1986年11月のダイヤ改正では東北本線の浅虫温泉駅 - 青森駅間で列車増発が行われ、この区間を運転する列車に八戸機関区のキハ22形3両が充当された。この3両では塗装変更や車内の座席改造が行われ、お買い物列車「うとう号」の愛称が付与された。ウトウは海鳥の名前である。
改造車はキハ22 280・295・343の3両で、車体は白を基調に赤と青の帯を配した専用塗装に変更、車内はクロスシートの一部がロングシートに変更されている。

### 特別保全工事
国鉄時代の1982年より延命を目的とした気動車への特別保全工事が開始され、キハ80系やキハ58系など優等列車用車両から優先して施工された。JR化後も施工された車両があり、キハ20系ではJR北海道、JR東日本で少なくとも7両の施工事例がある。
JR北海道では1987年から1988年にかけてキハ22形200番台5両に施工され、JR東日本では1988年にキハ52形100番台2両で施工されている。JR北海道では以後の施工はなく、JR東日本では車両更新工事に移行した。

## 国鉄分割民営化後の状況
キハ21形、キハ25形、キハユニ25形、キハユニ26形は国鉄分割民営化以前に全廃され、新会社に承継された内訳はキハ20形53両、キハ22形157両、キハ52形73両の計283両であった。東海旅客鉄道（JR東海）を除く旅客5社に承継された。
JR移行後は各旅客会社とも残った特定地方交通線の転換や新形式気動車への取替えにより廃車が進行し、キハ20形は1993年までに、キハ22形は1995年までに全車が廃車された。その後もキハ52形のみ残った。これは、本来キハ20系を置き換えるべきキハ40系の出力荷重比が悪く、キハ40形に対する強力形形式となるキハ67系の製造は様々な問題から少数に終わり運用にも制限がついたため、両運転台の一般型で強力形気動車として需要があったためである。しかし、21世紀に入る頃から新世代の気動車への置き換えが進み、JR九州、JR東日本の順に運用を離れ、2010年3月をもってJR西日本でも定期運用を終了した。

### JR北海道
引き継がれたのはキハ22形のみで、経年が浅く状態のよい103両が残った。1990年より6両がワンマン化改造されてキハ22形700番台となり、キハ20系のJR承継車で唯一の番台区分の変更を伴う改造車となった。ワンマン化改造された車両も含め1995年3月15日までに運用を終了し、全車廃車された。

#### JR北海道のワンマン化改造車（キハ22形700番台）
運用効率向上と経費削減のため、1990年にキハ22形200番台をワンマン化改造したキハ22形700番台が登場した。
1990年1月に苗穂工場でキハ22 321・314が函館本線上砂川支線向けにワンマン化改造され、キハ22 701・702となった。同年3月よりJR北海道の鉄道線では初となるワンマン運転を開始した。次いで同年内にキハ22 311・312・330・334が五稜郭車両所でワンマン化改造されてキハ22 703 - 706となり、江差線・函館本線の長万部以南の順に投入された。
ワンマン運転時は前乗り前降り・運賃後払い方式で、自動両替機付き運賃箱と整理券発行機、運賃表示器が設置された。保温性を考慮してデッキ仕切りは撤去されず、助士席側の仕切り窓が拡大された。これらは白地に青の細帯とコーポレートカラーの萌黄色の帯を巻いた新塗装で出場した。
これ以降はキハ40形100番台をワンマン化改造したキハ40形700番台などのワンマン車が登場し、キハ22形700番台は1995年に廃車となった。

### JR東日本
キハ20形11両、キハ22形54両、キハ52形30両の合計95両が承継された。
キハ20形は足尾線・八高線・川越線用として高崎運転所に配置されていた車両と真岡線用として水戸運転所真岡支所に配置されていた車両で、第三セクター転換や電化により全廃された。キハ22形は東北地方の各区に配置されていたが、ワンマン運転対応のキハ100・キハ110系の導入によって、1992年までに全廃された。
キハ52形は一部が新型エンジンへの換装と内装の更新改造を施され、2000年代後半まで使用された。

#### 機関換装と防火対策

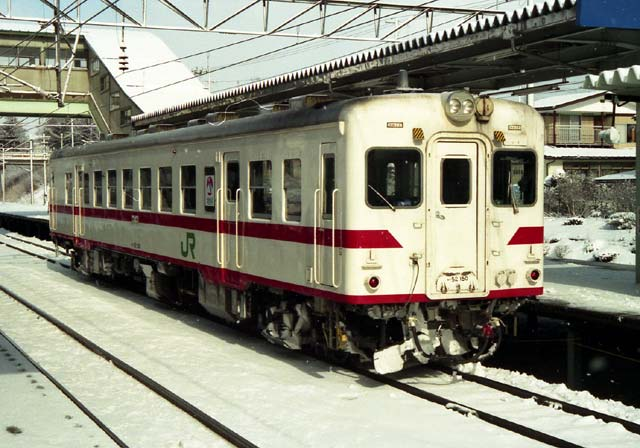
キハ52形100番台（盛岡色、機関更新・車体未更新）

JR東日本ではDMH17系エンジンを搭載した気動車の機関換装を1987年度より計画し、カミンズ、小松製作所、新潟鐵工所の3社から機関を選定の上で1988年1月よりキハ58形3両により現車試験を行っていた。その最中の1988年3月にキハ58系ジョイフルトレイン「サロンエクスプレスアルカディア」の火災事故が発生したことを受けて、防火対策の一環としてDMH17系エンジン車のキハ20系・キハ35系・キハ45系・キハ58系のうち今後も使用継続見込みのある車両で機関更新を行うことになった。
キハ20系ではキハ52形100番台が対象となり、1990年から1992年にかけて28両に施工された。28両のうち150・154の2両は特別保全工事施工済み車で、ほか26両は機関換装と同時に車両更新工事が施工されている。
機関はカミンズ製がDMF14HZ（NTA855-R1）、小松製がDMF11HZ（SA6D125-H-1）、新潟製がDMF13HZである。機関本来の仕様は出力330psまたは350psだが、種車の液体式変速機を流用したため、出力を250psに落として使用していた。
機関のメーカーは当初の投入線区単位で飯山線向けがカミンズ製DMF14HZ、只見線向けが小松製DMF11HZ、盛岡地区向けが新潟製DMF13HZまたは小松製DMF11HZで揃えられていた。

#### 車両更新工事

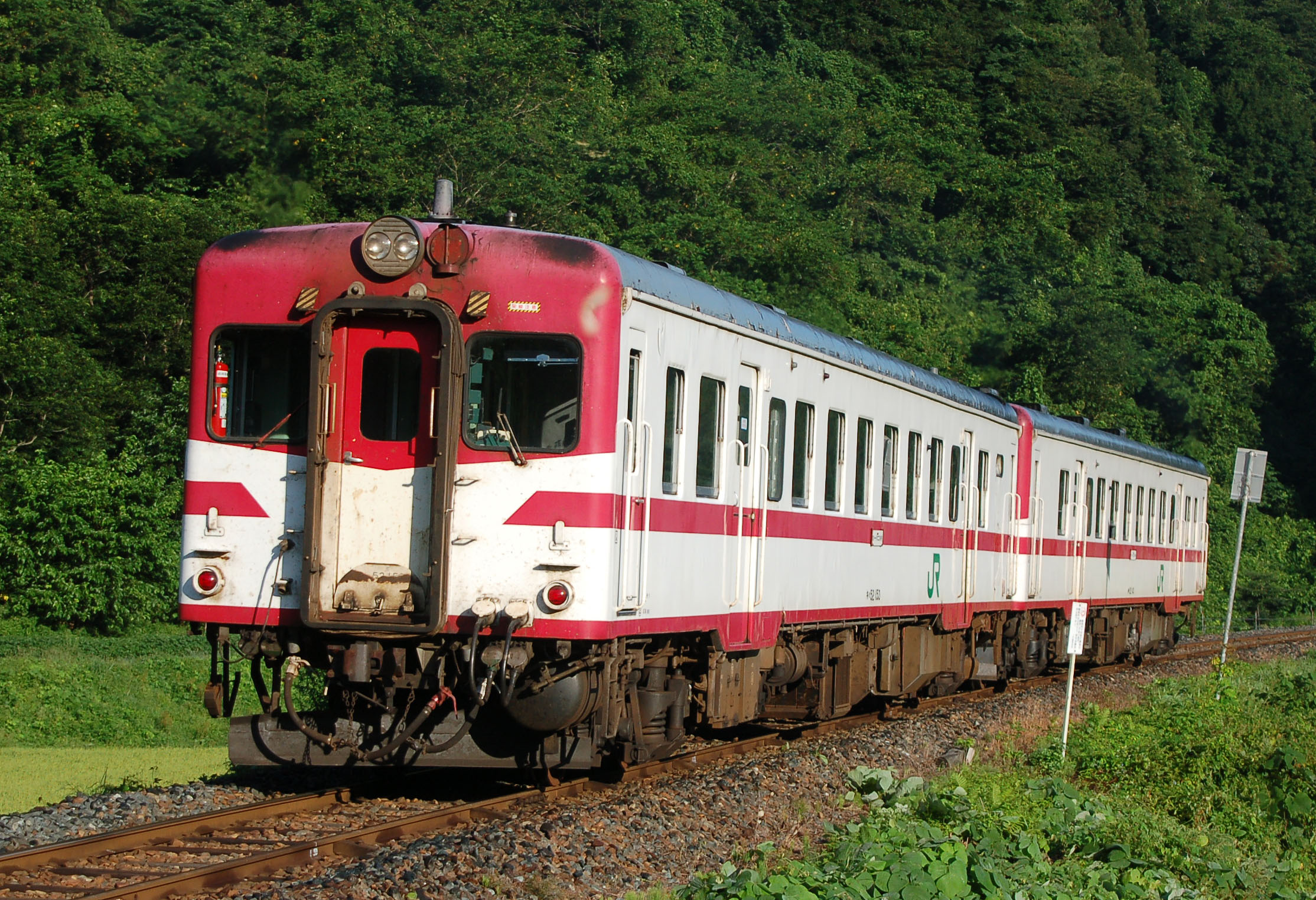
キハ52形100番台（盛岡赤鬼色・1段窓）（岩手和井内駅 - 中里駅、2006年8月27日）

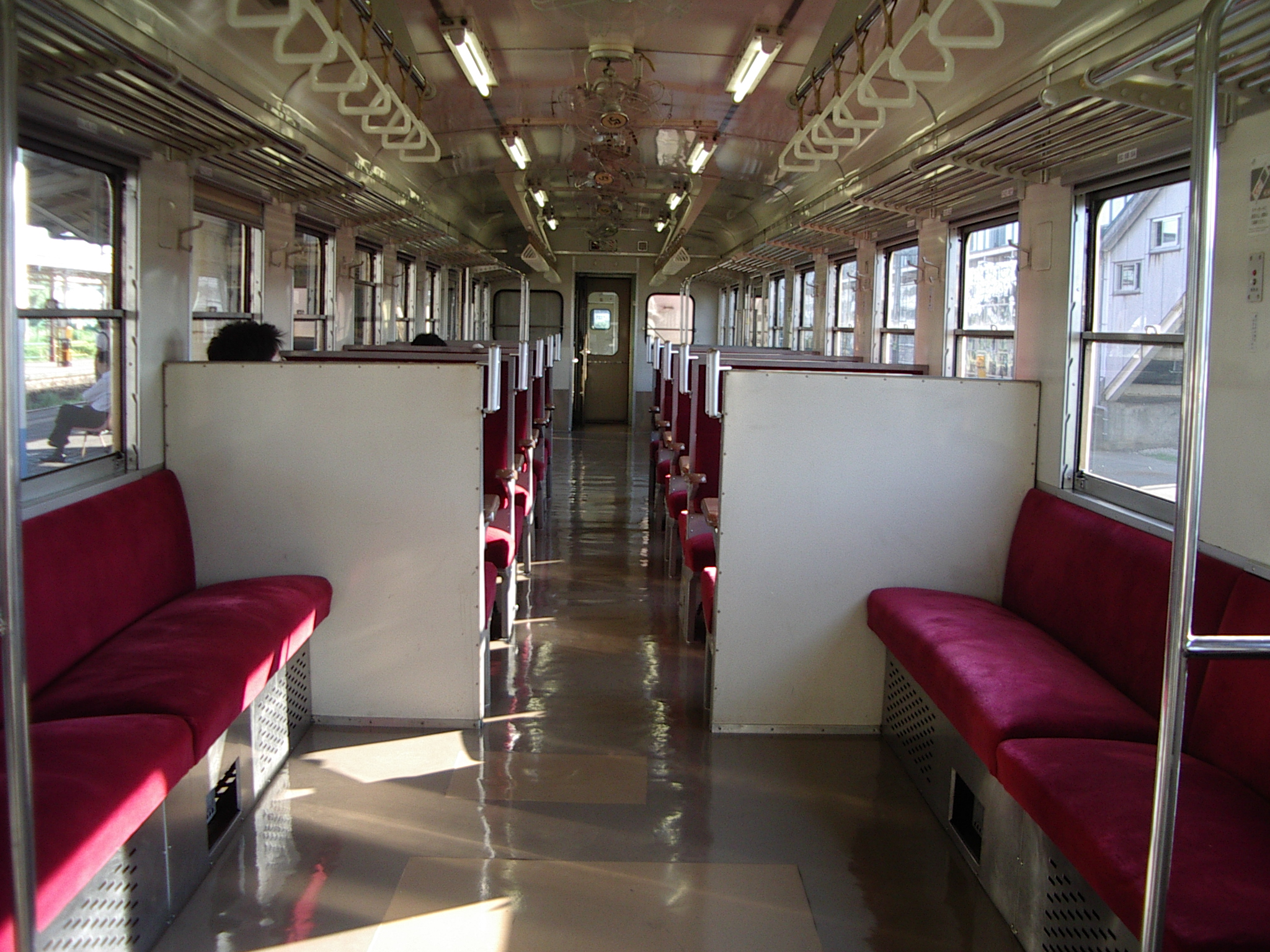
ロングシート延長車キハ52 127の車内（坂町駅、2007年8月14日）

JR東日本では経年の高い気動車に延命やアコモデーション改善を目的とした車両更新工事を行うことになり、キハ20系ではキハ52形100番台26両が対象となった。工事は機関換装と同時に行われ、機関換装対象車28両のうちJR化直後に特別保全工事を施工していた2両を除く26両に施工された。
工事内容は外板・床材の貼り替え、モケットや荷棚、窓枠、扉の交換などである。盛岡地区では外部塗色は白+赤帯の塗り分けとしていたが、更新車では正面上半部を赤色とした「赤鬼色」と俗称される配色で使用された。飯山線向け車両は8両で一部座席のロングシート化が施工され、定員が126人に増加している。快速「むろね」「南三陸」に使用されたキハ52 126はキハ52形の更新車で唯一の首都圏色で塗装された。
盛岡地区のキハ52形100番台では、冬季の隙間風防止のため窓を一段上昇式に改造する工事が行われ、1992年から1994年にかけて盛岡客車区所属の全車で施工された。

### JR西日本

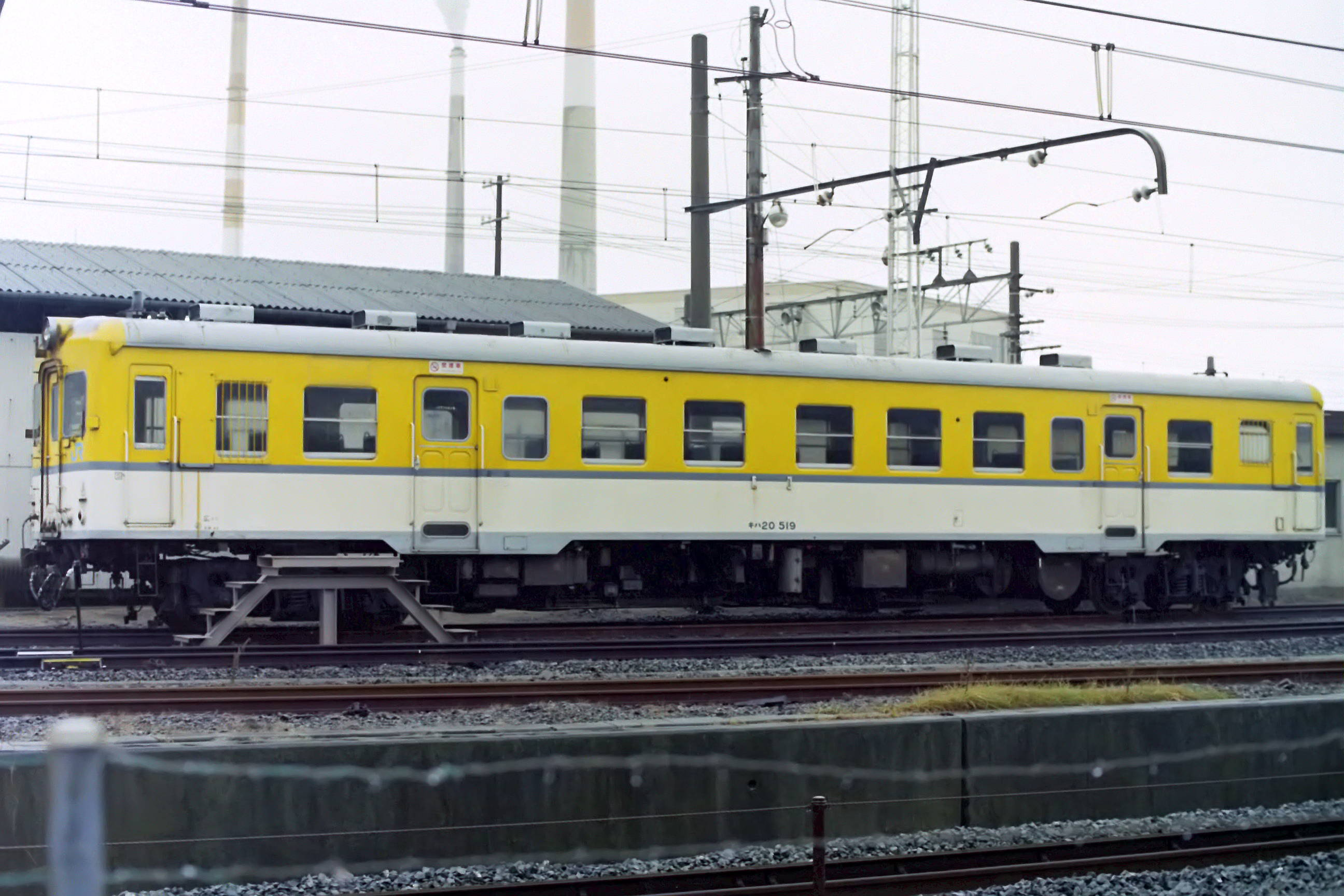
広島色のキハ20 519

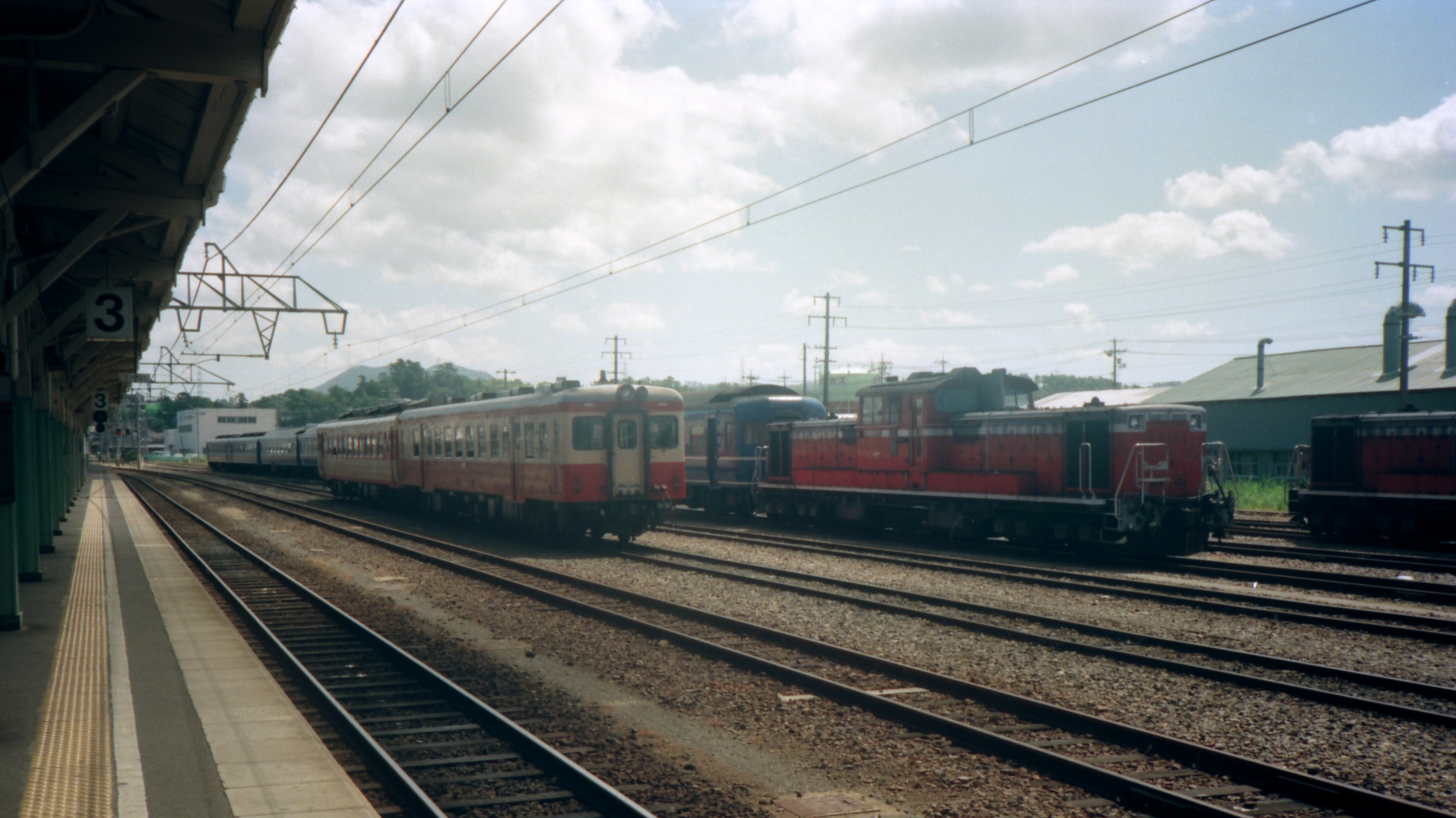
キハ52 128

キハ20形8両、キハ52形13両が承継された。
キハ20形は加古川線・鍛冶屋線用として姫路運転区に配置されたものと、芸備線用として広島運転所に配置されたものが承継された。加古川・鍛冶屋線用の車両は1989年までに全廃された。芸備線ではキハ20形が最後まで残ったが、1993年までに全廃された。
キハ52形は高山本線（富山 - 猪谷）用として富山運転所に配置されたもの、越美北線用として敦賀運転所に配置されたもの、山陰本線・木次線用として米子運転所に配置されたものが承継された。山陰本線・木次線用キハ52 128は首都圏色に変更されることなく国鉄一般色のままJRに承継され、1999年に廃車となるまで国鉄一般色のままであった。
最後には大糸線非電化区間（糸魚川 - 南小谷）用として越美北線から転じたキハ52形3両が残ったが、車両の老朽化を理由に、2010年（平成22年）3月13日のダイヤ改正でキハ120形に置き換えられた。

#### JR西日本のワンマン化改造車

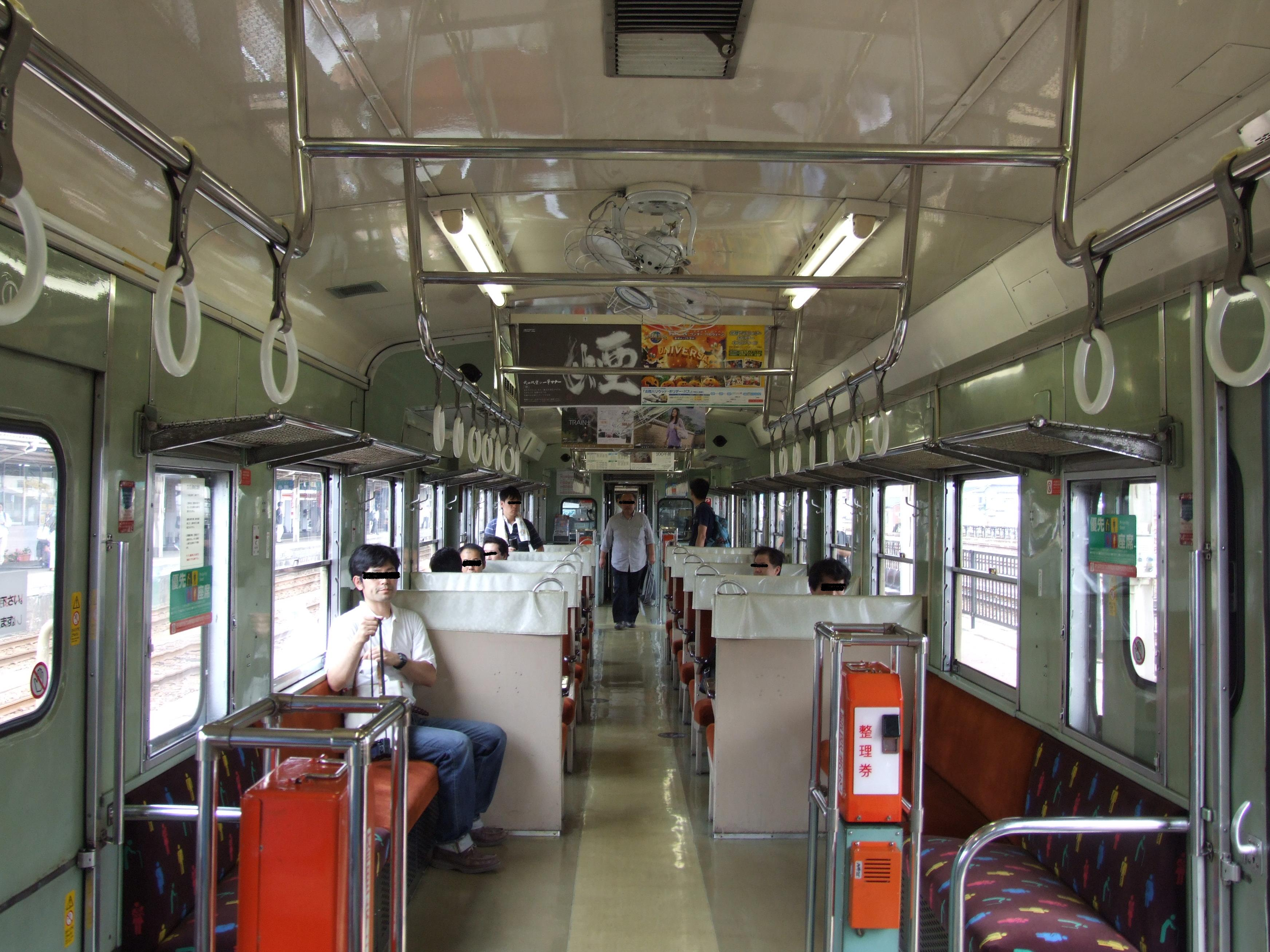
キハ52形100番台ワンマン化改造車の車内 （糸魚川駅、2008年9月15日）

JR西日本では越美北線と木次線でワンマン運転が行われることになり、1990年にキハ52形100番台7両がワンマン化改造された。
越美北線向けには1990年にキハ52 115・116・124・145・156の5両が改造された。運賃箱、整理券発行機、運賃表示器などワンマン運転用機器が設置され、トイレと水タンク室は撤去された。車内はキハ52 115を除いて戸袋窓横のボックスシート左右それぞれ1組分がロングシートに変更され（一部は国鉄時代に改造）、客用扉から運転台側は前位がロングシートに変更、後位は座席が撤去された。キハ52 115は仕様が異なり、客用扉間の座席配置は原型であるが、客用扉と運転台の間の座席は前後とも撤去された。定員は128人である。
木次線向けには1990年にキハ52 128・140の2両が改造されている。客用扉間の座席は越美北線向け改造車と同じく一部ロングシート化されたが、客用扉と運転台の間は前後とも撤去はされずロングシートに変更された。定員は120人である。

#### JR西日本の冷房化改造車
越美北線のキハ52形100番台は、1990年に5両が冷房化改造された。冷房装置は機関直結式のAU26タイプで、屋根上に熱交換器が設置された。車内は4箇所に冷風吹き出し口ユニットが設けられ、その箇所の荷棚が撤去されている。

### JR四国

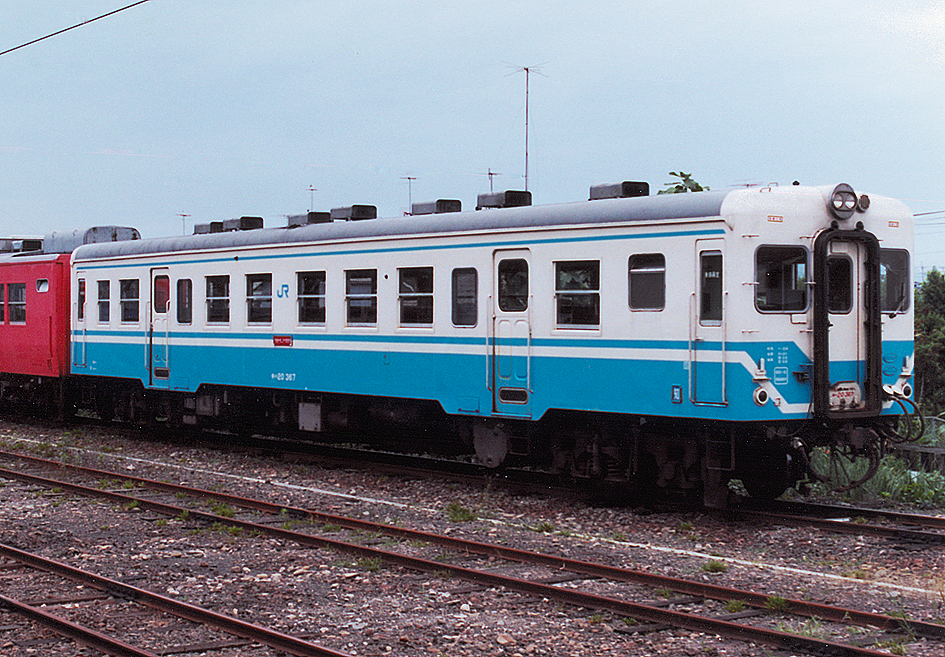
キハ20 367（JR四国色、ユニット窓化改造車）

キハ20形20両、キハ52形3両が承継された。
キハ52形は松山気動車区に配置されていたが、1989年までに廃車となっている。キハ20形は松山気動車区・徳島気動車区・高知気動車区に配置されて普通列車で使用され、ユニット窓化など延命工事も施工されたが、1990年の予讃線伊予北条駅 - 伊予市駅間電化に伴い、同年度内に全廃された。

#### ユニット窓化改造
キハ20形は車齢が高くアコモデーションも陳腐化していたことから、1987年に延命工事（フレッシュアップ改造）が実施された。客室窓は上段固定下段上昇式のユニット窓となり、車内は床材の張り替えや座席モケットの色調変更などが行われている。
1990年に全廃となり、キハ20 413・322の2両は1991年に水島臨海鉄道へ譲渡されている。

### JR九州

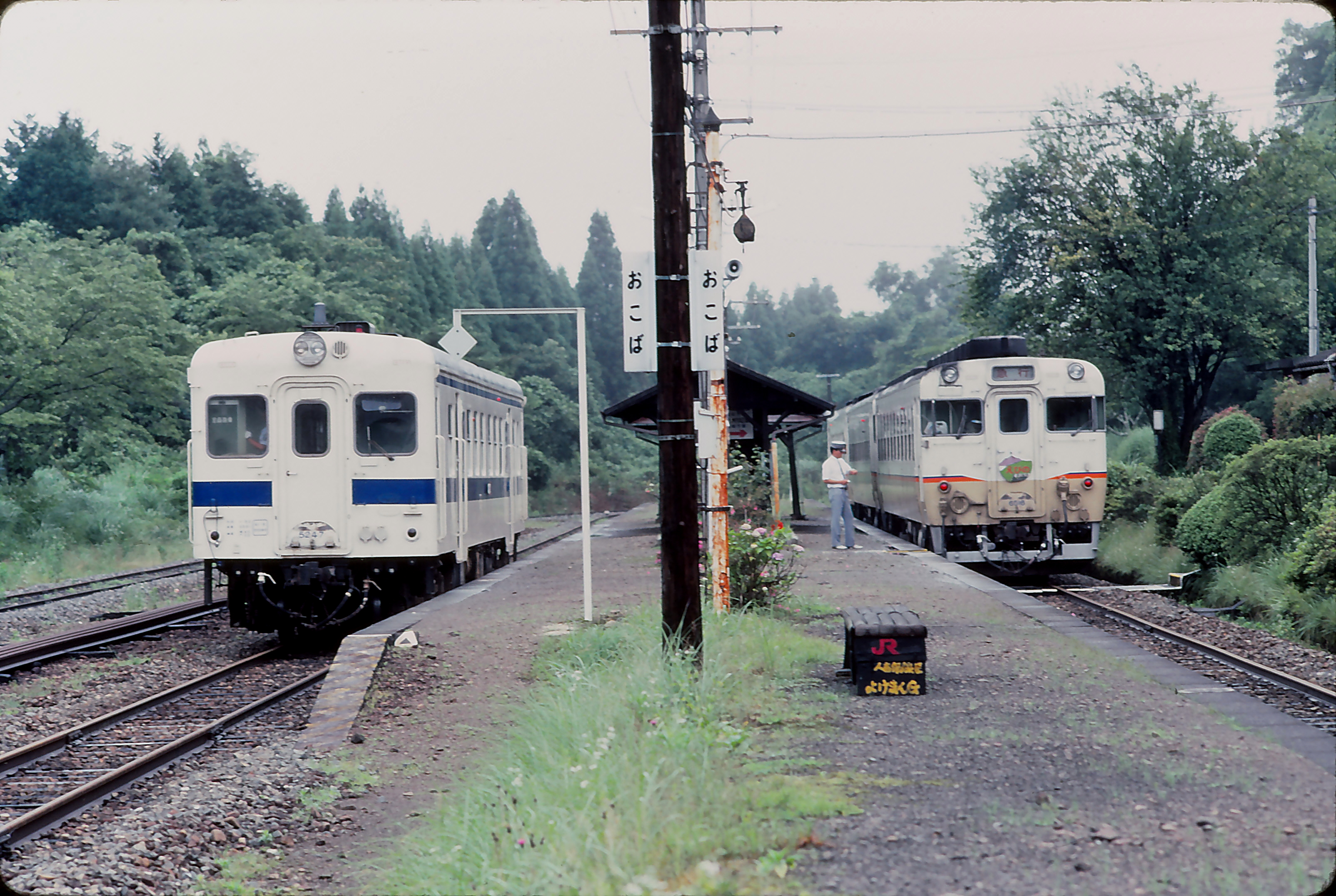
肥薩線のキハ52形とキハ65形急行「えびの」（大畑駅、1989年）

キハ20形14両、キハ52形27両が承継された。
キハ20形は高千穂線用として南延岡運転区に配置されていた11両と、都城運転区の1両、鹿児島運転所の2両が承継された。南延岡運転区には全国で唯一JRに承継された0番台（キハ20 41）が配置されていた。高千穂線の第3セクター化などに伴い、1990年に全車が廃車となった。
キハ52形は承継当初は長崎運転所に1両、大分運転所に7両、熊本運転所に2両、人吉運転区に4両、鹿児島運転所に13両配置された。その後転属や廃車が進み、最終的には筑豊篠栗鉄道事業部に2両（キハ52 132・134）が保留車として残っていたが、2002年に廃車となり消滅した。

#### 爪クラッチ式変速機試験
JR九州と鉄道総合技術研究所の協力により、キハ52 47に爪クラッチ式液体変速機を搭載した試験が1989年に行われた。変速機のほか機関も330PSの直噴式のものに交換され、肥薩線と鹿児島本線で現車試験が行われている。試験結果はキハ200系の新製に活用された。

#### JR九州の冷房化改造車
1990年には熊本地区のキハ52 129・134と鹿児島地区のキハ52 132の合計3両で冷房化改造が行われた。冷房装置は機関直結式のAU26で、屋根上に熱交換器が設置された。トイレと水タンク室は存置されている。

## 運用

### 北海道地区
北海道では1957年よりキハ21形が配置され、1959年からキハ22形が配置された。1960年代から1970年代に北海道のローカル列車の多くはキハ22形が投入されていた。
北海道では気動車不足から、キハ21形が釧網本線準急「摩周」を皮切りに標津線直通系統の準急急行に使われていた。その後は瀬棚線など函館地区で運用され、優等列車にも使用された。
キハ22形でも循環急行「いぶり」、函館本線の「らいでん」、「せたな」や羽幌線の「はぼろ」など道内のローカル急行に数多く使用され、これらは「遜色急行」として鉄道ファンに注目された。なお、蛍光灯付きの200番台の登場後は、急行には200番台もしくは蛍光灯化改造した0番台が優先的に使用されていた。1980年の時点では、他に「えさし」、「しれとこ」、「ちほく」、「天都」、「松前」、「るもい」などにも投入された。
JR北海道への承継後は函館地区の普通列車に最後まで残り、1995年に運用を終了した。

### 東北地区
キハ20系は東北地方各線にも投入され、北東北ではキハ22形も青森、盛岡、山形などに配置されていた。JR化後は盛岡地区に遅くまで残り、2007年に運用を終了した。

#### 盛岡地区
盛岡車両センター所属の車両は新潟鐵工所製または小松製作所製エンジンへの換装・客用窓の一段上昇式化改造が実施された。また、2001年頃に一部の車両が国鉄時代の朱色4号+クリーム4号の配色に復元された。2007年11月まで17両が配置され、花輪線、山田線、岩泉線で使用されていたが、キハE130形の導入で余剰となった水郡線のキハ110系が順次転用され、花輪線からは同年3月18日改正で撤退、他2線区からも同年11月25日に撤退した。使用を終了した本形式は同年12月に全車がミャンマーへ輸出・譲渡のため、川崎貨物駅経由で搬出された。

#### 会津地区
磐越西線から分岐する只見線、会津線系統では、普通列車のほかキハ52形単行による急行列車の運用（遜色急行）も1965年から1982年にかけて存在した。只見線全通前は会津若松から只見方面・会津滝ノ原方面ともに会津線の路線名で、C11形牽引の客車列車や混合列車が運転されていたが、気動車化による客貨分離や急行列車の直通が望まれていた。
1965年10月1日改正より喜多方 - 仙台間準急「あいづ」に会津線直通の付属編成が設定され、会津田島直通、会津川口直通ともキハ20系1両編成が使用された。「あいづ」は郡山 - 仙台間で水戸 - 仙台間（磐越東線経由）準急「いわき」とも併結し、水戸・喜多方・会津田島・会津川口の4方面へ向かう多層建て列車となった。同年10月にはキハ52形100番台の126 - 128が、1973年にはキハ52 143が投入され、会津・只見線単行急行の実質専用車として運用された。
1966年3月の急行格上げ後、1968年10月1日改正での電車特急「あいづ」運行開始により急行は「いなわしろ」に改称された。同時に会津川口 - 福島間の季節列車1往復が増発され、会津若松から福島方面は急行「あがの」と併結した。この季節列車にはキハ52形のほかキハ22形、キハ23形も使用された。定期列車は1969年に只見まで延長されたが、会津川口 - 只見間は冬季運休とされた。1971年8月29日の只見 - 大白川間開通で会津若松 - 小出間の只見線が全通している。
1972年3月15日改正で「いなわしろ」定期列車の福島 - 仙台間が普通列車に格下げとなった。季節列車は1980年に廃止、残る定期列車も東北新幹線大宮暫定開業の1982年11月15日改正で廃止された。同列車廃止後の転用車のうちキハ52 128は首都圏色化されず、小牛田から、盛岡、米子と転属した後も1999年の廃車時まで国鉄一般色で残った。
只見線・会津線普通列車は1972年10月改正で全列車気動車化され、キハ23形・キハ55系を主体にキハ10系、キハ20系も使用されていたが、キハ40系の新製投入やキハ58系の普通列車転用により国鉄末期までに置き換えられた。キハ20系ではキハ52形0番台トップナンバーのキハ52 1（1978年に小海線より転入）やキハユニ26形の運用も存在したが、キハ52 1は1982年12月に廃車、キハユニ26形も1984年に只見線系統での運用を終了した。
国鉄分割民営化後の1991年には、大船渡線へのキハ100形投入で余剰となったキハ52形100番台4両（キハ52 108・109・110・126）が只見線に転用された。塗装は白地に緑と濃緑の東北地域本社色に統一され、車両更新工事と小松製エンジンへの換装も施工されている。1993年から1994年にかけてのキハ58系（キハ53形200番台を含む）・キハ40系転入によりキハ52形4両は盛岡地区へ転用され、只見線運用を終了した。1999年には只見線普通列車がキハ40系で統一されている。

### 甲信越地区
長野地区では小海線や飯山線、新潟地区では越後線、魚沼線、赤谷線などで運用された。

#### 長野地区

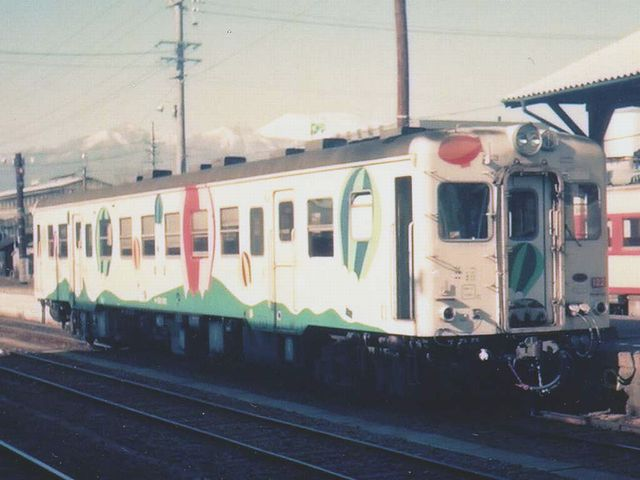
小海線キハ52形100番台（ときめきの恋列車）（中込駅、1990年3月）

長野地区では中央西線・篠ノ井線の松本近郊で使用されていたキハ07形の置き換えのため、1961年にキハ52 101とキハ20 476の2両が松本に配置され、翌年にはキハ52 102も増備された。キハ52形の投入で姨捨から長野方面への運用が可能になり、1973年の電化までキハ20系が中央西線・篠ノ井線普通列車に運用された。
小海線にはキハ52形が1960年より中込機関区へ新製配置されているほか、1973年の中央西線・篠ノ井線電化、1985年11月の明知線の明知鉄道転換で余剰となったキハ52形が転入している。キハ52 122・123は1986年夏に「ときめきの恋列車」に使用された。小海線ではJR化後の1990年よりキハ110系が投入され、キハ52形は飯山線へ転出した。
飯山線には1986年時点で小海線からの転入車が存在したほか、JR化後の小海線キハ110系投入に伴う余剰車が転入している。飯山線用キハ52形は1991年より100番台を対象にカミンズ製エンジンへの換装・更新工事が行われた。1991年には一ノ関区よりキハ52 127が転入している。塗装は青とアイボリーのツートンをベースに橙色、山吹色、黄色の三色ストライプが入る通称「飯山色」となった。
飯山線のキハ52形はキハ110系統一により1997年に定期運用を終了し、1998年に新津へ転属して新潟地区に転用された。

#### 新潟地区

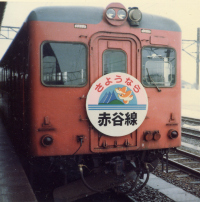
赤谷線さよなら列車（新発田駅、1984年3月20日）

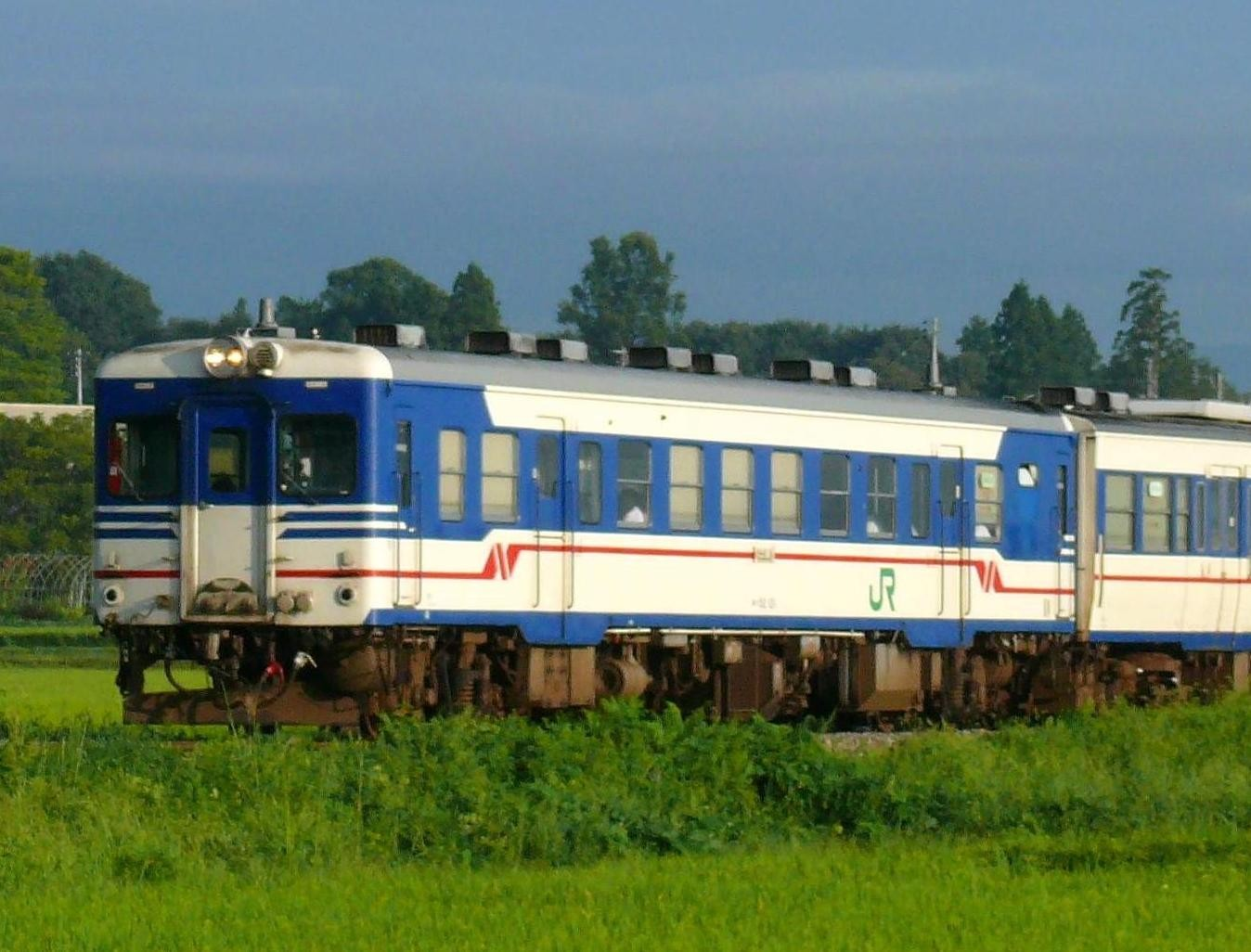
キハ52形100番台（新潟色）（中郡駅 - 成島駅、2008年9月4日）

新潟地区では国鉄時代はキハ20形が越後線、新潟周辺、直江津周辺や魚沼線で、キハ52形が赤谷線や魚沼線で使用されていた。
魚沼線では1961年時点でキハ10系、キハ20形、キハ52形が共通使用されていたが、キハ20形が大半であった。片貝 - 来迎寺間では米菓などの貨物輸送があり、キハ20形1両がワム級の貨車を牽引することがあった。
豪雪地帯ながらも魚沼線では1エンジン車の単行運用があったが、新潟県立小千谷西高等学校の開校後は通学輸送用に2両編成運用が登場し、1967年10月以降は1エンジン車で故障時の運行不能リスクを避けるため単行運転が無くなった。1969年には2エンジン車キハ52形の単行運転も無くなり、キハ55系2両編成が主体となった。1980年にキハ20系の魚沼線運用は終了し、魚沼線も1984年に廃止となった。
最大33パーミルの急勾配を有する赤谷線は1960年3月14日に旅客列車が気動車化され、キハ52形やキハ58系が使用された。終点の東赤谷駅がスイッチバック構造であり、2両編成以上では新発田側に2エンジンのキハ52形、キハ58形を連結することが多かった。赤谷線は魚沼線と同じく1984年3月に廃止され、新潟地区からキハ20系列の配置が無くなった。
民営化後の1998年には、飯山線のキハ110系統一で余剰となったキハ52形が新潟地区に転入した。長野総合車両所（現長野総合車両センター）から新津運輸区に転入し、最終的に7両が配置され米坂線・羽越本線・磐越西線で使用された。エンジンは飯山線時代にカミンズ製に換装された。外部塗色は転属当初は「飯山線色」のままであったが、のちに全車「新潟一次色」へ塗色変更をしている。
2006年に一部の車両が国鉄時代の朱色4号+クリーム4号の配色に復元された。2008年からのキハE120形の導入により置き換えが実施され2009年3月14日改正で定期運用から離脱した。このうち国鉄色を纏った車両はその後も磐越西線・米坂線等で団体・臨時列車に使用され、特に同年10月から12月にかけて開催された新潟デスティネーションキャンペーンにおいて、同じ国鉄色に復元されていたキハ28形・キハ58形とともに多数の臨時列車に充当し、2009年12月26・27日の「ありがとう磐越西線国鉄色号」を最後に引退した。
運用終了後も新津運輸区に長らく留置された後、2011年8月3日付で7両とも廃車され、これをもってキハ20系は廃系列となった。同日中に全車がフィリピンへ輸出・譲渡のため、新潟東港経由で搬出された。

### 関東地区
東京近郊の川越線、八高線、相模線のほか、房総地区でも運用された。房総地区ではキハ26形の製造が間に合わなかったため、初期にキハ20・25形が定期の準急「犬吠」を筆頭に優等列車にも使用されている。

#### 房総地区
気動車化のモデル地区としてキハ10系が大量投入された房総地区は、1954年10月には朝夕ラッシュ時を除く全列車が気動車となった。1958年からは気動車による準急列車網が順次拡大し、房総地区でも同年7月10日より両国 - 銚子間に準急「犬吠」が運転を開始したが、キハ55系の配置を待たずにキハ25形が投入された。11月10日からは房総東線安房鴨川、房総西線館山へ向かう編成が併結され、列車名も「房総」に統合された。
1959年7月1日からは準急「房総」の新宿発着2往復が増発され、房総方面の編成は房総東線・房総西線をそれぞれ循環する形態となった。同時に従来の両国発着列車は「京葉」へ改称されている。1960年からは準急用キハ26形が新製配置されて「房総」に順次投入されるとともに、「京葉」の増発列車にキハ20系が使用されている。
行楽期休日運転の快速「房総の休日」号、および平日の学童遠足列車「自然科学列車」はキハ10系の2両から4両編成で銚子電気鉄道の外川駅まで乗り入れていたが、準急運用を離れたキハ20系も使用されるようになった。しかしキハ20系のみの5両編成が乗り入れた際、観音駅の急カーブで車体がホームに接触するトラブルが発生し、これを機に1960年10月末をもって外川への乗り入れは取りやめとなった。車体幅の狭いキハ10系のみの編成や、キハ10系主体でキハ20系が1両のみのような編成では通過できたという。後年になり観音駅のホームは改良工事で急カーブが緩和されている。
1961年10月改正以降は急行用キハ28形が投入され、キハ20系の房総地区定期準急運用は1962年10月改正までに消滅した。普通列車用にも3扉ロングシートの通勤形キハ35系が投入されたため、房総地区へのキハ20系の配置は縮小した。

### 中部地区
中部地方では二俣線、明知線などで運用された。

### 北陸地区
北陸地方では越美北線、高山本線、大糸線などで運用された。1958年に落成したキハ52形0番台トップナンバーのキハ52 1は北陸本線木ノ本 - 敦賀間の旧線を転用した柳ヶ瀬線に投入された。
大糸線ではJR西日本に継承されたキハ52形が最後まで運用され、2010年にJRグループでのキハ20系の営業運転が終了した。

#### 大糸線

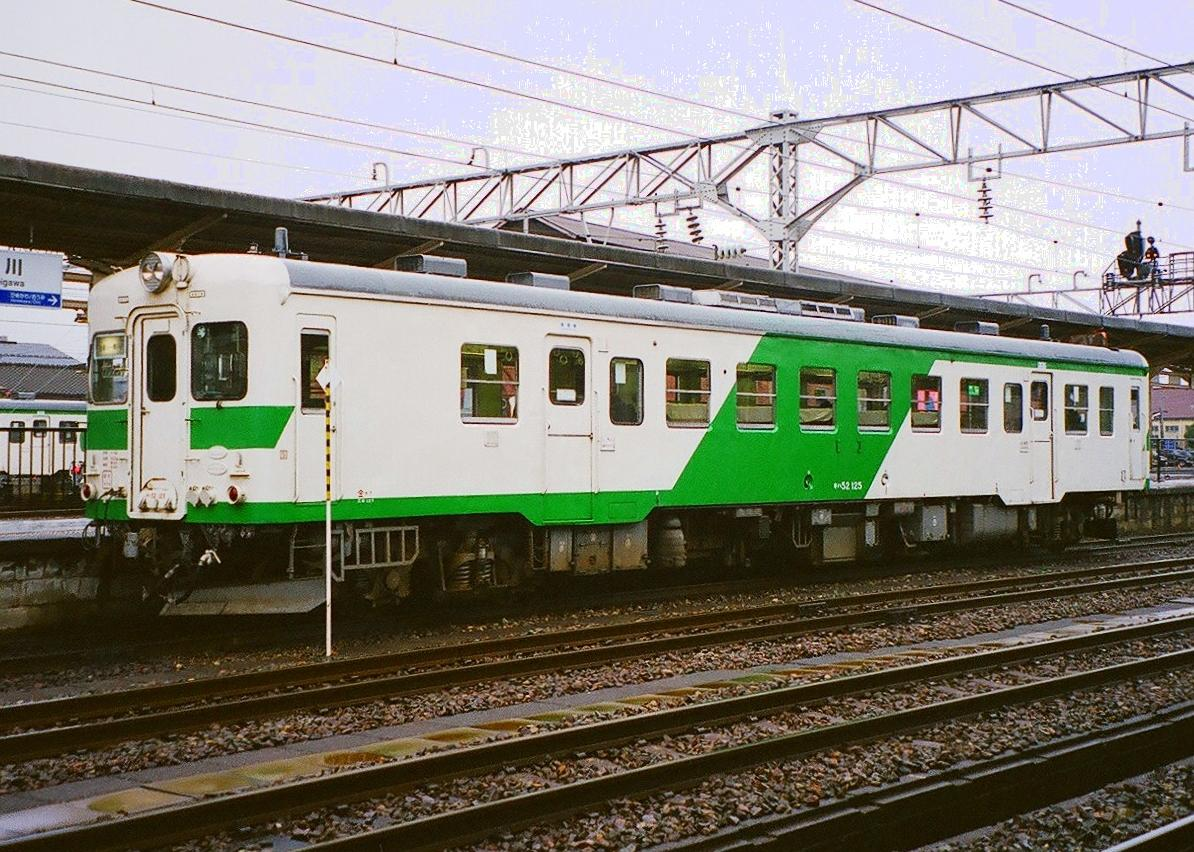
キハ52 125（大糸線色、旧：越美北線色）（糸魚川駅、1999年12月19日）

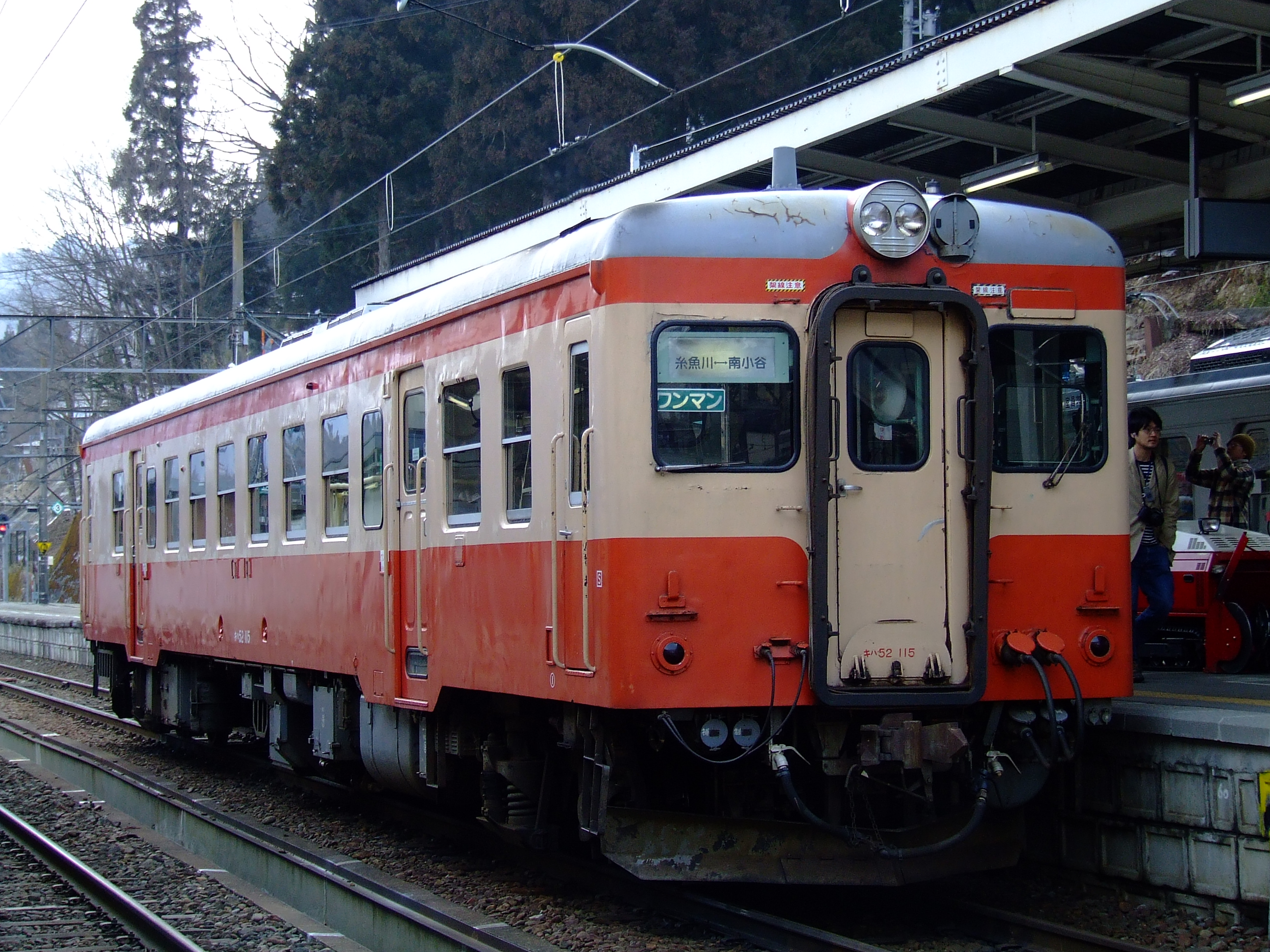
国鉄一般色に復元されたJR西日本キハ52 115（大糸線南小谷駅、2007年3月24日）

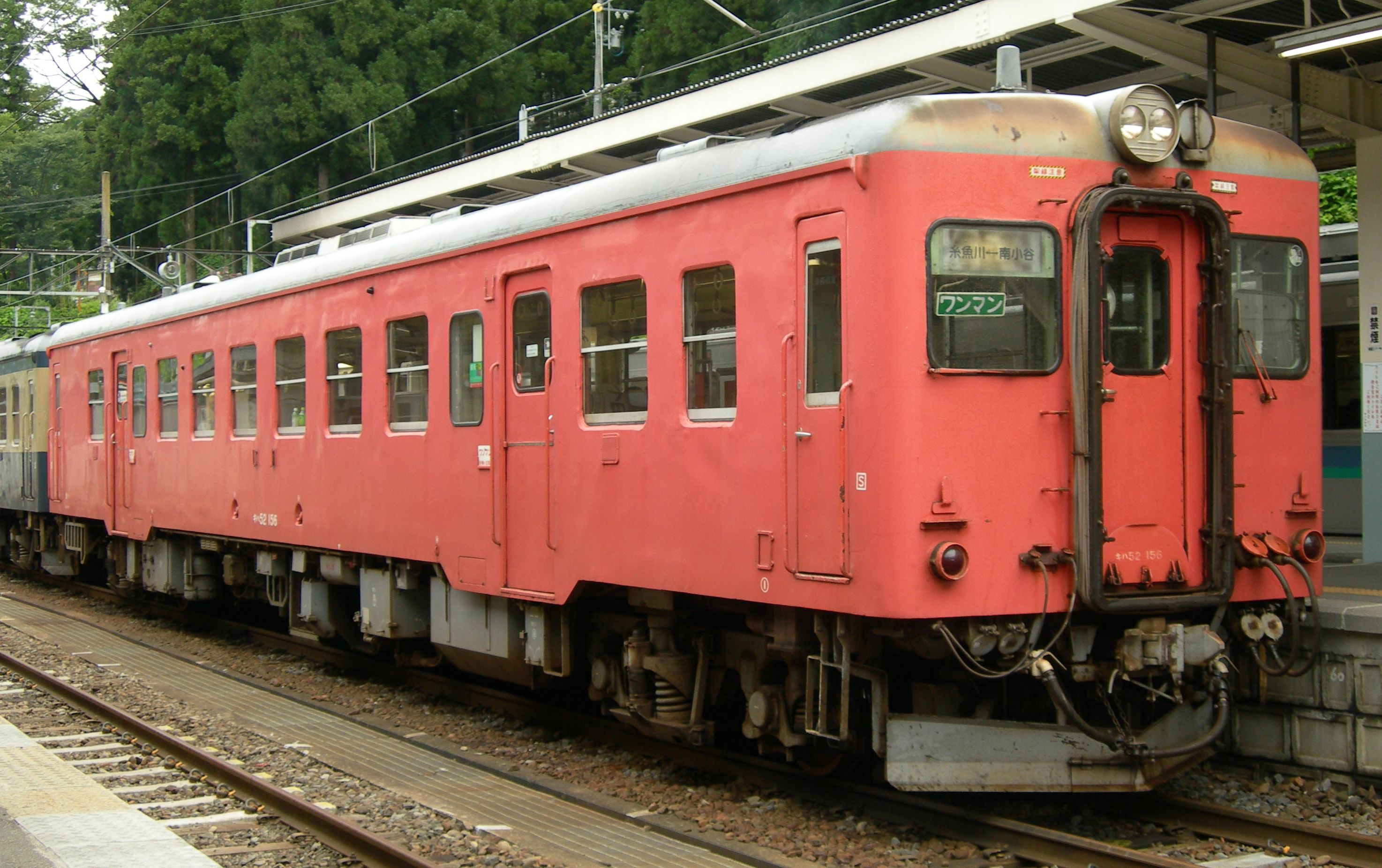
キハ52 156 朱色5号（首都圏色）（南小谷駅 2009年8月11日）

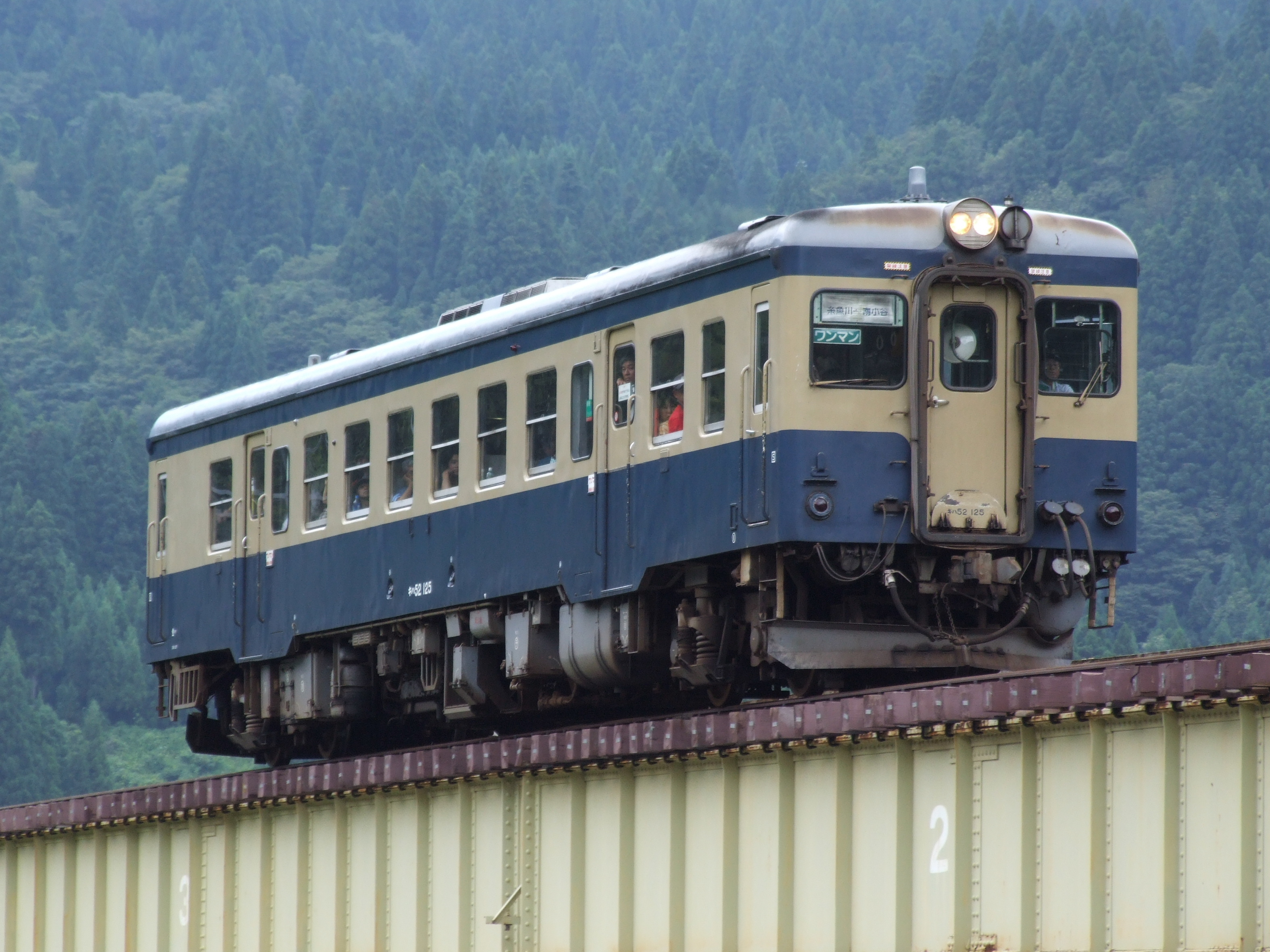
キハ52 125（国鉄旧一般色）（平岩駅 - 小滝駅、2008年8月14日）

大糸線非電化区間の糸魚川 - 南小谷間では国鉄時代の1961年にキハ52形が投入されたが、JR化直後にキハ58系での運用に変更されていた。1992年に越美北線へのキハ120形投入で捻出された冷房付きワンマン車のキハ52 115・116・124・125・156、米子地区の木次線用非冷房ワンマン車のキハ52 140の計6両が富山運転所に転属し、大糸線にキハ52形が再投入された。
1992年のキハ52形転入時に南小谷以北でワンマン運転が開始されたが、JR東日本管内の白馬・信濃大町まで乗り入れる運用は引き続きツーマンで運転された。1995年7月の豪雨水害（7.11水害）で南小谷 - 小滝間が長期不通となり、1998年長野オリンピック前年の1997年に運転を再開したが、その際にJR東日本管内への乗り入れは廃止されている。
1999年に非冷房車のキハ52 140が、続いて2002年にキハ52 124が、2003年にはキハ52 116がそれぞれ廃車となり、総数は3両に減少した。最後まで在籍していた3両は次の通り。3両ともエンジンは製造当時のDMH17系のままであったが、越美北線時代に冷房設置の取り付け・便所撤去・ワンマン化改造工事がされていた。
- キハ52 115：1965年（昭和40年）製造
- キハ52 125：1965年（昭和40年）製造
- キハ52 156：1966年（昭和41年）製造

当初の外部塗色は越美北線時代の白を基調に緑のストライプを配したものであったが、最後まで残った3両は全車が歴代の国鉄標準塗色に復元された。キハ52 115は2004年7月にクリーム4号+朱色4号の「国鉄一般色」に、キハ52 156は2004年12月に朱色5号の「首都圏色」に、キハ52 125は2006年11月に黄褐色2号+青3号の「鉄道省色」にそれぞれ塗装変更された。
糸魚川駅には1912年（大正元年）に竣工したレンガ造りの車庫が存在したが、北陸新幹線建設用地とするため使用を終了することが決まり、2010年2月27日・28日に撮影会が行われた。撮影会当日はキハ52形3両がレンガ車庫で並べて展示され、大糸線の一部列車はキハ58系が代走した。
大糸線のキハ52形は、2010年3月13日のダイヤ改正で定期運用を終了した。定期運用最終日の2010年3月12日には最終往復列車が3両編成で運転され、編成前後に「ありがとうキハ52」のヘッドマークが取り付けられたほか、糸魚川駅でさよなら運転出発式が行われた。糸魚川駅のレンガ車庫もこのダイヤ改正で使用を終了している。
キハ52 115は定期運用終了後の2010年3月20日 - 22日に運転された「キハ52ありがとう号」を最後に運用を終了し、同年3月31日付で廃車された。その後は津山駅構内にある津山まなびの鉄道館で静態保存されている。
キハ52 125とキハ52 156は2両編成で臨時快速「ジオパーク」で運用され、2010年8月21日・22日が最後の運転となった。最終日の8月22日にはヘッドマークに「さようならキハ52」の文字が付け加えられ、車体側面に行き先表示のサボが取り付けられた。
キハ52 125は2010年9月1日付でいすみ鉄道に譲渡され、「国鉄一般色」に塗り替えていすみ鉄道いすみ線にて運用されている（詳細は後述の「国鉄・JRからの譲渡車両」節を参照。なお、一時「首都圏色」になった時期がある）。キハ52 156は2010年10月1日付で廃車となった後に糸魚川市に譲渡され、金沢総合車両所松任本所にて保管される間に補修が行われ、同市が実施したカラーリング投票の結果を踏まえ「国鉄一般色」に再塗装された。以上の結果、結局3両とも「国鉄一般色」で保存されている。
糸魚川市は2012年6月、大糸線にてキハ52 156をイベント列車として復活させる構想を発表していたが、その後糸魚川駅アルプス口駅舎1階の高架下施設「糸魚川ジオステーション ジオパル」に設けられる「キハ52展示待合室」にて静態保存する方針が決まり、2014年11月26日に搬入された。同年12月14日の北陸新幹線開業3か月前カウントダウンイベントでの一般公開を経て、2015年2月14日の「ジオパル」オープンにより常設公開が開始された。解体されたレンガ車庫の一部も移築されており、イベント時には展示車両のキハ52形がレンガ車庫を通って屋外に出せるよう設計されている。

### 関西地区
関西地区では関西本線、片町線、和歌山線、紀勢本線、加古川線、播但線、山陰本線などで使用された。

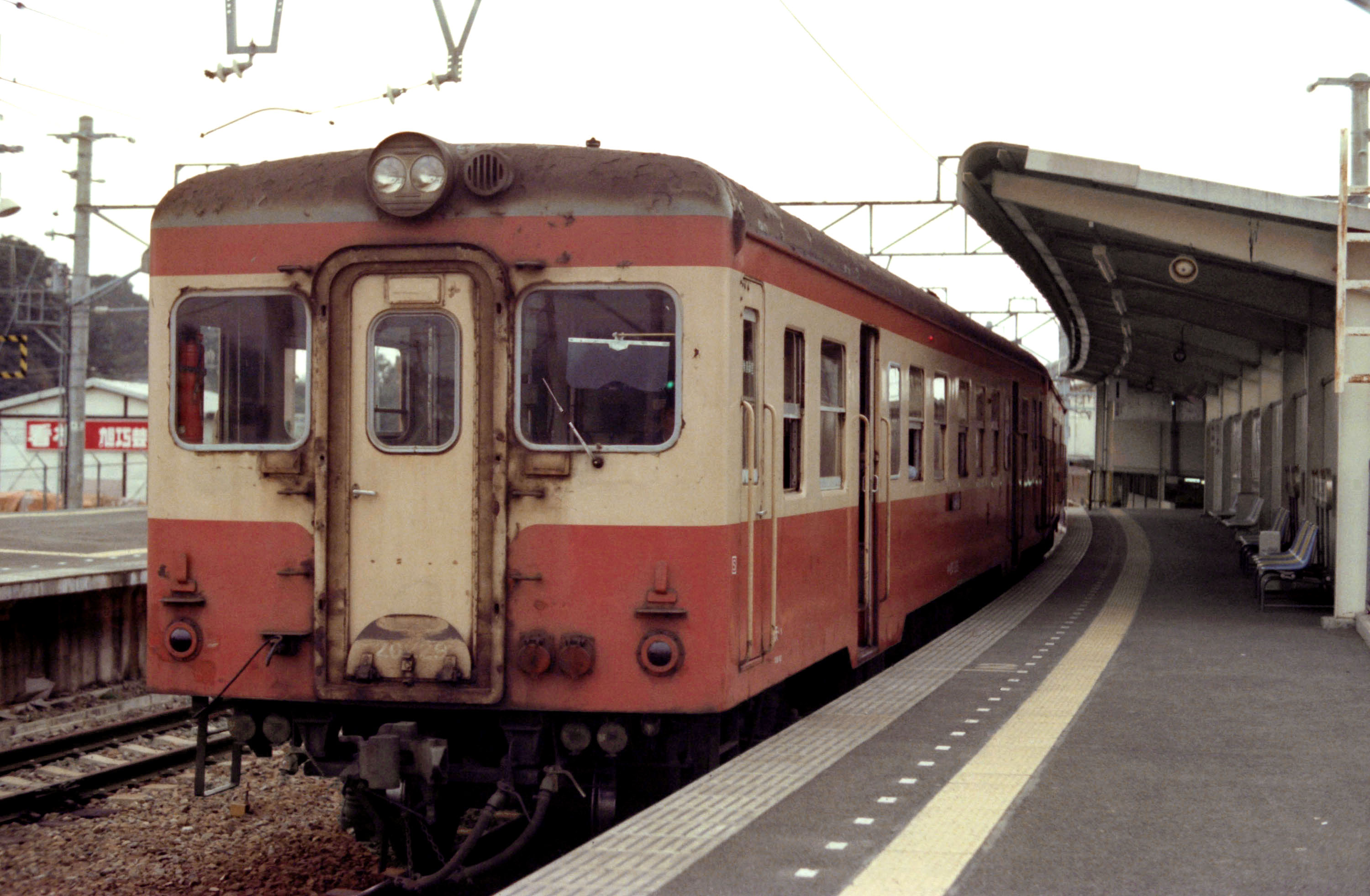
片町線のキハ20形（長尾駅、1980年）
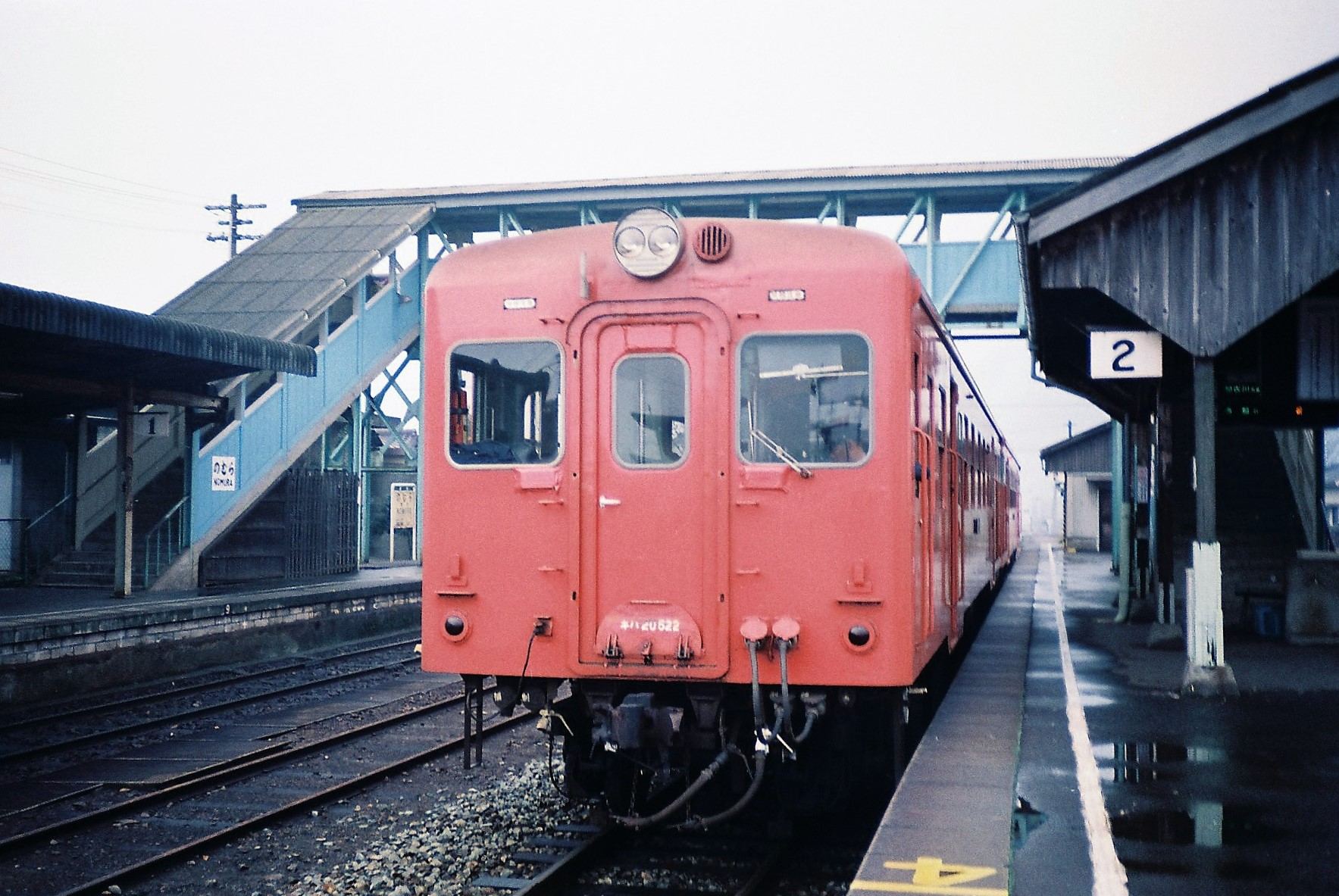
鍛冶屋線のキハ20 522（野村駅、1986年）

### 中国地区
中国地方では山陰本線や木次線、因美線、芸備線などで運用された。芸備線では準急「たいしゃく」（1966年3月5日以降は急行）がキハ20形単行で運行されていた時期がある。
1960年に岡山 - 出雲市間で運転を開始した伯備線準急「しんじ」では、当初はキハ55系の配置がないためキハ25形が使用された。キハ55系への置き換え後は1961年10月改正（サンロクトオ）で運行区間が宇野 - 博多間に延長され、1962年3月改正からは「砂丘」「しらぎり」「たいしゃく」との併結運転が実施された。
1962年3月改正では岡山 - 広島間を伯備線・芸備線経由で運行する準急「たいしゃく」にキハ20形1両編成が投入され、岡山 - 新見間は準急「しんじ」と併結、新見 - 三次間はキハ20形単行で運転された（三次以西は増結）。1964年10月改正では下り列車の備後落合 - 広島間が準急「第1ちどり」との併結となった。山陽新幹線岡山開業の1972年3月改正で急行「たいしゃく」は新見 - 広島間に短縮され、車両もキハ20形からキハ58系に変更された。
木次線ではキハ52形が投入されており、100番台を改造した簡易郵便荷物車キハ52 651も運用されたほか、元只見・会津線急行「いなわしろ」用のキハ52 128が1983年に国鉄一般色で転入している。JR化後はキハ120形への置き換えでキハ52形の廃車や転属が進み、末期には神話をモチーフとした通称「オロチ」塗装となっていたキハ52 651は1994年に廃車となった。キハ52 128も国鉄一般色を維持したまま1999年に廃車となった。

### 四国地区
四国では予讃本線（現・予讃線）、土讃本線（現・土讃線）、徳島本線（現・徳島線）、予土線などで運用された。

### 九州地区
九州では筑肥線、筑豊本線、日豊本線、久大本線、豊肥本線、高千穂線、肥薩線、山野線、大隅線などで運用された。
南九州の山野線には1962年1月よりキハ52形が導入され、1962年2月15日改正で全旅客列車が気動車化された。この改正では出水 - 宮崎間を山野線・吉都線経由で結ぶ準急「からくに」にキハ52形単行が投入され、吉松 - 宮崎間では準急「えびの」と併結運転された。1968年12月からはキハ53形の運用もあったが、1970年10月改正で山野線内が快速に格下げ、1972年3月改正で宮崎直通が無くなり「からくに」は消滅した。水俣 - 吉松間では快速列車が1985年まで運行された。

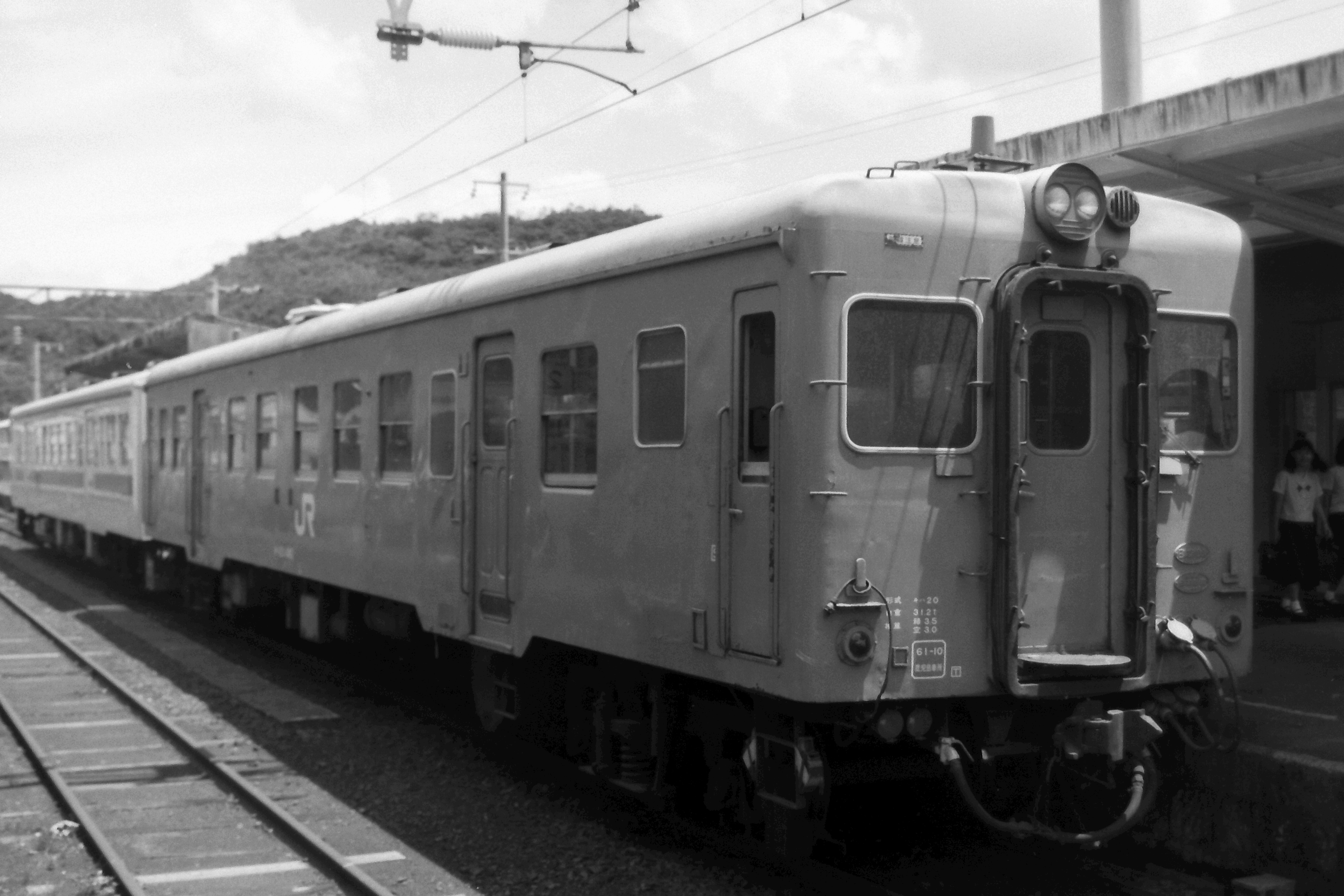
キハ20 482。同車は最後までJR九州に残存したキハ20形の内の一両であった[15]。
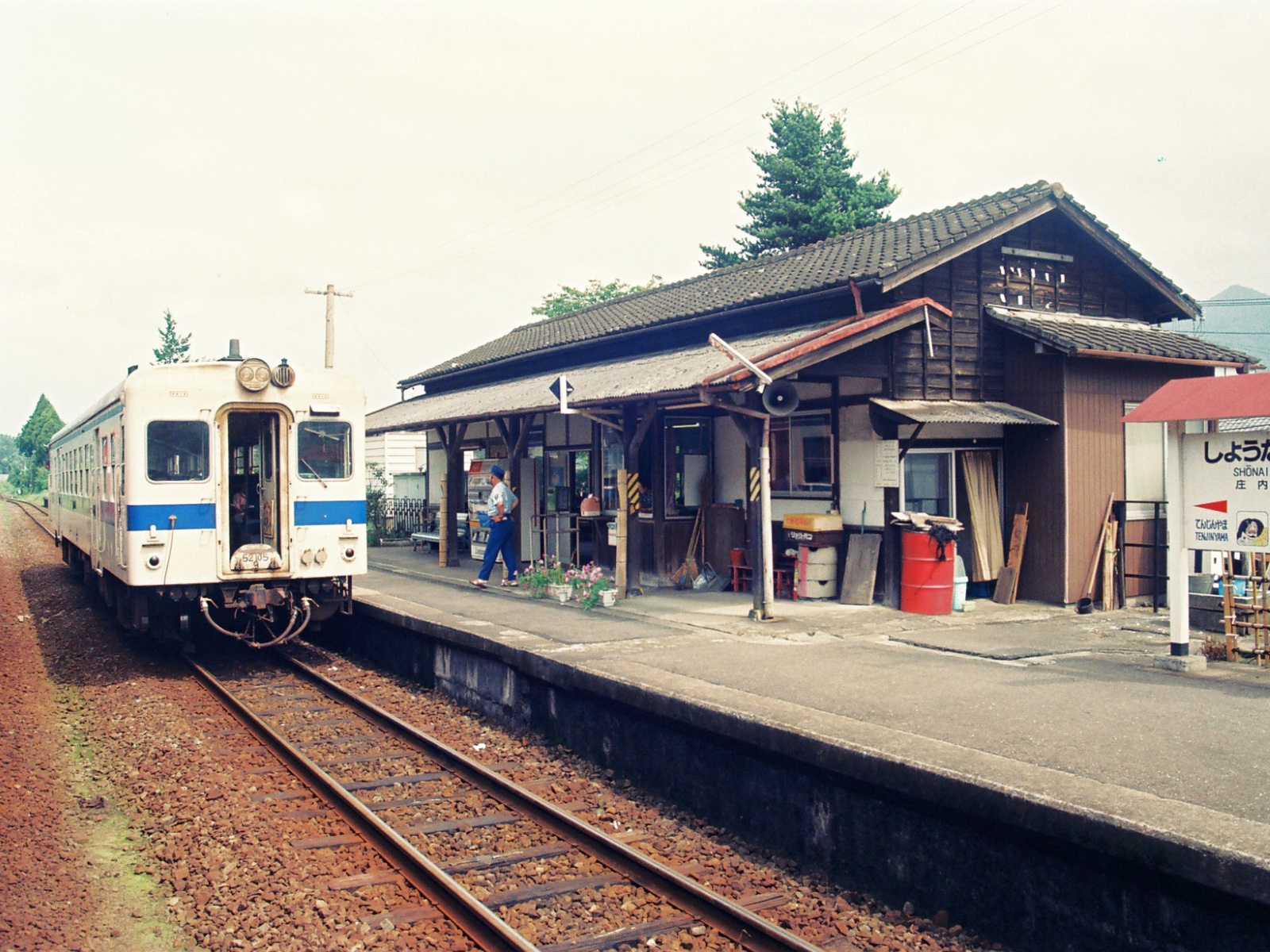
久大本線のキハ52形（庄内駅、1991年）
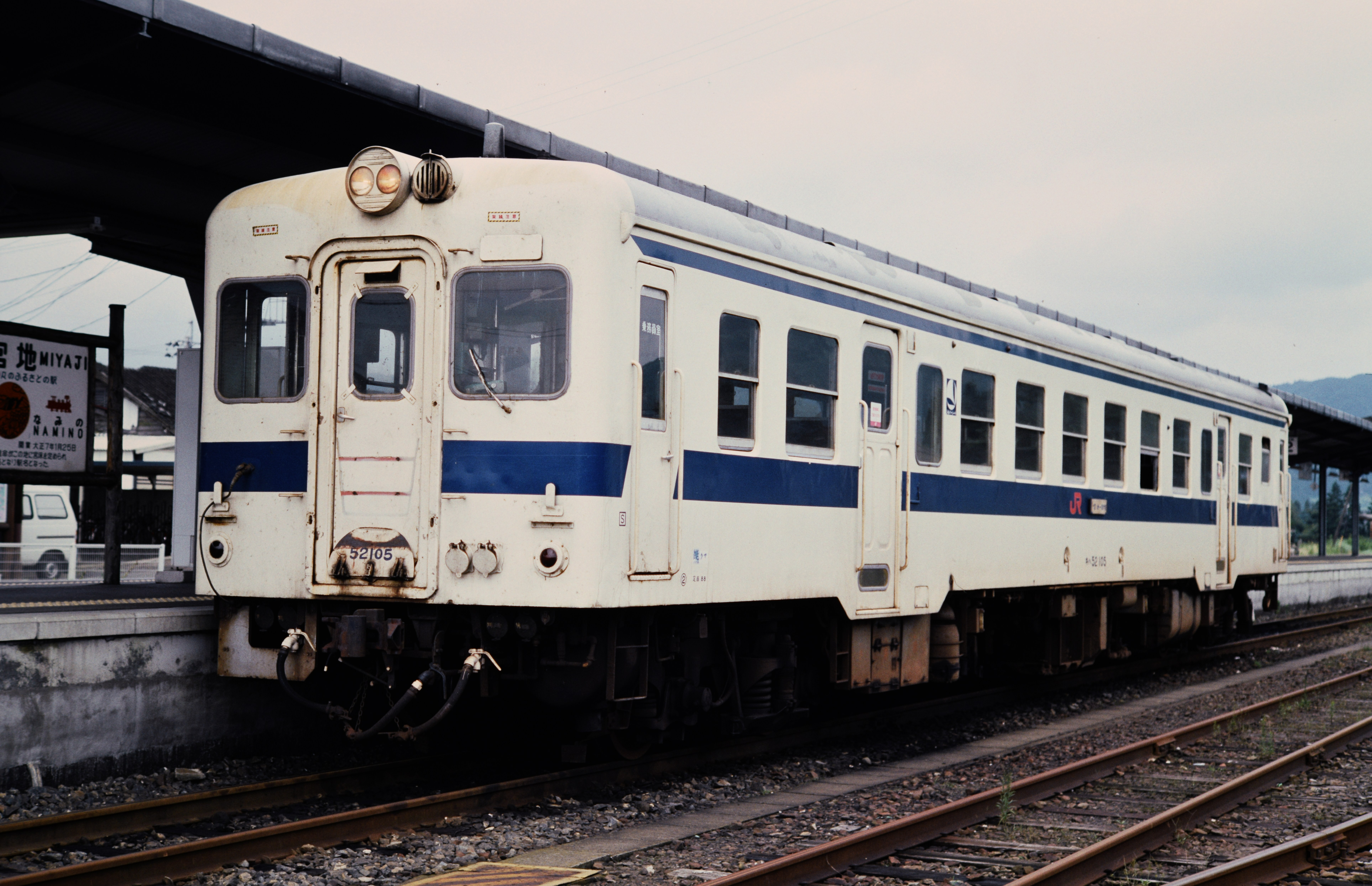
豊肥本線 宮地駅に停車中のキハ52 105（1993年8月22日）

## 譲渡車・同形車
本系列の中には他社に払い下げられたり貸し出されたりした車両があるほか、同仕様で製造した同型・類似車両が多数存在している。
キハ20系の同型車は雄別鉄道など炭鉱系の鉄道で投入されていたほか、島原鉄道や小湊鉄道は国鉄線への乗り入れや国鉄車との併結を考慮して同型車を導入した。1980年代以降は国鉄キハ20系に余剰車が発生するようになり、第三セクターとして開業した鹿島臨海鉄道では新造車の不足分をキハ20形の譲受で補ったほか、秋田内陸縦貫鉄道と阿武隈急行では本格開業までの一時期に国鉄・JRのキハ22形を借り受けていた。水島臨海鉄道や島原鉄道でも旧型車置き換えのためにキハ20形を多数譲受している。
2020年現在はいすみ鉄道とひたちなか海浜鉄道のみ稼働車が存在する。

### 国鉄・JRからの譲渡車両

#### 下北交通

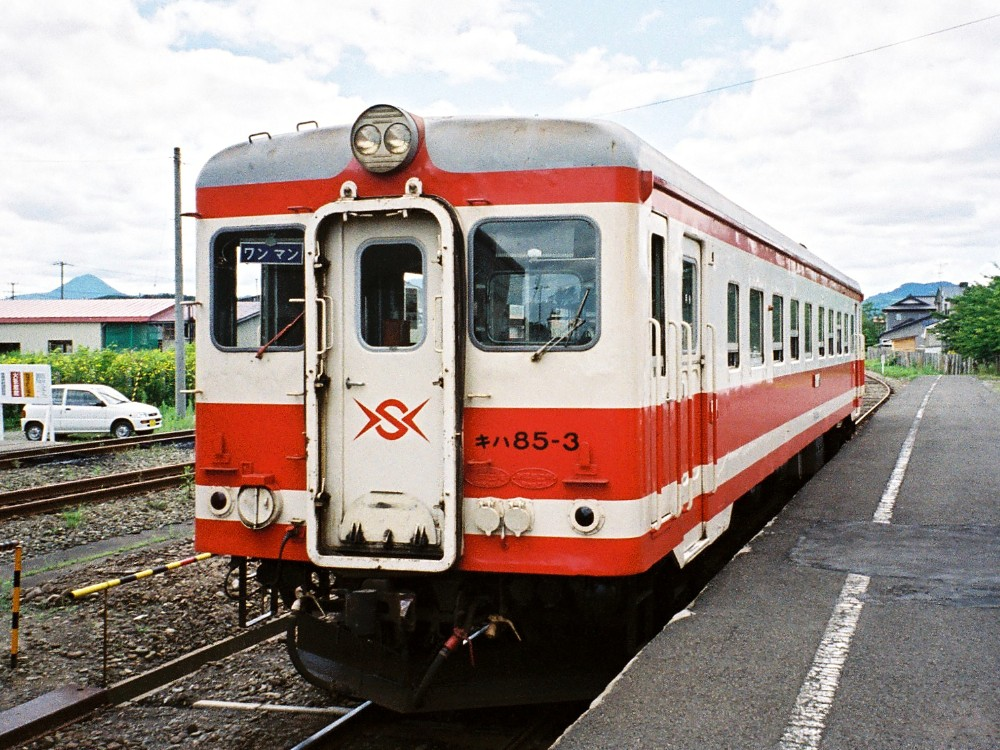
下北交通キハ85形気動車

下北交通には1985年に国鉄から転換された大畑線向けにキハ22形3両（149・150・151）が譲渡され、キハ85形のキハ85-1 - 3となった。2001年に大畑線は全線廃止となったが、キハ85形は3両とも旧大畑駅で保存会により動態保存されている。

#### 津軽鉄道

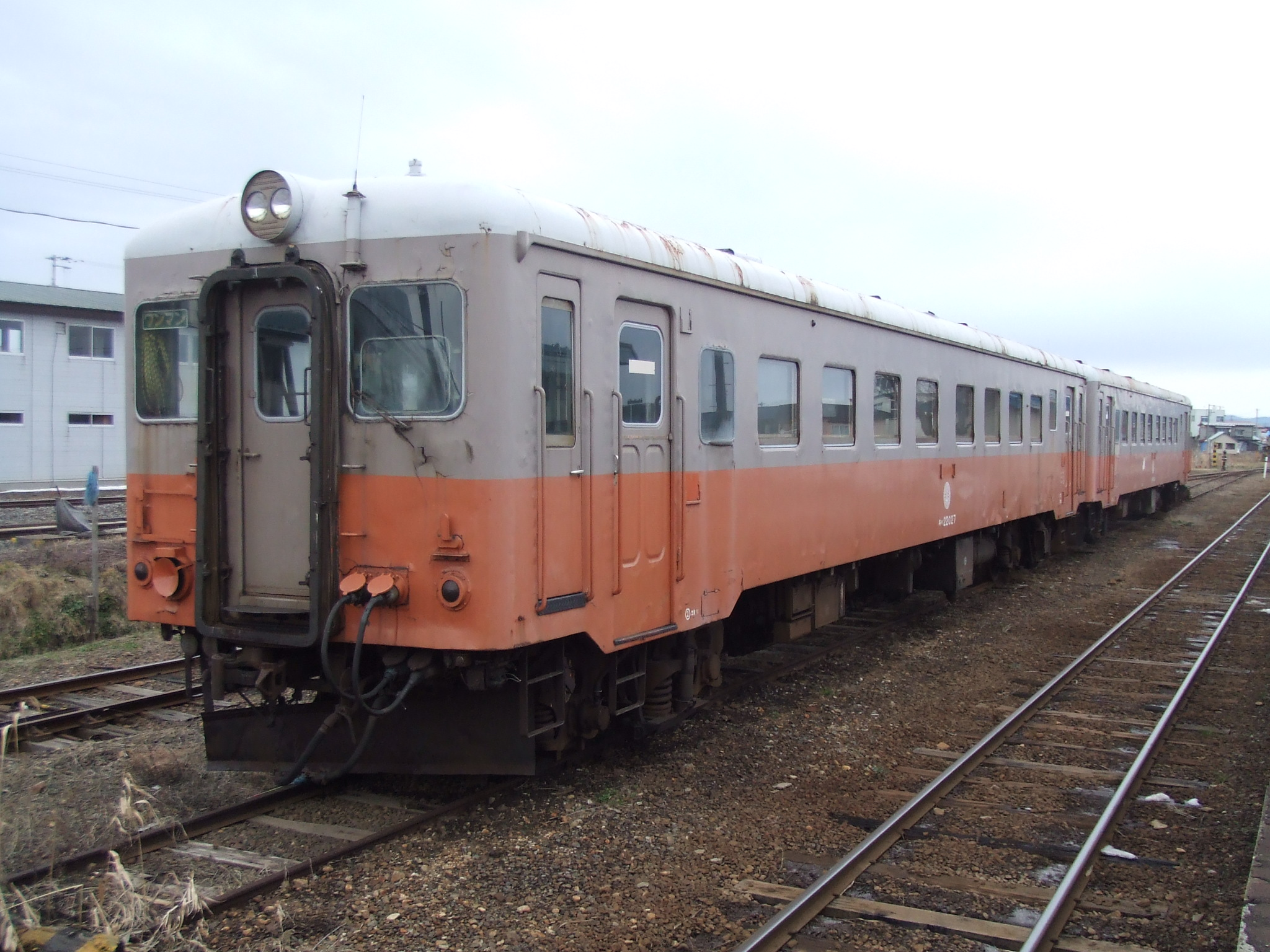
津軽鉄道キハ22形（2007年）

津軽鉄道には1989年にJR東日本からキハ22形3両が譲渡され、キハ22027 - 22029となった。旧番号はキハ22 156・169・228で、156と169は秋田内陸縦貫鉄道の部分開業時に貸し出されていた。1992年4月に新潟鐵工所の出張工事によりワンマン化改造された。
22028は1997年にテレビ番組『SMAP×SMAP』の企画で、当時SMAPの一員だった香取慎吾が青森県津軽地方の小学生とともにイラストを描いた、「夢のキャンバス」号となった。2000年の廃車後も金木駅、後に嘉瀬駅へ移動して展示され、2017年にテレビ番組『おじゃMAP!!』の企画で再び香取慎吾によるイラストで塗り替えられている。
22027は2007年の廃車後も津軽五所川原駅構内で保管され、22029は2009年の廃車後に青森市の業者に売却されている。

#### 弘南鉄道
弘南鉄道には1984年に旧国鉄線を転換した黒石線向けにキハ22形3両（128・130・143）が譲渡され、キハ2210・2220・2230となった。導入にあたっては土崎工場で塗装変更などの整備が行われ、1988年にはワンマン化改造が行われている。
小坂製錬よりキハ2100形キハ2105・2107が譲受されたのに伴い、2210と2220が1995年10月に廃車となった。2230も1998年4月の黒石線廃止とともに廃車となり、道の駅いなかだてに保存されていたが、2013年11月に解体された。

#### 秋田内陸縦貫鉄道
秋田内陸縦貫鉄道には1986年の開業時に国鉄よりキハ22形9両が貸し出されている。番号はそのままで塗色のみ塗り替えられた。旧阿仁合線で鷹ノ巣 - 比立内間の秋田内陸北線に7両（123・129・131・146・156・157・169）、旧角館線で角館 - 松葉間の秋田内陸南線に2両（133・161）が投入されている。
1989年に比立内 - 松葉間の新線が開通して秋田内陸線が全通したが、この全通に先立つ1988年にAN-8800形が投入されてキハ22形は全車がJR東日本に返却された。返却後、156・169の2両が津軽鉄道に譲渡された。

#### 阿武隈急行
国鉄時代の1986年に国鉄丸森線を転換した阿武隈急行にキハ22形5両（148・152・159・160・162）が貸し出されている。番号はそのままで塗色のみ塗り替えられ、1988年の電化全通時にJR東日本へ返却された。

#### 関東鉄道
関東鉄道常総線では国鉄キハ20系の機関・台車・機器を流用し、車体を新製してキハ0形とした。車籍は引き継がれておらず、種車は不明だが、台車や車内扇風機など多くの部品に面影を残している。また、同社竜ヶ崎線でも同じようにしてキハ532形がデビューしている。

#### 鹿島臨海鉄道
鹿島臨海鉄道には1984年に国鉄よりキハ20形が4両譲渡され、2000形（2001 - 2004）となった。新造車の6000形とともに1985年3月14日の大洗鹿島線開業用に投入された。
車体は前面の標識灯が角型の前照灯・尾灯一体型になり、縦型エンジンで床面の高い6000形と併結運転可能なよう貫通扉と渡り板が70 mmかさ上げされ、車内の化粧板や座席モケットも暖色系に変更された。塗装は6000形と同じくスカーレットレッドとチャコールグレーに塗り分け、アクセントとして鹿島灘の白波をイメージした白線を配している.冷房装置は設けられなかったもののトイレは存続され循環式汚物処理装置付に改造された。
2000形は6000形の増備に伴って1989年から1991年にかけて廃車となり、4両全車が茨城交通へ譲渡された。

#### 茨城交通・ひたちなか海浜鉄道

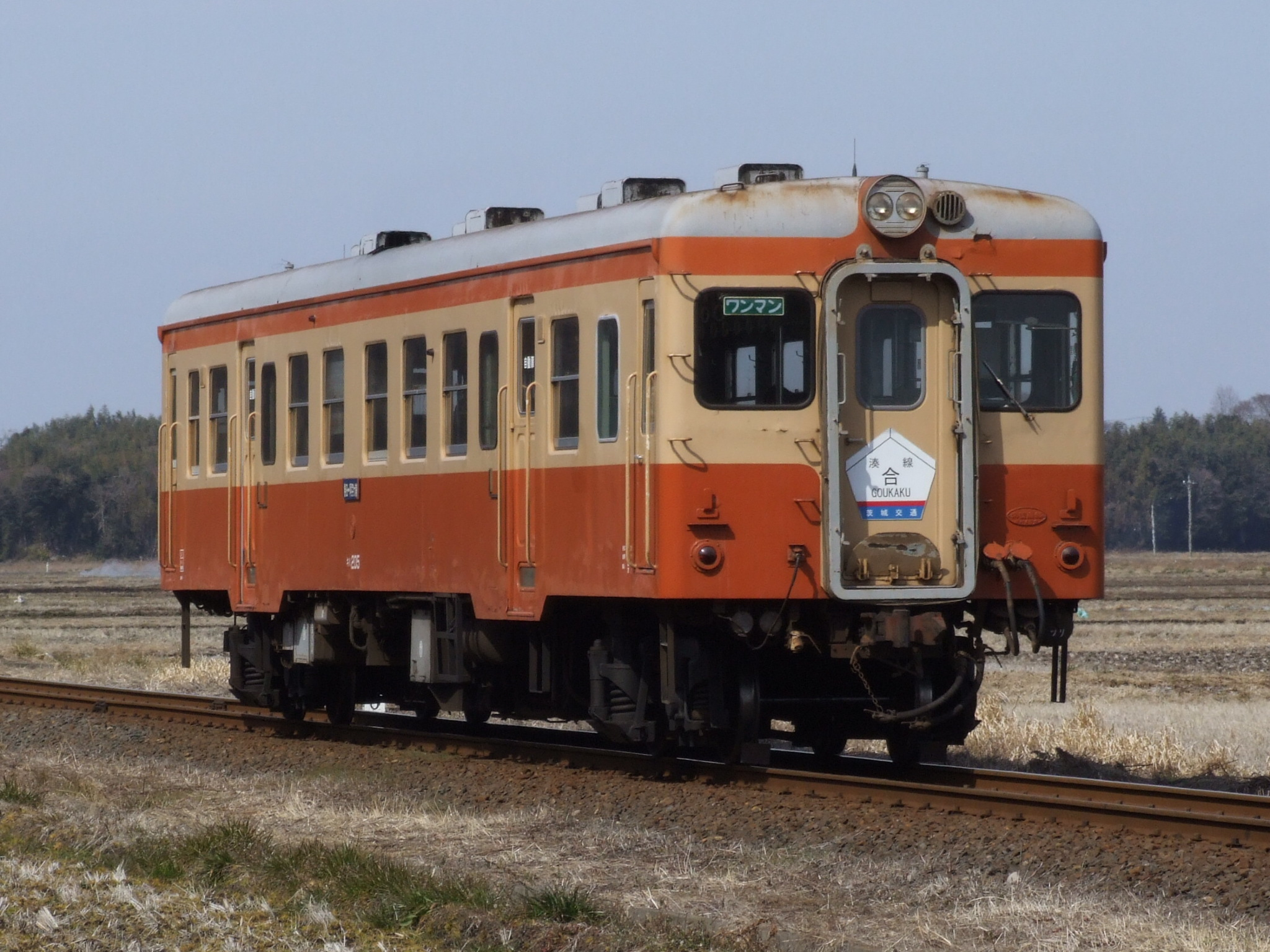
茨城交通（現・ひたちなか海浜鉄道）キハ200形205（国鉄色）（中根駅-金上駅、2008年3月2日）

茨城交通では鹿島臨海鉄道で廃車となった2000形を1990年から1992年にかけて譲り受け、キハ20形の201 - 204となった。車両番号は鹿島臨海鉄道での廃車順に付与されたため、旧番号は2002、2003、2001、2004の順となっている。塗装は入線時に茨城交通のバスと同様の白地に赤帯・青帯が入るものに変更された。ワンマン化改造は行われず、多客期を中心に運用された。
1996年には水島臨海鉄道からキハ20形キハ210を譲受し、キハ20形キハ205となった。塗装はバスと同様の白地に青・赤帯となったほか、1996年8月にワンマン化改造が施工されている。冷房化改造は水島臨海鉄道時代に施工されていた。1998年に国鉄一般色へ塗装変更された。
201 - 204は1999年から2006年にかけて廃車となった。2006年に廃車となった203は解体されず、2009年に首都圏色へ塗装変更されるとともに国鉄時代のキハ20 429の番号が表記された。
茨城交通の湊線は2008年にひたちなか海浜鉄道へ承継された。2020年4月現在はキハ205が在籍している。

#### いすみ鉄道

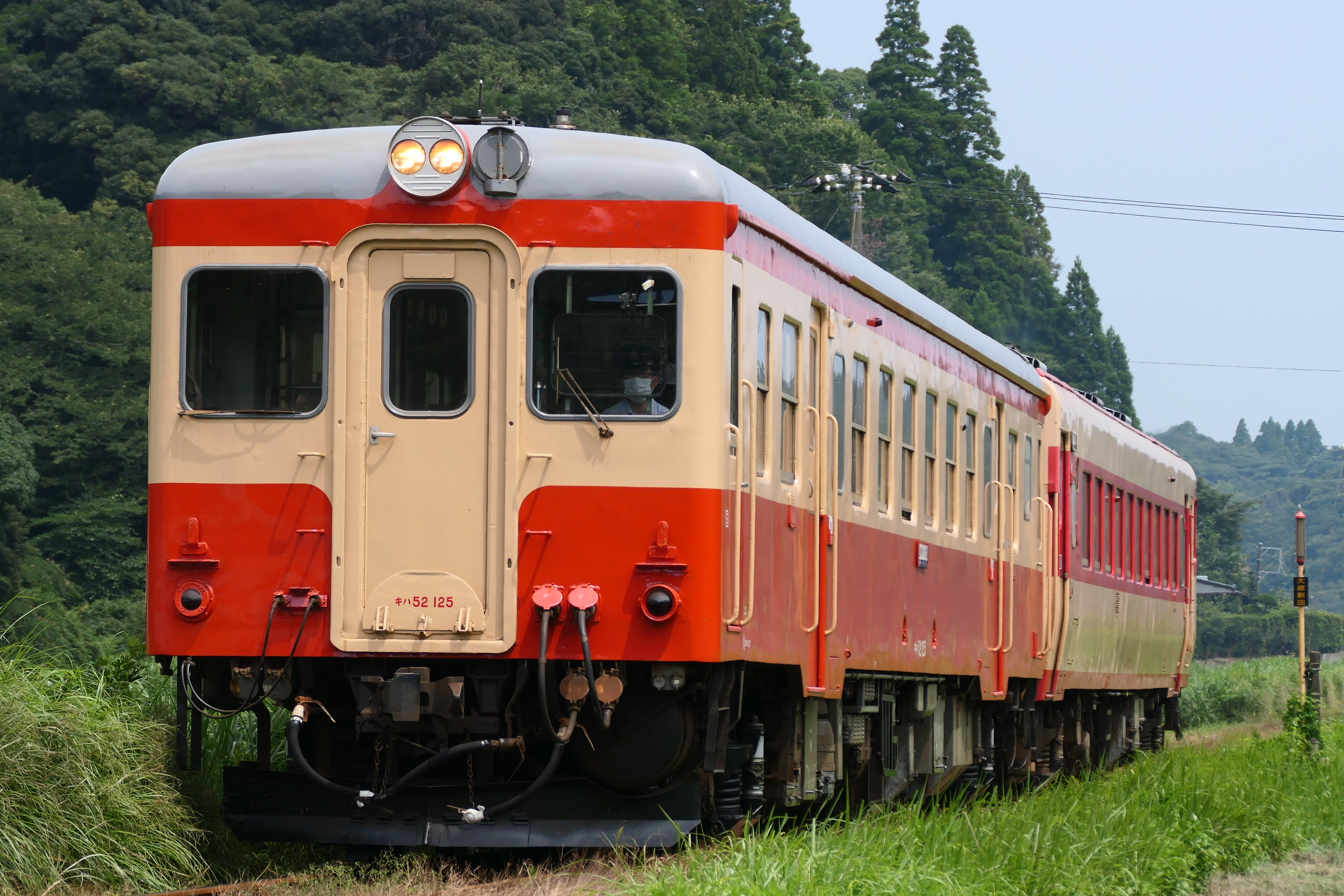
いすみ鉄道にて一般色に塗り直されたキハ52 125（2020年8月6日）

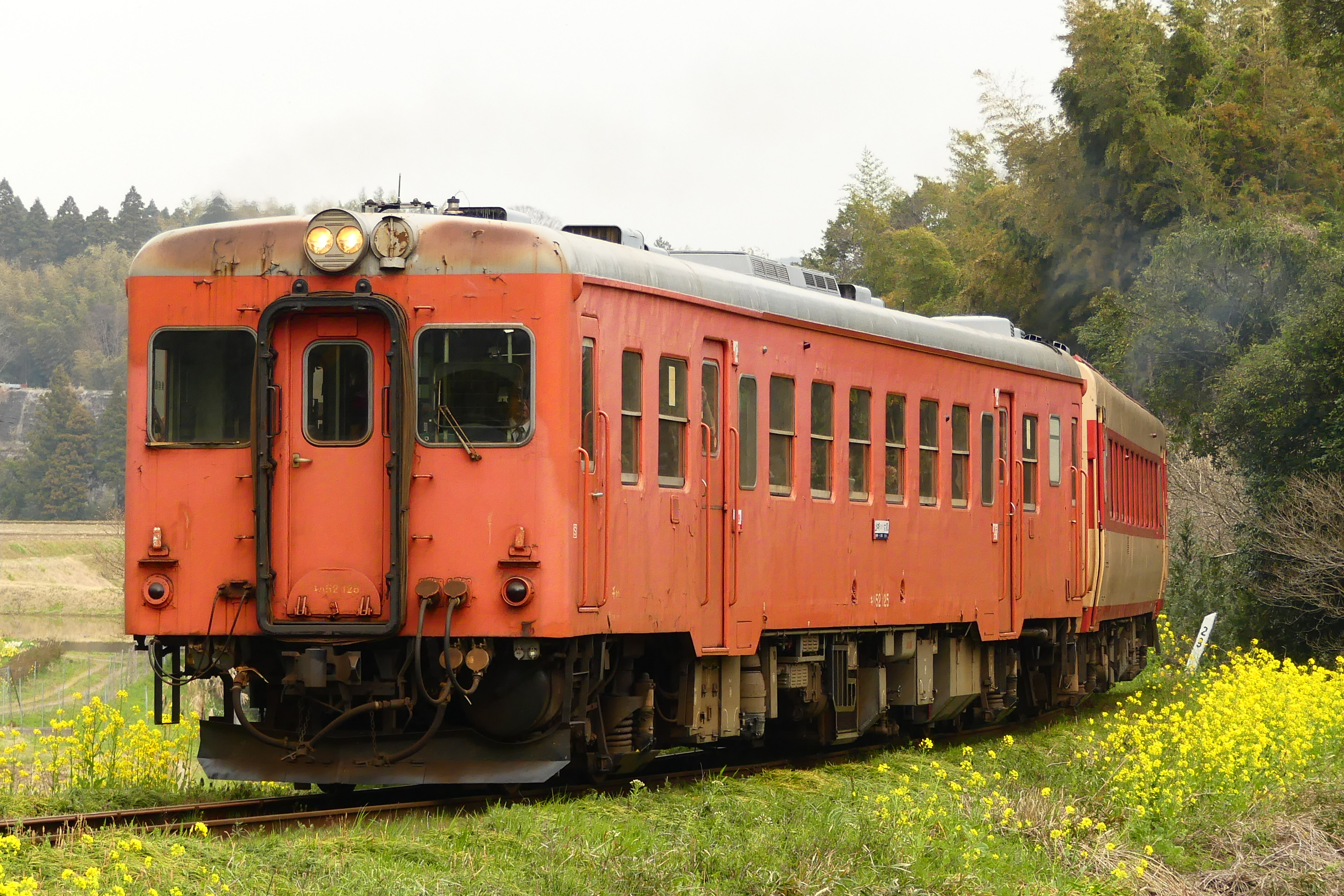
首都圏色に塗装されていた頃のキハ52 125（2019年3月30日）

2010年までJR西日本の大糸線で使用されていたキハ52形3両のうち、キハ52 125の1両がいすみ鉄道に譲渡されている。黄褐色2号+青3号の塗色のまま譲渡され、2010年12月に行われたお披露目を兼ねた撮影会で展示された後、整備とクリーム4号+朱色4号への塗色変更を受け2011年4月29日（昭和の日）から営業に入っている。
当時のいすみ鉄道社長であった鳥塚亮により観光振興への活用を目的に導入されたもので、内外装はなるべく手を加えずキハ52形そのものを楽しめるよう心掛けられた。冷房装置や座席配置は大糸線時代と同様であるが、座席モケットは国鉄時代に使用されていた青系に復元された。大原 - 大多喜間の観光急行列車を中心に運用され、単行運転のほか2013年にJR西日本よりキハ28形キハ28 2346が入線すると同車との併結運転も開始された。
2014年3月からカラーリングが国鉄首都圏色に変更されたが、2019年6月にクラウドファンディングによる調達資金で国鉄一般色に塗り直された。キハ52 125はキハ28 2346とともに日本の営業運転車で水平シリンダのDMH17Hエンジンを搭載する最後の2両のうちの1両となっていたが、キハ28 2346が2023年に営業運転を終了したためキハ52 125がDMH17Hエンジン搭載車で日本最後の営業運転車となった。
全般検査の期限を迎え、老朽化と交換部品の調達困難、検査費用が高額であることから2025年5月をもって引退することが発表された。いすみ線は2024年10月4日の脱線事故以降、半年以上にわたり全線で運休を続けており、さよなら運転は行わず大多喜駅構内での往復運転とエンジン稼働状態での展示を行う営業終了記念イベントを4月から5月にかけて実施する。
このほか、いすみ鉄道では2013年と2014年に、いすみ300型をベースに外観をキハ20系に似せたいすみ350型・キハ20 1303を導入しているが、外観のみの再現でありキハ20系との構造上の共通性はない。

#### 水島臨海鉄道

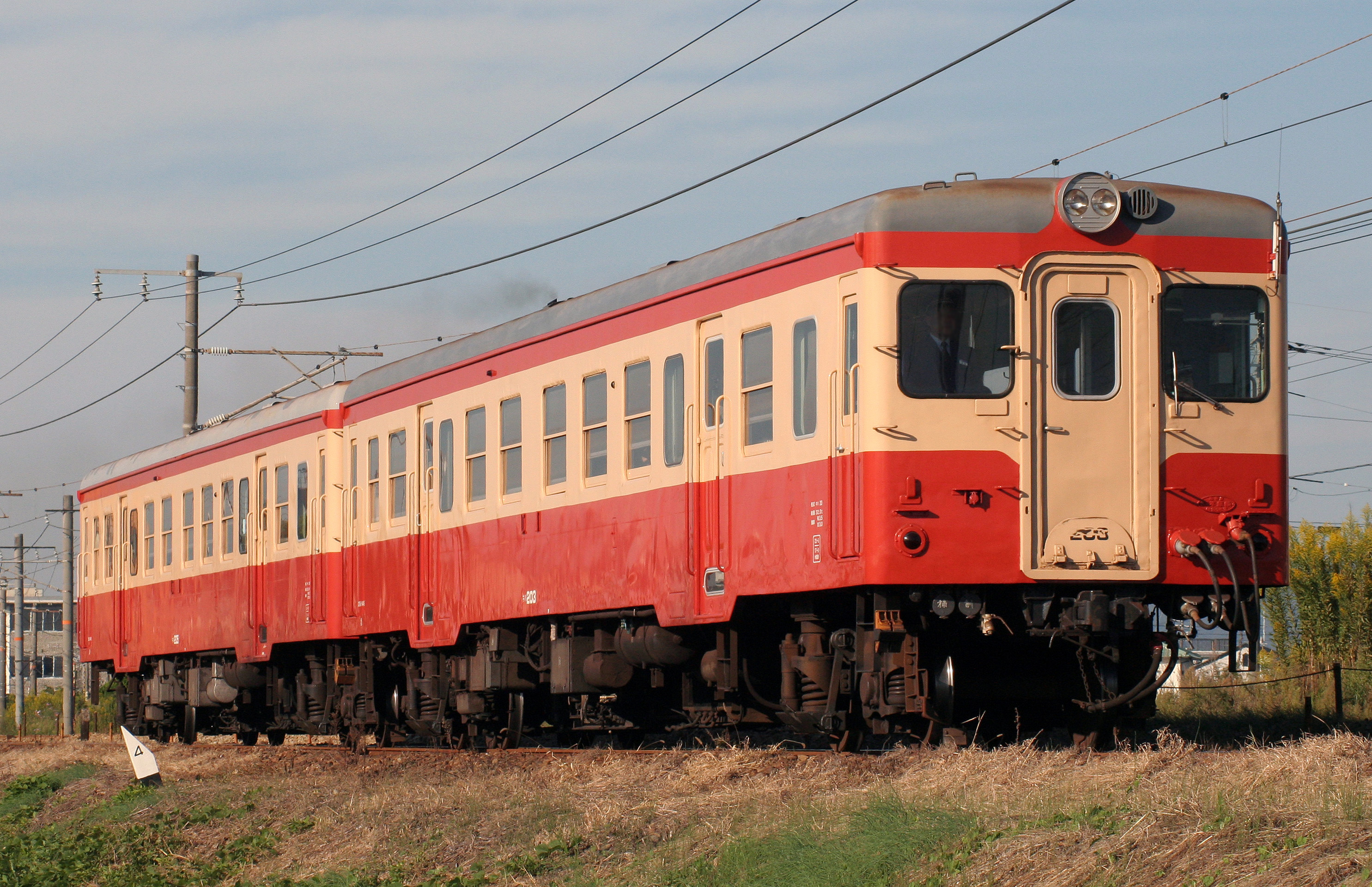
水島臨海鉄道キハ20形203・205（国鉄色）（倉敷市駅-球場前駅、2007年10月17日）

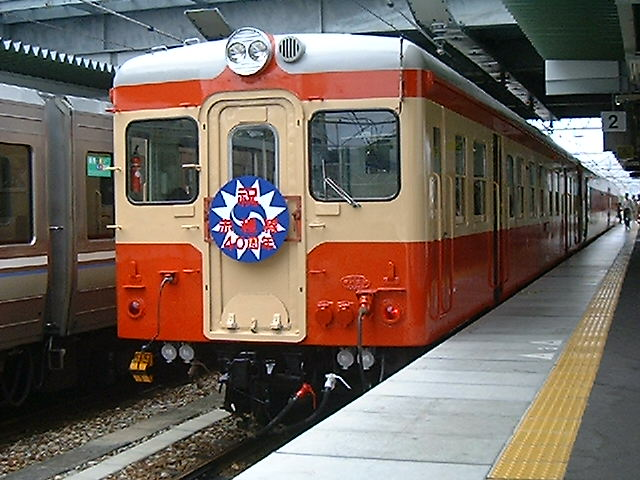
赤穂線40周年記念列車に使用された水島臨海鉄道キハ203（播州赤穂駅、2002年）

水島臨海鉄道には国鉄・JR西日本・JR四国よりキハ20形が12両譲渡され、キハ20形201 - 212となった。201 - 207は1986年から1988年にかけて国鉄または国鉄清算事業団から、208 - 210は1989年にJR西日本から、211・212は1990年にJR四国のユニット窓化改造車をそれぞれ譲受している。キハ20形の導入により、元国鉄キハ10系のキハ35形が置き換えられた。
塗装は201 - 204は国鉄一般色に準じたツートンカラーであったが、205以降は白に青帯の新塗装となり、201 - 204も新塗装に変更された。トイレは入線時に閉鎖された後に撤去、あるいは入線時に撤去された。1988年から1991年にかけて冷房化改造されている。
1995年よりMRT300形が新製投入され、同年3月末以降キハ201・207・209が廃車となった。1996年には210が茨城交通に譲渡されて同社のキハ205に、1997年には211・212が島原鉄道に譲渡され同社のキハ20形2018・2019となった。残ったのは203・204・205・208の4両で、平日ラッシュ時に運用された。
2002年9月のJR西日本赤穂線開業40周年を記念したイベントにより、キハ203が国鉄一般色に塗装変更されてJR西日本に貸し出され、赤穂線岡山 - 播州赤穂間でJR西日本のキハ58系と併結して運転された。2003年には205も国鉄一般色に塗装変更され、イベント時などに活用された。
JR東日本より譲渡されたキハ30・37・38形が運用を開始した2014年には、キハ203・204・208が廃車となった。205はその後もイベント用に残存したが、2017年に廃車となり、イベント時以外は保管されていた。
2021年8月には「国鉄水島計画」と題し、クラウドファンディングによる調達資金でのキハ205の修復、ならびにキハ37・38形の登場時塗装への復元が計画された。支援金は7日間で目標額の1300万円に達し、最終的には約2300万円が集まった。2022年にキハ205の動態復元整備が完成し、先行して登場時の塗装に復元されたキハ37 103・キハ38 104とともに同年3月30日に倉敷貨物ターミナル駅で報道公開された。

#### 島原鉄道

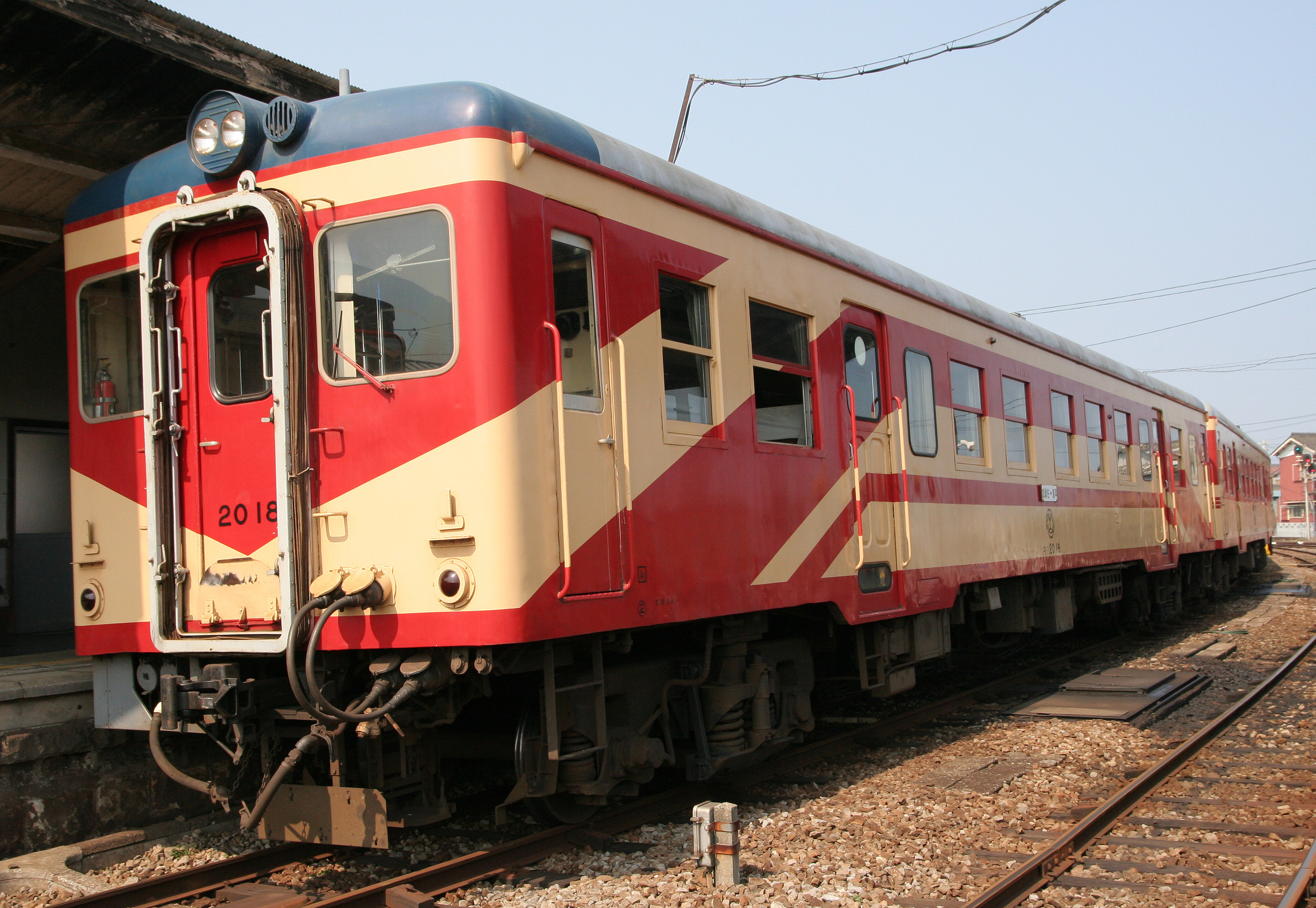
島原鉄道新標準色のキハ20形2018（南島原駅、2008年）

島原鉄道には1985年より国鉄のキハ20形が13両譲渡され、自社発注車のキハ20形2001 - 2003に続き、2004を欠番として2005 - 2017となった。塗装は当初は国鉄急行色の前面に「三本ヒゲ」の入る島鉄急行色であったが、1987年以降は新たな島鉄標準色（通称「赤パンツ」）が採用された。1988年から1991年にかけて冷房化改造されている。車両によって冷房化改造の方式が異なっており、2005・2009・2012 - 2015・2017は1988年に自社発注車の2001・2002と同型の機関直結式冷房装置を設置する方式で行われ、残りの6両は1991年にサブエンジン式冷房装置を設置する方式で冷房化改造が行われた。また、1994年7月には2013が冷房装置換装を受け、機関直結式冷房装置からサブエンジン式冷房装置に換装された。
1997年には水島臨海鉄道からキハ211・212の2両が譲渡され2018・2019となっている。窓枠はJR四国時代に改造施工されたユニット窓で、冷房化は水島臨海鉄道時代の1991年12月に、サブエンジン式冷房装置を搭載する方式で実施されていた。
1997年には2002と2017が黄色に青屋根の「島鉄ハッピートレイン」色となり、トラ700形を連結するトロッコ列車に使用された。2002年には2011も島鉄ハッピートレイン色となった。
2002年に2016が、2004年に2013がそれぞれ国鉄一般色へ変更された。2002年には2018が国鉄首都圏色に、2005年には2006が島鉄急行色に変更された。
1992年に吾妻駅 - 阿母崎駅間で発生した正面衝突事故により、2007・2009が廃車となった。1996年からはキハ2500・2550形の新製投入に伴う老朽廃車が始まり、最後まで残った7両も2008年の島原外港 - 加津佐間廃止により全廃となった。

#### 南阿蘇鉄道
1987年に南阿蘇鉄道へ国鉄のキハ52形が譲渡された。キハ52 35がMT2105に改番され、当時のMT-2000形と同じカラーリングに塗り替えられたが、あくまで予備車の位置づけのためワンマン化改造はされなかった。トロッコ列車の補機も兼ねていたが、MT-3000形MT-3001の導入により1993年12月に廃車となった。

### 同型車両

#### 雄別鉄道キハ49200Y形
雄別鉄道のキハ49200Y形はキハ21形同型車で、私鉄初のキハ20系同型車である。1957年にキハ49200Y1 - キハ49200Y3の3両が新潟鐵工所で製造された。キハ21の計画時の形式称号であるキハ49200に雄別の頭文字であるYを付した番号である。
台車は菱枠型でTR29相当の新潟鐵工所NH38、ブレーキは直通・自動切換え式のGP-Sで、いずれも機械式気動車で実績のあるものが使用された。車体は前面貫通路があるものの幌枠はなく、トイレは設置されていない。
1970年の路線廃止後は関東鉄道へ譲渡されキハ760形761 - 763となり、筑波線（後・筑波鉄道）で1987年の廃線まで活躍した。

#### 雄別鉄道キハ100形
雄別鉄道キハ100形104・105は1962年に新潟鐵工所で製造された。キハ21形の側窓配置のままキハ22形と同様の一段上昇窓となり、トイレも設置された。台車もDT22・TR51相当のNP1A・NP2Aとなった。国鉄キハ22形に先行して蛍光灯が設置され、前照灯もシールドビームが採用された。
キハ100形106はキハ100形の増備車にして、雄別では最初で最後の片運転台車。廃止前年の1969年に新潟鐵工所で製造された。竣工図では両運転台で描かれたが実際には片運転台で落成しており、非運転台側は車掌室と郵便物収納室になっていたとされる。
1970年の路線廃止後は関東鉄道に譲渡されキハ810形811・812となり、キハ49200Y形同様筑波線に配属された。筑波鉄道に分社後、812は1986年に廃車、811は廃線まで活躍した。106はキハ813形813となったが、片運転台のため常総線に配属され、1989年に廃車となった。

#### 羽幌炭礦鉄道キハ22形

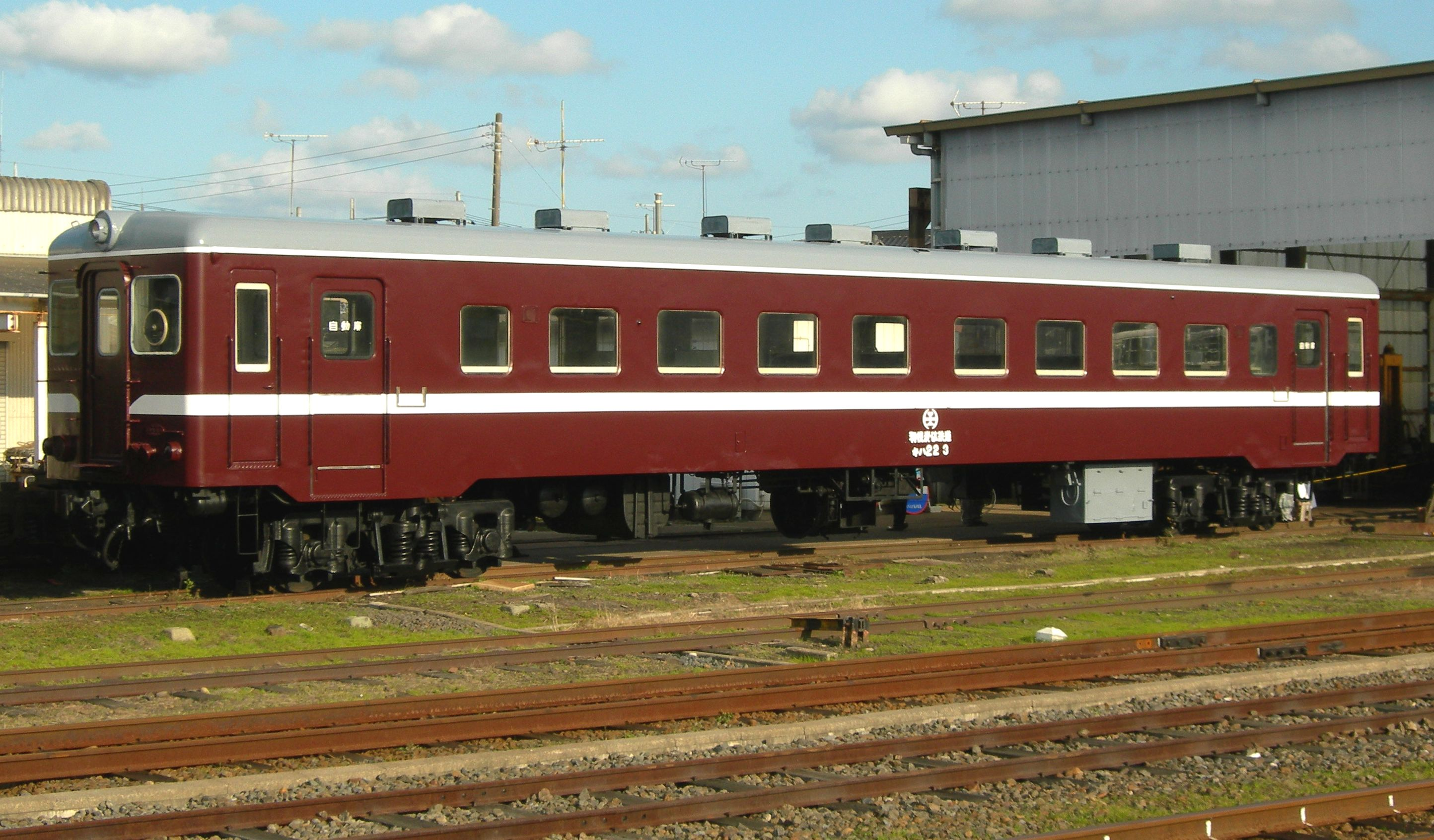
茨城交通（現・ひたちなか海浜鉄道）キハ223（羽幌炭礦鉄道色）

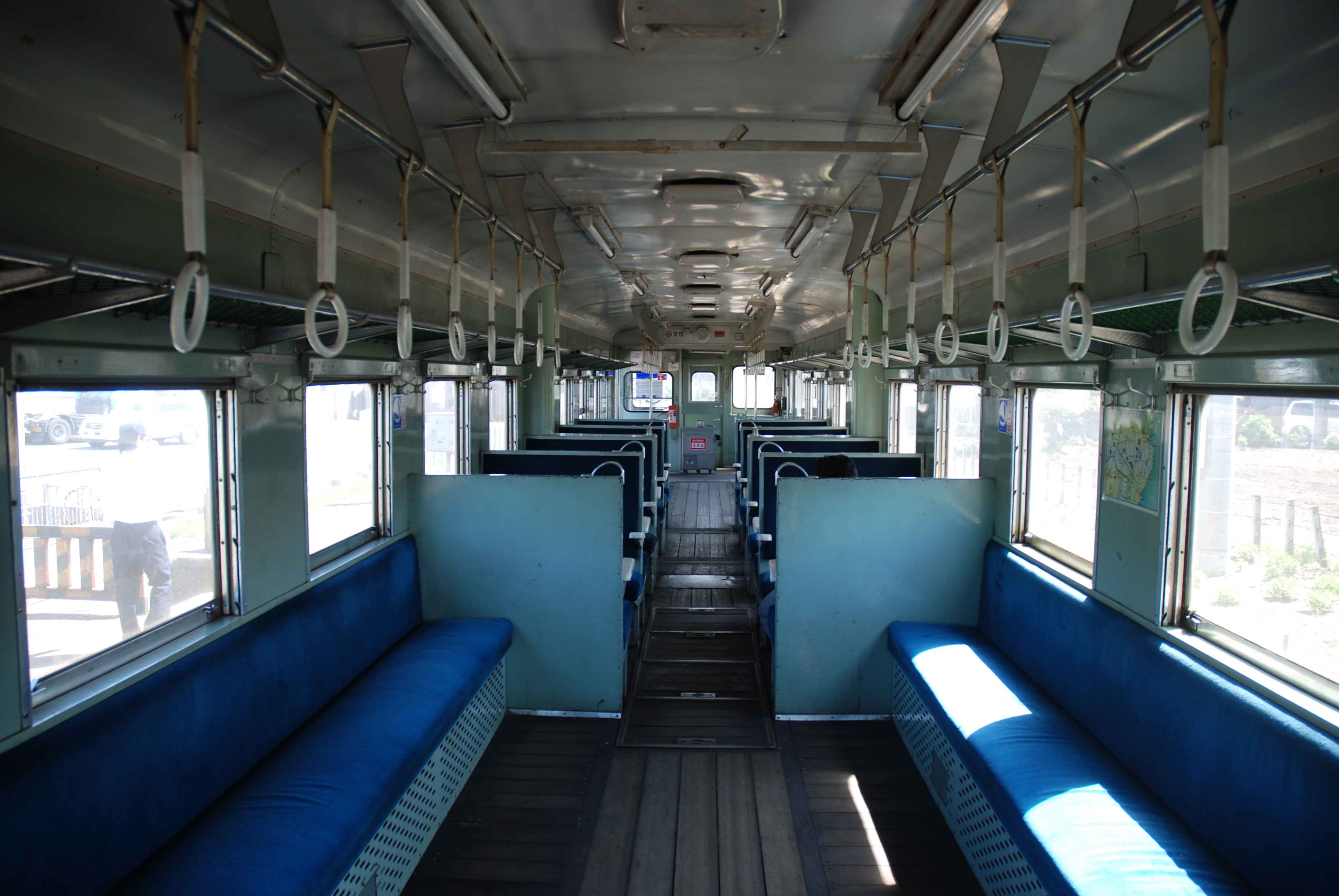
キハ222の車内

羽幌炭礦鉄道のキハ22形は、1960年 - 1966年にかけて1 - 3の3両が富士重工業で製造された。国鉄羽幌線乗り入れに対応したキハ22形同型車であるが、豪雪地帯用として、前面窓に旋回窓が装着されているのが特徴であった。
1970年の路線廃止後、茨城交通へ3両とも譲渡された。羽幌時代のワインレッドに白帯の塗装は譲渡後も維持され、一時期の茨城交通湊線車両の標準塗装となった。2は2004年より国鉄旧気動車標準色を纏っていた。
茨城交通からひたちなか海浜鉄道へ承継後、2015年に引退。阿字ヶ浦駅に留置されていたキハ22 2は市民団体のクラウドファンディングによる修復で、50年以上無事故であったなどの由縁から2021年に建立された「ひたちなか開運鐵道神社」の御神体となった。

#### 留萠鉄道キハ2000形

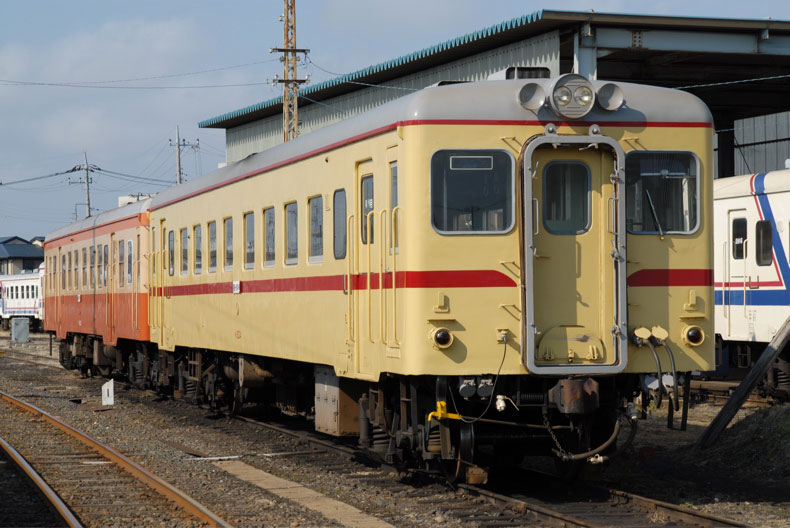
茨城交通（現・ひたちなか海浜鉄道）キハ2000形2004（国鉄準急色）（那珂湊駅 2006年2月11日）

留萠鉄道のキハ2000形のうちの2両、2004が新潟鐵工所、2005が東急車輛製造で1966年に製造された。キハ22形同型車であるが便所と二重窓は装備していない。
路線廃止後、1970年に茨城交通へ譲渡された。2004は2005年より国鉄準急色、2005は2009年より国鉄急行色を纏っていた。茨城交通からひたちなか海浜鉄道へ承継後、2015年に引退。
国鉄準急色のキハ2004は2016年に平成筑豊鉄道へ再譲渡され、動態保存される予定で金田駅隣接の車両基地に保管されている。

#### 津軽鉄道キハ24000形
津軽鉄道のキハ24000形は、1962年 - 1967年に24021 - 24024の4両が新潟鐵工所で製造された。
窓配置等はキハ21形に準じているが、側窓はキハ22形と同様の一段上昇窓。雄別鉄道キハ100形に酷似しているが、本形式は酷寒地仕様の設備や装備、トイレなどを省略している。2000年全廃。

#### 小湊鉄道キハ200形

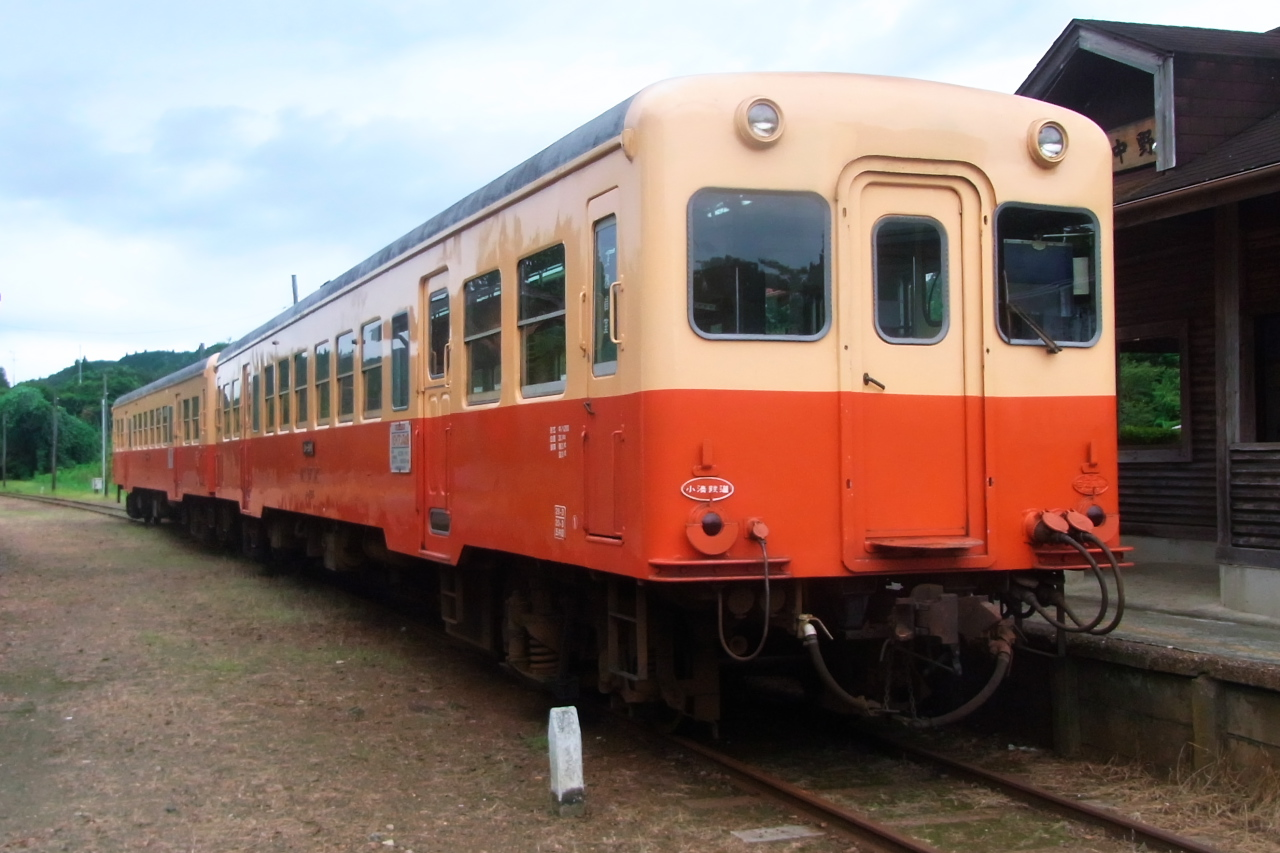
小湊鉄道キハ200形（上総中野駅 2009年8月14日）

小湊鉄道のキハ200形は、1961年から1977年にかけて201 - 214の14両が日本車輌製造で製造され、キハ20系の設計で製造された中では一番遅くまで増備が続いた。
国鉄千葉駅までの直通運転に対応するためキハ20形に準じた設計であるが、便所はなく扉間の2段窓が6個、座席はロングシート、前面も前照灯が前面窓上に2灯が独立してあるなど京成系の独自色が出ている。最終グループではユニット窓仕様となったものの、機関は保守部品共通化の見地からDMH17C形で首尾一貫した。国鉄車とも併結及び統括制御が可能である。
1978年にキハ5800形が運用離脱してから2021年に譲渡車のキハ40系が運用開始されるまでは房総里山トロッコ号を除く同社の全定期列車が本系列で運転されていた。2020年にJR東日本から譲渡されたキハ40系と編成を組むこともある。

#### 島原鉄道キハ20形（2001 - 2003）

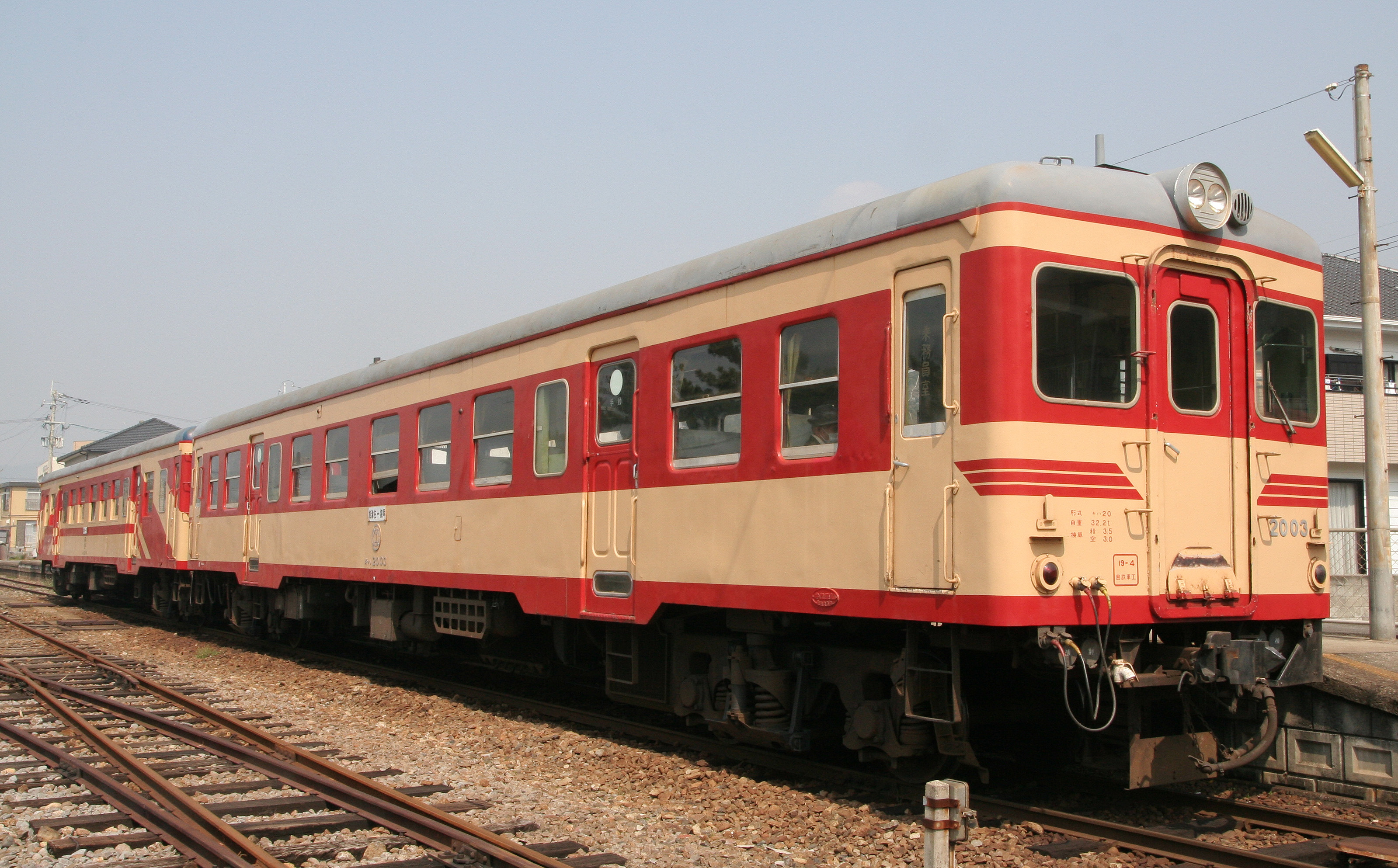
キハ20形2003（三本ヒゲ）（加津佐駅 2008年3月12日）

島原鉄道のキハ20形2001 - 2003はキハ20形同型車で、国鉄線直通乗り入れ運転に備えて1958年に製造された。
2001・2002は日本車輌製造製で国鉄の0番台車と同じDT19C・TR49C装着のバス窓車。2003は帝國車輛工業製で200番台車と同じDT22A・TR51A装着の2段上昇窓車。いずれも国鉄車とは異なり便所が設置されていない。塗色は新製時は栗色とクリームの塗り分けに白帯だったが、後に国鉄急行色に準じた塗色の前頭部に3本ひげの入る島鉄急行色となった。なお、2001・2002は1963年に台車換装を受け、2003と同じDT22A・TR51Aを装着した。冷房化改造は1988年から1991年にかけて行われ、2001・2002が1988年5月に機関直結式冷房装置を設置する方式で冷房化され、2003は遅れて1991年4月に冷房化改造された。
2008年初の時点では2003のみが在籍していたが、2008年4月1日に島原外港駅（現在の島原港駅） - 加津佐駅間が廃止されたことにより廃車となった。

### 類似車両

#### 留萠鉄道キハ1100形
留萠鉄道のキハ1100形1103はキハ21形類似車で、1959年新潟鐵工所製。側窓配置はキハ21形に準じるが、前面はキハ1000形に続いて湘南型とされた。路線廃止後、茨城交通（現・ひたちなか海浜鉄道）へ譲渡。1991年廃車。

#### 定山渓鉄道キハ7000・7500形
定山渓鉄道のキハ7000形7001 - 7003は、国鉄札幌駅への乗り入れに備えて1957年に製造された。
客用扉を両端に寄せた翌1958年製造開始のキハ22形に近い側窓配置とキハ20系に準じた基本構造を備えるが、前面は湘南形の2枚窓構成で便所はなく、メーカーである日立製作所笠戸工場のオリジナルデザインである。1958年に増備されたキハ7500形7501は、前面はキハ7000形と同様であるが、側窓配置がキハ21形に準じたものとなった。
国鉄線内は国鉄キハ08系気動車などとの併結あるいは単独で、定山渓鉄道線内はエンジンをアイドリングさせたまま電車に牽引されて運用された。1969年の路線廃止後はキハ7501を含めて全車が他社に譲渡されることもないまま解体処分されている。

### 日本国外への譲渡車
JR東日本で運用を終了したキハ52形においては、2000年代から2010年代にかけてミャンマーとフィリピンに合計24両が輸出された。

#### ミャンマー国鉄

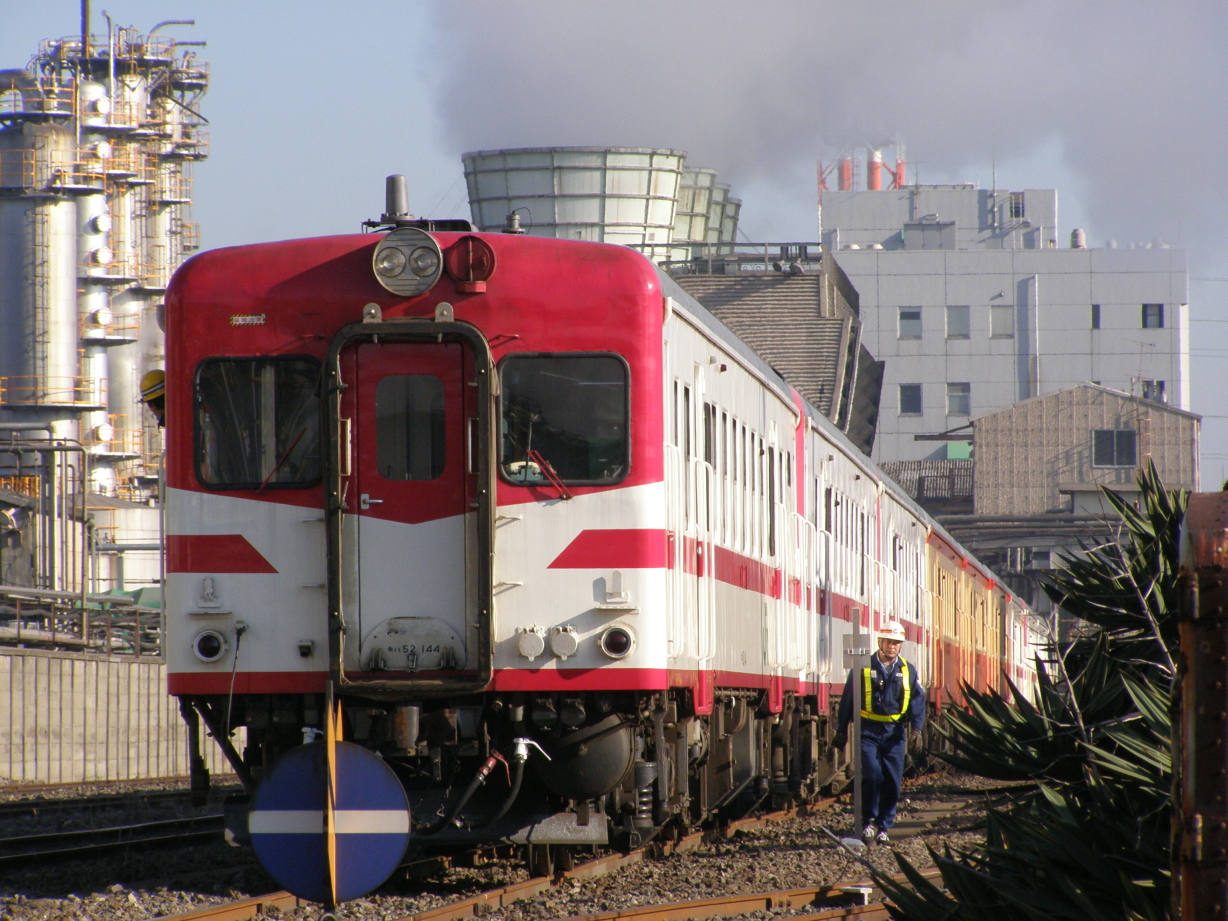
神奈川臨海鉄道千鳥町駅でミャンマー輸出で待機する盛岡色のキハ52形（2007年）

ミャンマー国鉄には2007年11月ダイヤ改正で運用を終了したJR東日本盛岡車両センターのキハ52形17両が譲渡され、2007年から2008年にかけてミャンマーへ輸出された。現地では屋根高さを下げるなど現地事情に即した改造が行われ、塗装もミャンマー国鉄標準のクリーム色と朱色のツートンカラーに変更された。
当初はヤンゴンを中心に運用されたが、保守整備が困難な現地事情から2010年代には運用離脱が相次いだ。後に日本からキハ40系列など後継車が投入されると地方へ転出した車両もあったが、機器不調を理由に運用を外れる例が多くなり、稼働車が事実上消滅している。運用最末期の2018年にはRBE.5013（元キハ52 146）がネピドー近郊で運用されていた。

#### フィリピン国鉄

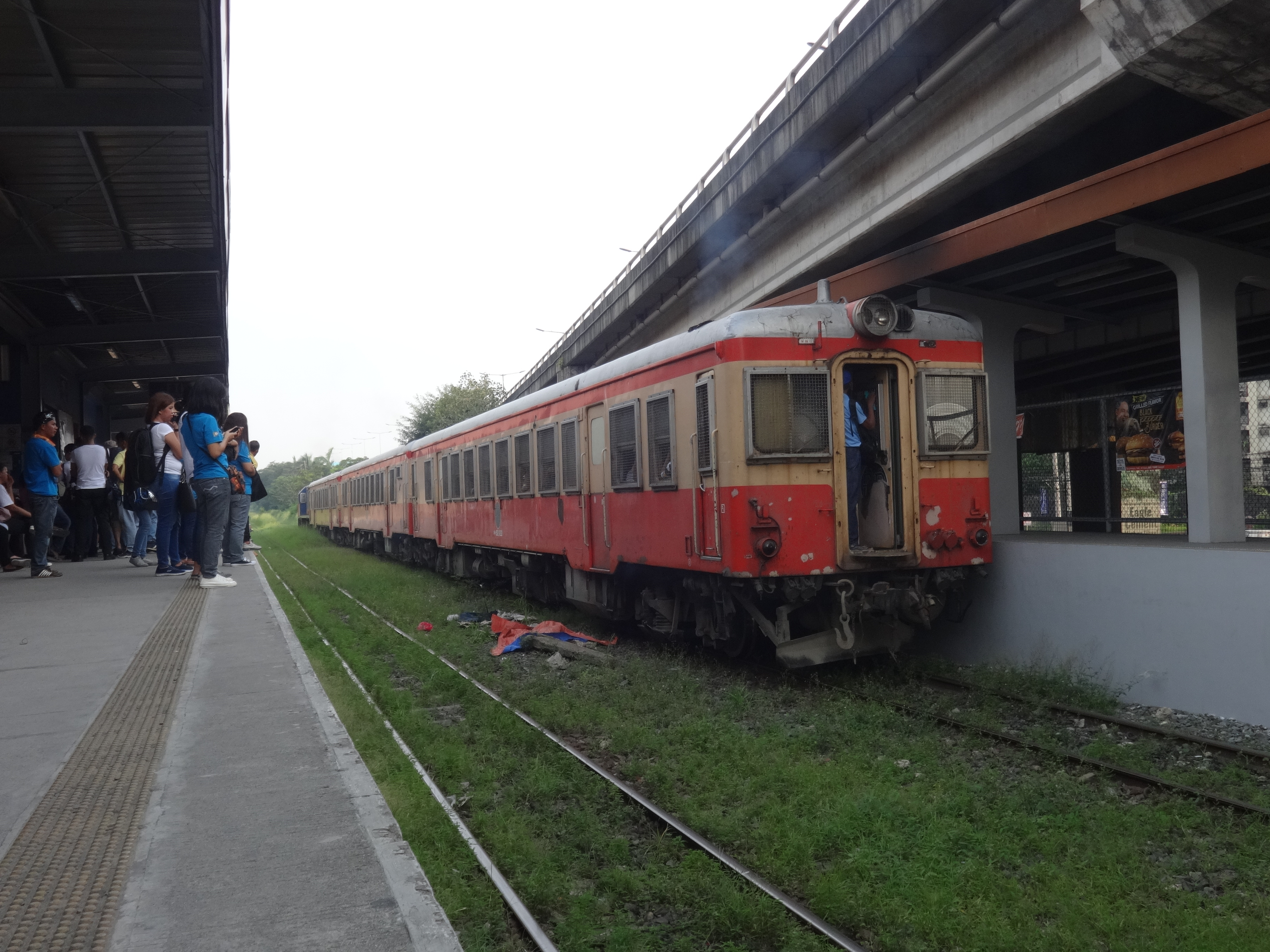
フィリピン国鉄のキハ52形「キハオレンジ」編成（2017年8月）

フィリピン国鉄には2009年3月14日のダイヤ改正で運用を終了し、2011年まで保留車として在籍していたJR東日本新津運輸区のキハ52形7両が譲渡された。塗装は3両（122・127・137）が国鉄一般色、4両（102・120・121・123）が新潟色で、2011年9月にフィリピンへ輸出され2012年に竣工している。現地では投石による窓ガラス破損防止用の金網の設置、客用扉の窓を鉄板に交換するなど現地事情に即した改造が実施された。
国鉄一般色の3両は137・127・122の組成で2012年にマニラ近郊で運用を開始し、現場では車体色から「キハオレンジ」と通称された。当初は自走であったが、2017年2月よりエンジン稼働ながらディーゼル機関車牽引に変更された。
新潟色の4両のうち3両は2012年に紺色と金色帯の塗装に変更され、121・120・102の3両編成を組成し、現地で「キハブルー」と通称された。2013年からはナガに転属したが、最末期はエンジン故障などからディーゼル機関車が連結されていた。2016年に元関東鉄道のキハ350形（元キハ35系）により置き換えられ、ナガ機関区で留置されている。
残る新潟色の1両（123）は踏切事故が相次いだため竣工から7ヶ月で運用を離脱し、新潟色のままカローカン車両工場で留置され、部品取り車となっている。

## 保存車
各地に保存車が存在する。本系列は大量淘汰の時期が特定地方交通線の転換と重なっており、廃止もしくは第3セクター化された特定地方交通線で使用されていた車両が保存されているケースも多い。
| 画像 | 番号                                | 所在地                                                                                     | 備考 |
| ---- | ----------------------------------- | ------------------------------------------------------------------------------------------ | --- |
|      | キハ22 208                          | 北海道枝幸郡中頓別町字中頓別 天北線メモリアルパーク （旧中頓別駅跡、中頓別バスターミナル） | 細谷建設が取得した後に中頓別町に寄贈された。天北線メモリアルパーク内のゲートボール場の道具置き場などとして利用されている。塗色は青色に変更されているが、国鉄カラーに塗り直す計画がある。 |
|      | キハ22 202 キハ22 251               | 北海道紋別郡興部町幸町 道の駅おこっぺ （旧興部駅跡）                                       | 塗色を変更し簡易宿泊所として使用されている（5月から10月の営業） |
|      | キハ22 237 キハ22 245               | 北海道上川郡下川町共栄町6 下川バスターミナル （旧下川駅跡）                                | |
|      | キハ22 69                           | 北海道網走郡津別町字相生83-1 道の駅あいおい （旧北見相生駅跡）                             | |
|      | キハ22 168                          | 北海道標津郡標津町字川北 川北バス待合所前 （川北駅跡）                                     | |
|      | キハ22 239                          | 北海道野付郡別海町西春別駅前西町1-2 別海町鉄道記念公園 （西春別駅跡）                      | |
|      | キハ22 221 キハ22 238               | 北海道帯広市幸福町東1線 旧幸福駅幸福鉄道公園                                               | |
|      | キハ22 52                           | 北海道三笠市幌内町2丁目287 三笠鉄道記念館                                                  | |
|      | キハ22 56 キハユニ25 1              | 北海道小樽市手宮1丁目3-6 小樽市総合博物館                                                  | キハユニ25 1は，キハ20系保存車で唯一の普通郵便荷物合造気動車で，立ち席窓(バス窓)車．多く製造されたキハユニ26形は，1両も保存車は無い為貴重である．立ち席窓(バス窓)車としても丸1両で遺された物では唯一(キハ20 70のカット車体があるのみ)である． |
|      | 下北交通 キハ85-1 キハ85-2 キハ85-3 | 青森県むつ市大畑町庚申堂 旧下北交通大畑駅跡 ※動態保存                                      | 旧キハ22 149,150,151。転換時から廃止まで使用された。保存団体「大畑線キハ85動態保存会」の手によって定期的にエンジンを稼動させ、動態保存されている。キハ85-2は国鉄時代のクリーム色＋朱色の塗装に戻され、番号もキハ22 150に戻された。運転会開催日のみ公開。                                                                                               |
|      | 津軽鉄道 キハ22027                  | 青森県五所川原市字大町7-5 津軽鉄道 津軽五所川原駅                                          | 旧キハ22 156。秋田内陸縦貫鉄道の開業時に同社に貸し出され、返還後に津軽鉄道に譲渡された。廃車後、津軽五所川原駅に留置されている。 |
|      | 津軽鉄道 キハ22028                  | 青森県五所川原市金木町嘉瀬端山崎 津軽鉄道 嘉瀬駅                                           | 旧キハ22 169。秋田内陸縦貫鉄道の開業時に同社に貸し出され、返還後に津軽鉄道に譲渡された。1997年にテレビ番組「SMAP×SMAP」の企画として香取慎吾と地元の子供たちがペインティングを施し、「夢のキャンパス号」として使用されたが、2000年に廃車となり嘉瀬駅に留置されている。廃車後の2017年にはテレビ番組「おじゃMAP!!」の企画として香取らが塗り直しを行った。 |
|      | 弘南鉄道 キハ2230                   | 青森県南津軽郡田舎館村大字高樋字八幡10 道の駅いなかだて ※解体済み                          | 旧キハ22 143。弘南鉄道黒石線転換開業時に譲り受け、廃止まで使用された。同線で使用されていたキハ2105・2107とともに廃線による廃車後に保存され塗色も変更されたが、2013年に解体された。 |
|      | キハ20 213                          | 栃木県真岡市台町 真岡鐵道真岡駅構内 ※キハ20 247は動態保存                                  | JR真岡線の最終列車に使用された車両。 247は2022年10月におよそ30年ぶりにエンジンが復活した。 |
|      | キハ20 247                          | 栃木県真岡市台町 真岡鐵道真岡駅構内 ※キハ20 247は動態保存                                  | JR真岡線の最終列車に使用された車両。 247は2022年10月におよそ30年ぶりにエンジンが復活した。 |
|      | キハ20 467                          | 群馬県安中市松井田町横川 碓氷峠鉄道文化むら                                                | |
|      | キハ52 156                          | 新潟県糸魚川市大町1丁目7-47 糸魚川ジオステーション ジオパル （糸魚川駅高架下）             | 大糸線非電化区間用として最後まで残ったキハ52形3両のうちの1両。キハ52形のラストナンバーである。 アントによる牽引で屋外展示されることもある。 |
|      | キハ20 443                          | 静岡県浜松市天竜区二俣町阿蔵 天竜浜名湖鉄道 天竜二俣駅構内                                 | 新製時から廃車まで終始二俣線で使用されていた車両。天竜二俣駅構内に設置が計画されていた鉄道公園の保存予定車両として留置されていたが、鉄道公園の計画が頓挫し放置され荒廃状態となっていた。2006年からNPO法人「天竜レトロ・トレインクラブ」が保存・修復を行っている。                                                                                      |
|      | キハ52 115                          | 岡山県津山市大谷 津山まなびの鉄道館                                                        | 大糸線非電化区間用として最後まで残ったキハ52形3両のうちの1両。 |
|      | キハ20 70                           | 宮崎県宮崎市花ケ島町瀬々町1253-1 喫茶ろくろ ※車体前部のみ                                  | 高千穂線で使用された車両。車体がカットされているが、現存する唯一のキハ20形バス窓車である。 |
|      | キハ20 441                          | 鹿児島県鹿屋市共栄町20-2 鹿屋市鉄道記念館 （旧鹿屋駅）                                     | |
|      | キハ20 452                          | 鹿児島県鹿屋市吾平町麓51-1                                                                 | |
|      | キハ52 130                          | 鹿児島県志布志市志布志町志布志3丁目26-1 志布志線大隅線記念公園 （旧志布志駅跡）            | |